# ハリー・ポッターシリーズの登場人物一覧
ハリー・ポッターシリーズの登場人物一覧では、J・K・ローリングの小説『ハリー・ポッター』シリーズに登場する架空の人物について述べる。
名前は初登場時の「通常用いられる呼び名・（結婚後の）姓」に統一し、ミドルネームを省略したものと、フルネームを併記（例：ロン・ウィーズリー / ロナルド・ビリウス・ウィーズリー）。ただし、いくつかの例外もある（例：フィニアス・ナイジェラス・ブラック - 作中では一貫してフィニアス・ナイジェラスと呼ばれるため）。また、旧姓が明記されている人物については文中で付記する。
主要人物および不死鳥の騎士団、死喰い人に属する人物、魔法生物のキャラクターについては、それぞれの項目で詳述する。これらのうち、物語上とりわけ重要な役割を担うキャラクターは、本項目でもその概略を記す。

## 主要人物（3人組）
ハリー・ポッター / ハリー・ジェームズ・ポッター
本作の主人公。11歳の誕生日に自分が魔法使いであることを知り、ホグワーツ魔法魔術学校のグリフィンドール寮に入ることになる。赤ん坊のころヴォルデモートに命を狙われたが、歴史上唯一生き残り、ヴォルデモートを消滅させたことから「生き残った男の子」や「選ばれし者」と呼ばれる。額には、当時受けた呪いのためにできた稲妻型の傷がある。くしゃくしゃの黒髪と母譲りの緑の目が特徴で、丸い眼鏡を掛けている。

ロン・ウィーズリー / ロナルド・ビリウス・ウィーズリー
ハリーと同学年でグリフィンドール寮に入り、親友となる人物。魔法族のなかでも純血の家系であるウィーズリー家の六男。ムードメーカー的な存在だが、兄たちが全員優秀なためひけ目を感じている。

ハーマイオニー・グレンジャー / ハーマイオニー・ジーン・グレンジャー
ハリーと同学年でグリフィンドール寮に入る、マグル（非魔法族）生まれの魔女。両親は歯医者。はじめはハリーやロンとそりが合わないが、のちに命を救われ親友となる。頭脳明晰で、ホグワーツでも学年一の秀才となる。

## ホグワーツ魔法魔術学校
ハリーたちが入学することになるイギリスの魔法学校。

### 校長
アルバス・パーシバル・ウルフリック・ブライアン・ダンブルドア
校長（第1巻 - 第6巻）。20世紀で最も偉大な魔法使いとされる。守護霊は不死鳥。

### 教師

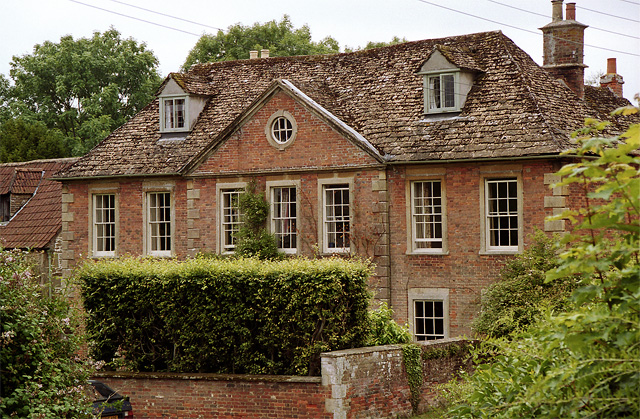
映画『ハリー・ポッターと謎のプリンス』でスラグホーンが潜伏する隠れ家の外観として使用されたカンタックス・ハウス

ミネルバ・マクゴナガル
演 - マギー・スミス（映画版） / サンディ・マクデイド（舞台『呪いの子』ロンドン公演） / フィオナ・グラスコット（映画『ファンタスティック・ビースト』第2作-第3作）
日本語吹き替え - 谷育子（映画版、ハリー・ポッター:魔法の覚醒〈初代〉）、斉藤貴美子(ハリー・ポッター:魔法の覚醒〈２代目〉) / 弥永和子（ゲーム版） / 渋谷はるか（映画『ファンタスティック・ビースト』第2作-第3作）
担当教科は変身術。グリフィンドール寮監。ひっつめ髪と四角い眼鏡、タータン・チェックが特徴。公平な性格で生徒に対しては厳格でありながらも情を持って接し、ハリーら自寮の生徒に対しても贔屓をせずルールを破ったときは厳しく叱るが、第1巻では自身の箒（ほうき）を持っていなかったハリーに対し、クィディッチにおける活躍の期待を込めてニンバス2000をプレゼントしており、その後もしばしば気に掛ける様子を垣間見せる。また、自分と共通項の多いハーマイオニーに対しても親身になって接し、彼女が3年のときには、全科目履修のため逆転時計を貸与する。
学生時代はグリフィンドール寮に所属し、当時はネビルの祖母であるオーガスタ・ロングボトムと親しかった。在学中は非常に優秀な成績を修め、監督生と首席にも選ばれている。特に変身術の分野で才能を発揮し、当時の変身術教授アルバス・ダンブルドアの手ほどきにより、在学中に猫の動物もどきを習得した。また優れたクィディッチ選手としても活躍していたが、最終学年時にスリザリン寮との優勝決定戦で重傷を負い、このことからことクィディッチに関しては、スリザリン寮に対しては猛烈な対抗心を抱いている。卒業後は魔法省に就職するが、反マグル主義の同僚になじめないこともあって間もなく退職し、かねてより求職していたホグワーツの変身術の教職に就任したほか、第一期の不死鳥の騎士団のメンバーにも参加している。
頭脳明晰で身体能力も高く、第1巻では魔法のチェスの仕掛けを作る。決闘にも優れており、1対1で戦えば相手が闇祓いであってもマクゴナガルが負けるはずがないとマダム・ポンフリーに評され、第7巻ではさまざまな呪文を使い、スネイプと互角に渡りあう。
教師仲間との関係はおおむね良好であり、とくに同じ寮監のフリットウィックやスプラウトと仲がよい。ハグリッドやトレローニーを胡散臭い目で見ることはあるが、険悪な仲ではない。ダンブルドアの信頼も厚く、マクゴナガルもダンブルドアには多大な敬意を示す。ヴォルデモートのポッター家襲撃によりポッター夫妻が死亡した際は、猫の姿でダーズリー家を偵察し、品行に問題のあるダーズリー家にハリーを預けることに反対した。ヴォルデモートの復活後は不死鳥の騎士団に復帰し、第5巻では、ドローレス・アンブリッジの策により闇祓いに重傷を負わされ、聖マンゴ魔法疾患傷害病院に入院するが、ほどなく退院する。
第6巻終盤の、ホグワーツ城天文塔の戦いにも参加。ダンブルドアの死により、ふたたび校長代理を務めるが、セブルス・スネイプが校長に就任したことにより、副校長に戻る。さらに第7巻では、新たに派遣されてきた死喰い人のカロー兄妹に副校長の実権を奪われるかたちとなる。終盤で分霊箱を探しに学校に戻ってきたハリーから、ダンブルドアの命令で行動していることを知ると、ホグワーツにてヴォルデモートを迎え撃つことを決意する。以降は最前線で指揮を取り、校長のスネイプを決闘の末逃亡に追い込み、生徒には避難の指示を出し、成人の学生に戦闘を許可する。停戦後は、キングズリー・シャックルボルトやスラグホーンとともにヴォルデモートと戦う。ヴォルデモートの死後は、正式にホグワーツの校長に就任する。
映画版は第7作『死の秘宝 PART1』を除く全作品に登場。
フィリウス・フリットウィック
演 - ワーウィック・デイヴィス（映画版）
日本語吹き替え - 田村錦人（映画版） / 緒方賢一（ゲーム版） / 佐々木睦（ゲーム『魔法の覚醒』）
担当教科は呪文学。レイブンクロー寮監。フレッド・ウィーズリーとジョージ・ウィーズリーによれば「すべての生徒が試験に合格できるように教えてくれる」といい、分かりやすく面白い授業を行なう高い教育術を持っている。加えて、よいことをすると菓子などの褒美を与えるという気さくな性格でもあり、多くの生徒に慕われている。
ゴブリンの血を引いているために非常に小柄で、授業を行うときは机の上に本を積み上げて立つ。試験の解答用紙を集めようとして「呼び寄せ呪文」をかけたところ、呼び寄せた解答用紙によって吹き飛ばされる場面もある。体格とは裏腹に戦闘に長けた一面もあり、若いころは決闘チャンピオンであった。第7巻終盤のホグワーツの戦いでは、死喰い人のなかでも戦闘に秀でたアントニン・ドロホフを倒す。
映画版では第1作『賢者の石』から登場。当初は白い髪と長いひげをたくわえたゴブリンのような外見だが、第4作『炎のゴブレット』以降は茶色の髪に口ひげを生やした人間にデザインに変更された。なお、このキャラクターデザインは第3作『アズカバンの囚人』にてワーウィックが演じたホグワーツの合唱団の指揮者（クレジットは「魔法使い」。日本語吹き替えは佐々木睦）のものがそのまま引き継がれている。原作における機敏なキャラクターとは裏腹に映画版ではコミカルな役を担っており、第4作では間違われてハグリッドに右手の甲をフォークで刺され痛みに悶えながら怒鳴ったり、ダンスパーティではコンサートのバルーンのように担ぎ上げられてしまったり、第5作ではアンブリッジを懲らしめた双子に歓声を送ったりと映画オリジナルシーンが挿入されている。
ポモーナ・スプラウト
演 - ミリアム・マーゴリーズ（映画版）
日本語吹き替え - 山本与志恵（映画版）
担当教科は薬草学。ハッフルパフ寮監。
ずんぐりした体格をもつ中年（初老）の女性で、ふわふわと散らばった髪に継ぎ接ぎだらけの帽子を被っており、植物を育てるため着ている服は泥だらけなことが多い。第2巻ではマンドレイクを育成し、バジリスクによって石にされた生徒を治療する助けとなり、ダンブルドアに感謝される。第7巻終盤のホグワーツの戦いにも参加し、いろいろな植物を投げて対抗する。
セブルス・スネイプ
スリザリンの寮監（第1巻 - 6巻）→校長（第7巻）。担当教科は魔法薬学（第1巻 - 5巻）→闇の魔術に対抗する防衛術（第6巻）。闇の魔術に関する造詣も深い。ホグワーツ生時代はスリザリン寮に属し、ハリーの両親とは同学年で、因縁浅からぬ関係にあった。第7巻では闇の勢力の手に落ちたホグワーツの校長となる。

ホラス・スラグホーン

演 - ジム・ブロードベント（映画版）
日本語吹き替え - 森功至（映画版）
担当教科は魔法薬学（第6巻 - 第7巻）。スリザリン寮監（第7巻）。「間違いなく純血の血筋」とされる「聖28一族」のひとつ、スラグホーン家の出身。小太りぎみで、はげ頭と長いセイウチひげが特徴的。特徴的な口癖は「ほっほう」。好きなものはオーク樽熟成蜂蜜酒、パイナップルの砂糖漬け。
学生時代はスリザリン寮の出身であり、卒業後は長らく魔法薬学教授・スリザリン寮監の職務に就いていた。学生時代のトム・マールヴォロ・リドル（のちのヴォルデモート）と最も親しかった教師であり、彼の在学中にリドルの巧みな話術によって、彼に対し分霊箱に関する知識を伝えた過去を持つ。スラグホーンはのちにこのことを悔やみ、自身の記憶に干渉して事実を隠していた。その後ハリーの入学より前に退職し、4巻でのヴォルデモート復活以降の頃には、死喰い人の勧誘を逃れるため、マグルの家を借用しながら転々とする生活を送っていた。6巻にてダンブルドアとハリーの強い要望により、魔法薬学の教授として復職を果たす。
有能な人物を見抜く才能を持っており、一度目の在職時より自身が見込んだ生徒を集めて「スラグ・クラブ」（ナメクジ・クラブ）と呼ばれるクラブを開いており、スラグホーンはこのクラブのメンバー間で人脈を固め、魔法省、マスコミ、芸能界、スポーツ界などに対する影響力とコネクションを持っている。かつてはヴォルデモートや一部の死喰い人も、このスラグ・クラブに名を連ねていた。復職後も再びこのクラブを開き、ハリーやハーマイオニーらを招待するが、ヴォルデモートや死喰い人に少しでも関連性のある生徒は招待しない。
スリザリン生だけをひいきすることはなく、自身が優秀だと認めた人物であれば、他寮の生徒であっても厚遇する。また「純血主義者」が多いスリザリン寮の出身者のなかでは、純血以外の者に対する差別意識はほとんど見られない数少ない人物である。ただし、マグル生まれは純血より魔法の扱いに劣るとは考えているようで、リリー・エバンズやハーマイオニー・グレンジャー、ダーク・クレスウェルといった非常に優秀な生徒がマグル生まれと知って驚く描写はある。
ダンブルドアからは「多大な才能」「非常に優れた魔法使い」と高い評価を受けている。閉心術にも長けているほか、学識も豊富で分霊箱についての知識も持っている。決して悪人ではないが人間くさい描写もあり、スリザリンのOBらしく計算高く日和見主義的な面が目立つ。死喰い人に対しては嫌悪感こそあるものの、死亡率の高さへの恐怖から彼らとの敵対は極力避けており、ダンブルドアや不死鳥の騎士団にも協力的ではなかった。しかし7巻のホグワーツの戦いでは積極的に戦いに加わり、ヴォルデモートにも立ち向かうといった、ダンブルドアからの評価に恥じない勇敢な一面を見せる。
映画では原作とは髪型が異なり、セイウチひげもなく、口癖も「こりゃ、たまげた」になっている。ホグワーツの戦いには緒戦から参戦し、複数の死喰い人を倒す。
カスバート・ビンズ
日本語吹き替え - 佐藤せつじ（ゲーム『レガシー』）
担当教科は魔法史。ホグワーツで唯一のゴーストの教師。その授業は生徒から酷く退屈に思われており、授業で質問をする学生はほとんどいない。第2巻では、ハーマイオニーから「秘密の部屋」について質問を受けるが、回答を拒む。しかし、生徒たちが騒ぎ出したことで「秘密の部屋」のことを話す。
『ホグワーツ・レガシー』にも登場。舞台となる1890年時点で既にゴーストとなっていた。
映画版には未登場で、「秘密の部屋」のことを話す役割はマクゴナガルになっている。
オーロラ・シニストラ
担当教科は天文学。
ロランダ・フーチ
演 - ゾーイ・ワナメイカー（映画版） / ヘレナ・リンベリー（舞台『呪いの子』ロンドン公演）
日本語吹き替え - 火野カチコ（映画版） / 谷育子（ゲーム版）
担当教科は飛行術。寮対抗クィディッチ試合の審判も担当する。鳥のような短い白髪と、鷹のような目を持つ。
クィディッチ用箒のマニアのようで、ハリー・ポッターが「ファイアボルト」を手に入れたときは、ファイアボルトのよさについて延々と語る。彼女自身は「銀の矢」（シルバー・アロー）で飛ぶことを覚えたらしく、この箒が生産中止になったことを残念がる。クイディッチや箒の知識も豊富で飛行技術も高いが、ネビルが箒を暴走させた際には対処できず、吸魂鬼の影響を受けやすいハリー・ポッターが箒を訓練しているにもかかわらず居眠りをする。
映画では、第1作『賢者の石』のみに登場。原作では何度も登場するが、映画版はワナメイカーが報酬の面でトラブルを起こしたため、第2作以降は登場しない。
シルバヌス・ケトルバーン
担当教科は魔法生物飼育学（第1巻 - 第2巻）。向こう見ずな性格と魔法生物飼育学の性質がもとで、一方の腕と一方の足の半分以外の手足を失っている。
在学中はハッフルパフ寮に所属し、魔法生物飼育学で好成績を修めたことが、のちに魔法生物飼育学の教授になるきっかけとなった。卒業後はアーマンド・ディペットのもとでホグワーツで魔法生物飼育学の教鞭を取ることになったが、着任期間中には62回の謹慎を命じられたという。中でもハーバート・ビーリーが演出を行なった「豊かな幸運の泉」（「吟遊詩人ビードルの物語」のなかの物語）をモチーフにした劇の劇中で、演劇用に用意した魔法生物が爆発して火災が発生した事件では、大講堂は全焼して怪我人も多発し、自身も謹慎処分を受けている。その後、変身術の教授であったアルバス・ダンブルドアがディペットから校長職を引き継いだときには、ケトルバーンは一方の腕と一方の足の半分以外を失っていたので、通年と比べて幾分落ち着いていた。
第3巻で「手足がまだあるうちに余生を楽しむため」として退職し、後任にはルビウス・ハグリッドが選ばれる。ダンブルドアは退職祝いとして、ケトルバーンの趣味であるドラゴンの聖地訪問のために必要なすばらしい木製の義足をプレゼントする。退職後はホグズミードに移り、2014年ごろに亡くなる。
ウィルヘルミーナ・グラブリー＝プランク
魔法生物飼育学の代理教師。第4巻と第5巻で、ハグリッドの代わりに授業を担当する。授業内容はハグリッドと比べて常識的かつ安全で、生徒の関心も高い。ヘドウィグの治療をした。
シビル・トレローニー
演 - エマ・トンプソン（映画版）
日本語吹き替え - 幸田直子（映画版）
担当教科は占い学。魔法界で著名な大「予見者」、カッサンドラ・トレローニーの曾々孫に当たる。ホグワーツのレイブンクロー寮出身。シェリー酒が好きらしく何本も隠し持っており、「占い学」の教室はつねにシェリー酒の匂いが漂っている。普段は「俗世に下りると心眼が曇る」ため、自分の教室がある北塔の最上階（屋根裏部屋）に篭りきりで、階下に降りてくることはめったにない。
痩せていて大きな眼鏡を掛けており、スパンコールで飾った服を着ていることが多い。他にも腕輪や指輪、鎖やビーズ玉など装着品が多く、ハリーは「きらめく特大トンボ」とたとえる。彼女の授業はつまらないうえに、面倒な作業が多くほとんどの生徒には不評である。また、ハリーに対してはつねに死や不幸を見いだすことから、ハリーは彼女の授業を非常に嫌う。ハーマイオニーも途中で授業を放棄するほど嫌い、マクゴナガルも「占い学」を「魔法の中でも一番不正確な分野の一つ」と評する。だが、ラベンダー・ブラウンやパーバティ・パチルなど、一部の女生徒には熱烈に支持される。
自身に予言の才能があると思っているが、その予言はあまり当たらない。ただし、まったく当たらないというわけではなく、第3巻で「イースターのころ、クラスの誰かと永遠に別れることになる」と予言し、実際にハーマイオニーが「占い学」の履修を中止する。また、ごくまれに普段の人格が意識を失い、「本物の予言」を行なうことがある。普段は霧の彼方から聞こえてくるような声で話すが、トランス状態のトレローニーは荒々しく太い声になり、その記憶は残っていない。このことがダンブルドアに教師として採用される決定打となった。作中でトレローニーがトランス状態に陥るのは2回あり、1回目は、彼女が教員に採用された際、ダンブルドアのまえで「ヴォルデモートを倒す者が7月の終わりに生まれる」という予言を、2回目は第3巻で、ハリーのまえで「ピーター・ペティグリューがヴォルデモートのもとに戻る」という予言を残す。
第5巻では、ドローレス・アンブリッジの査察により解雇され、ホグワーツ城から追放されそうになるが、ダンブルドアの機転で城からの追放は免れる。第6巻で復職し、ラベンダー・ブラウンに対し「赤毛の男子に気をつけろ」と予言し、ロン・ウィーズリーと付き合い出すことを示唆する。タロットカードによる占いを2回行ない、物陰に隠れるハリーの存在と、ダンブルドアの死を言い当てる。第7巻終盤のホグワーツの戦いにも参加し、水晶玉を操って頭にぶつけ、フェンリール・グレイバックを気絶させる。
映画版では第3作『アズカバンの囚人』、第5作『不死鳥の騎士団』、第8作『死の秘宝 PART2』に登場。
フィレンツェ
担当教科は占い学（第5巻 - 第7巻）。第5巻でドローレス・アンブリッジによってトレローニーが解雇されたため、ダンブルドアの依頼を受けて就任する。

セプティマ・ベクトル
担当教科は数占い学。
バスシバ・バブリング
担当教科は古代ルーン文字学。
チャリティ・バーベッジ
演 - キャロリン・ピックルズ（映画版）
日本語吹き替え - 林りんこ（映画版）
担当教科はマグル学（第1巻 - 第6巻）。「日刊予言者新聞」にマグルを擁護する主張を載せたため、第7巻でヴォルデモートに捕らえられて殺され、遺体はナギニの餌にされる。のちに「日刊予言者新聞」では、教職を辞任したと掲載される。不死鳥の騎士団は、夏ごろからバーベッジを見ていないため、その報道を信じていなかった。その死が気づかれるのは、ヴォルデモートが死んだあとのことになる。
アレクト・カロー
担当教科はマグル学（第7巻）。死喰い人。
クィリナス・クィレル
演 - イアン・ハート（映画版）
日本語吹き替え - 横堀悦夫（映画版） / 中尾隆聖（ゲーム版第1作）
担当教科はマグル学（物語開始前）→ 闇の魔術に対抗する防衛術（第1巻）。
第1巻にてハリーがホグワーツに入学した際、「闇の魔術に対抗する防衛術」教授に転任となる。頭にターバンを巻き、そこからニンニクの匂いを出している。つねに怯えたような態度が特徴で、どもりが激しい。しかしその実はヴォルデモートの復活をもくろむ人物であり、作中終盤にてハリーの前にその正体を明かす。
ターバンやニンニクの匂いはヴォルデモートを隠すためであり、臆病な態度もすべてヴォルデモートとの繋がりを悟られないための演技であった。またスネイプが自分の代わりに悪人と思われていることを、周囲の自分に対する警戒心を和らげるために利用していた。ハリーもクィレル本人に真実を告白されるまで、スネイプがクィレルを暴力的に脅していると考えていた。
生徒時代はレイブンクロー寮に所属。当時は臆病な態度や神経質な様子から周囲にからかわれていたため、彼らを見返したいという思いから、闇の魔術に対する関心を高めていき、好奇心や自己顕示欲を満たすためにヴォルデモートを探し出すことを企てるようになる。その後、ホグワーツの教師に就任し、当初はマグル学を教えていた。在職中に休暇を取った際に、アルバニアの森で肉体を失ったヴォルデモートと出会い、力についての語りを受けて忠誠を誓い、頭に取り憑かれる。そしてヴォルデモートを復活させるために「賢者の石」の奪取を図り、グリンゴッツ魔法銀行に忍び込んで「賢者の石」を盗もうとするが、そのときにはすでに「石」はホグワーツに移動されていたため失敗に終わる。
そして作中にて改めてホグワーツで「石」を奪おうとするが、今度はハリーに出し抜かれ、最後にハリーの身体に残るリリーの愛の魔法で身体が焼けただれて死亡する。ヴォルデモートはクィレルの死の直前に憑依を解き、その肉体から脱出する。
映画版は、第1作『賢者の石』に登場。グリーンイグアナを飼っている。原作とは異なり、最期は土塊と化す。
ギルデロイ・ロックハート
演 - ケネス・ブラナー（映画版）
日本語吹き替え - 内田直哉（映画版） / 山寺宏一（ゲーム版第2作）
担当教科は闇の魔術に対抗する防衛術（第2巻）。
闇の力に対する防衛術連盟名誉会員で、勲三等マーリン勲章を授与されている。また、ハンサムでもあり、「週刊魔女」チャーミングスマイル賞を5回連続で受賞した。他人に好かれる魅力があり、多くの女性がファンになる一方で、自己顕示欲の強いナルシストで、勘違いや場の空気を読まない発言を繰り返す。簡単な消失呪文ですらまともにできず、それにより失態を演じたとしても、すぐに口八丁手八丁に言い訳を繰り返し、自分の非を認めようとしない。
マグルの父親と魔女の母親との間に三姉弟の末っ子で長男として誕生した。姉二人は魔法力を待たぬスクイブであることに対し、自身は唯一魔力を持っていることを理由に家庭内でチヤホヤされて育った。
ホグワーツではレイブンクロー寮に組分けされ、平均を上回る能力を有し学業成績も良かったが、自分がトップでなければ気が済まないわりに、1番の成績を修められたわけでもないため、皆の注目を集めることにばかり打ち込むようになった。そして卒業後は忘却術のみをひたすら訓練することに決め、そして手柄を立てた他人の記憶を抹消し、その手柄を自分のものとして著作に載せることにより、上述の名誉を得てきた。その結果、それ以外の魔法の腕は鈍り、見る影もなく錆び付いた。ギルデロイの詐欺を世間に明るみに出し、生徒たちの反面教師にする目的で、アルバス・ダンブルドアに教授として雇われる。
その授業は自分の著作を読ませたり武勇伝をジェスチャーを織り交ぜて説明するだけであり、さらにクィディッチの試合で腕を骨折したハリーの治療や決闘クラブなどでも、次々と失態を繰り返し、他の教師陣からは鼻つまみ者扱いされるまでになる。ジニーが「秘密の部屋」に拉致されたときは、教師陣に「闇の魔術に対抗する防衛術」教授であるから適任だという建前の厄介払いの形で救出を依頼され、人知れずホグワーツから逃亡を図るも、ハリーとロンに阻止され「秘密の部屋」に連行される。その途中、隙を見てロンの杖を奪い、ふたりに「忘却術」をかけようとするが、ロンの杖が折れていたために呪文が逆噴射し、すべての記憶を失う。以降、聖マンゴ魔法疾患傷害病院で入院生活を送る。第5巻でハリーたちと再会したときも、サインを書きたがるといった一部の癖は復活しながらも記憶は戻らず、その後も記憶が完全に戻る場面はない。
映画版は、第2作『秘密の部屋』に登場。エンディング後、ロックハートの著書を宣伝する写真が「私は誰」と話す。
リーマス・ジョン・ルーピン
担当教科は闇の魔術に対抗する防衛術（第3巻）。
アラスター・ムーディ（マッドアイ・ムーディ）
担当教科は闇の魔術に対抗する防衛術（第4巻）。しかし実際はバーテミウス・クラウチ・ジュニアが化けた偽物だった。
ドローレス・アンブリッジ
担当教科は闇の魔術に対抗する防衛術（第5巻）。
アミカス・カロー
担当教科は闇の魔術に対抗する防衛術（第7巻）。

### 職員
ルビウス・ハグリッド
演 - ロビー・コルトレーン（映画版） / クリス・ジャーマン（舞台『呪いの子』ロンドン公演）
日本語吹き替え - 斎藤志郎（映画版） / 玄田哲章（ゲーム版）
ホグワーツの森番で、森の外れの小屋に犬のファングと共に住んでいる。魔法使いを父に、巨人のフリドウルファを母に持つ半巨人で、体躯は非常に大柄。長髪に加え、顔の下半分を針金のようなもじゃもじゃのひげが覆っている。瞳はしばしばコガネムシにたとえられる。粗暴な面もあるが、純朴で優しい性格の人物。猫以外の動物をこよなく愛し、魔法生物の知識にも精通している。魔法界において血に飢えた「凶暴な人種」として差別されている巨人族である自分を受け入れ、後述の事件においても無実を信じ、機会を与えたアルバス・ダンブルドアには絶大な信頼を寄せている。「不死鳥の騎士団」の創立メンバーのひとりでもあり、他の騎士団のメンバーとも面識がある。
在学中はグリフィンドール寮に所属していたが、3年生のときに「秘密の部屋」事件が発生し、当時ひそかに飼っていた巨大蜘蛛のアラゴグが女子生徒（のちの嘆きのマートル）を死亡させたとして、当時監督生を務めていたトム・マールヴォロ・リドルに告発され、退学処分となった。しかし実際は濡れ衣であり、真犯人はバジリスクを操っていたリドルであった。こうして無実の罪を受けながらも、ダンブルドアの配慮により森番としてホグワーツに残ることができた。なお、退学に際してハグリッドの杖は折られたことにされたが、実際には彼が持つピンク色の傘にそのまま隠されており、作中でもたびたび使用する。
第1巻冒頭ではダーズリー家に居候していたハリーに、ホグワーツ魔法魔術学校への入学案内を届ける役割を担い、ハリーが初めて接する魔法使いとなる。親子以上に年齢が離れているが、以来、よき友人となり、互いに絶対の信頼を寄せる。ハリーを通じてロンやハーマイオニーとも知り合い、親しくなる。危険な珍獣や猛獣を飼うのが趣味であり、みずから交配して尻尾爆発スクリュートを作り出す場面もある。またハリーたちが小屋へ遊びに来るとよく手料理をふるまうが、その内容は「歯が欠けるほど硬いロックケーキ」「鈎爪入りシチュー」「イタチ肉のサンドイッチ」などであり、ハリーたちとはかなり異なる嗜好の持ち主である。
第2巻で「秘密の部屋」事件がふたたび発生すると、前回の犯人として再犯を疑われ、アズカバンへ収監される。のちにハリーとロンが事件を解決し、真犯人が明らかになると釈放され、前回の事件も含めて名誉を回復する。
第3巻では「魔法生物飼育学」の教授に就任するが、授業中に自身が飼育していた珍獣がたびたびトラブルを起こす。第4巻では、同じ巨人族のオリンペ・マクシームにも好意を持っており、一時は非常に親しい関係になる。終盤でヴォルデモートが復活すると、再結成された不死鳥の騎士団にも復帰する。
第5巻ではダンブルドアの命を受け、巨人の協力を仰ぐためにオリンペ・マクシームとともに巨人の頭を訪ねる。その後、異父弟の巨人・グロウプの存在が判明し、禁じられた森でともに暮らすようになる。ハグリッドにとってグロウプは父が死んで以来の家族であり、非常に可愛がる。第7巻ではホグワーツの戦いに参加し、生き残る。
ポピー・ポンフリー
演 - ジェマ・ジョーンズ（映画版）
日本語吹き替え - 麻生美代子（映画版）
ホグワーツの校医。傷病の原因を深く追求することはせず、明らかに学校の規則を破ったことが原因でも、それを咎めることはない。また基本的にどのような傷病にも対応できるため、ハリーもよく世話になる。ただし患者の安静を重視しており、面会の制限に関しては厳格である。とはいえ、制限時間を超えた面会を許すこともある。また、周囲の人物に対して不平を言うこともしばしばあり、第2巻ではギルデロイ・ロックハートを「あんな能無しの先生」と評する。第7巻終盤でのホグワーツ最終決戦にも参戦し、ヴォルデモートによって戦闘が中断されたあいだに負傷者の手当てを行なう。
映画版では、第2作『秘密の部屋』、第6作『謎のプリンス』、第8作『死の秘宝 PART2』に登場。
アーガス・フィルチ
演 - デイビッド・ブラッドリー（映画版）
日本語吹き替え - 青野武（映画版第1作 - 第6作）→浦山迅（映画版第8作）
ホグワーツの管理人。非常に偏屈で意地が悪く、酷い癇癪持ち。自身がスクイブであるため、嫉妬から魔法が使える生徒を目の敵にし、罰を与えることを生きがいにしている。そのため、第5巻では生徒に対して厳しい罰を科せるよう約束したドローレス・アンブリッジに積極的に協力する。猫のミセス・ノリスをペット兼相棒として溺愛しており、生徒にはペットと諸共に忌み嫌われている。また、悪戯好きのポルターガイスト・ピーブズとも敵対関係にある。司書のマダム・ピンスとは親しい。
映画では、第1作『賢者の石』から登場。原作とは異なり、ホグワーツ最終決戦に参加する。
イルマ・ピンス
演 - サリー・モルトモア（映画版）
ホグワーツの司書。禿鷹に似た容姿をしており、短気な性格。本をとても大事にしており、本を大事にしない者は誰であろうと攻撃するよう、自分の管理下にある本すべてに異常な呪いがかけられている。「禁書の棚」の本を借りるには許可証を見せないといけないが、偽物なら絶対に見つけ出す。
映画版では、第2作『秘密の部屋』に登場。

### 生徒

#### グリフィンドール生
ネビル・ロングボトム（Neville Longbottom）
演 - マシュー・ルイス（映画版）
日本語吹き替え - 上野容（映画版）
ハリーやロンとは同学年で、ルームメイトとなる男子生徒。物忘れが激しく、何をやっても失敗ばかりで、得意の「薬草学」を除けば学業も優秀とは言えず、自分に自信が持てない性格。1980年7月30日生まれで、ハリーの誕生日より1日も上。第2巻『秘密の部屋』では自分のことをスクイブと発言する。トレバーというカエルを飼っているが度々脱走する。ルームメイトであるハリー、ロン、ディーン・トーマス、シェーマス・フィネガンのほか、ハーマイオニー・グレンジャー、ジニー・ウィーズリー、ルーナ・ラブグッドと友人になる。
父は純血の魔法使いフランク・ロングボトム、母は純血の魔女アリス・ロングボトム。両親はともに不死鳥の騎士団の創立メンバーだったが、ネビルが1歳のとき、ベラトリックス・レストレンジやバーテミウス・クラウチ・ジュニアら4人の死喰い人から「磔の呪い」による拷問を受けて心神喪失状態になり、聖マンゴ魔法疾患傷害病院に入院。以降、両親と別れ、祖母のオーガスタ・ロングボトムに育てられる。ネビルは小さい頃から祖母を、かなり恐れている。ネビルは両親のことを友人に伏せていたが、第5巻で偶然ハリーたちに事情を知られる。
第1巻では賢者の石を守るために校則を破ろうとするハリーたち3人を止めようとするが、ハーマイオニーに「全身金縛り術」をかけられ失敗する。しかし、友達に立ち向かった勇気を校長のアルバス・ダンブルドアに評価され、グリフィンドールの寮杯獲得に貢献する。
第5巻ではダンブルドア軍団に参加する。そのなかで徐々に行動力と判断力、そして自信を身につけ、それにともない勇敢な一面が出てくるようになる。その後、ハリーたちとともに魔法省神秘部に乗り込み、死喰い人と戦う。第6巻では、ダンブルドア軍団の招集に応じ、ホグワーツ城で死喰い人と戦う。
第7巻『死の秘宝』でセブルス・スネイプが校長に就任すると、ジニーやルーナとともに抵抗運動を開始。翌年5月のホグワーツの戦いでは、ヴォルデモートによって死喰い人に加わるよう脅されるが、敢然と退ける。このことで組分け帽子に「真のグリフィンドール生」として認められ、帽子からグリフィンドールの剣を取り出すことに成功し、ヴォルデモートの最後の分霊箱である蛇のナギニを斬り殺し、ヴォルデモートの消滅に大きく貢献する。
その後は、ポモーナ・スプラウトの後任として「薬草学」の教授になり、魔法大臣となったキングズリー・シャックルボルトの依頼で、ハリーやロンとともに魔法省の闇祓いにもなる。また、ダンブルドア軍団のメンバーだったハンナ・アボットと結婚する。「魔法の覚醒」では、グリフィンドール寮監にもなっている。
実は、かつてシビル・トレローニーがホッグズ・ヘッドの一室でダンブルドアとのホグワーツへの面接採用試験の最中に起こった無意識の予言による「闇の帝王（ヴォルデモート）を倒す者」の内容に途中まで合致していたのはハリーとネビルの二人だけであり、ハリーの両親を殺したヴォルデモートがハリーに呪いの傷を付けたことでハリーに確定したが、場合によっては「闇の帝王を倒す者」になっていたかもしれない「もう一人の生き残った男の子」である。故にハリーとは、両親が不幸な結末を迎えたことや、組分け帽子からグリフィンドールの剣を引き抜いたことなど、共通点が多い。
映画版では、演じたルイスは『秘密の部屋』までは原作小説を踏襲した太めの外見だったが、『アズカバンの囚人』以降は痩せて身長も伸びた。そのため、両頬に詰め物をし、入れ歯やファットスーツを着用していたが、『死の秘宝』ではそれらを着けずに演じている。また、ルーナに好意があるような描写がなされている。
ジニー・ウィーズリー（Ginny Weasley）/ ジネブラ・モリー・ウィーズリー(Ginevra Molly Weasley)
演 - ボニー・ライト（映画版） / ポピー・ミラー（舞台『呪いの子』ロンドン公演）
日本語吹き替え - 山田千晴（映画『賢者の石』）、高野朱華（映画『秘密の部屋』以降） /  石田未来（ゲーム版第2作） / 胡麻鶴彩（クィディッチ・チャンピオンズ）
ハリーの1学年下の女子生徒で、ロンの妹。よく呼ばれる「ジニー」は愛称。髪は赤毛で長い。瞳は鳶色で、顔にはそばかすがある。
7人兄妹の末子であり、かつ唯一の女の子であることから、家族から大切にされていた。子供あつかいされることもしばしばあるが、自己主張が強く、それに対して反発する。6人の兄のなかでもフレッドとジョージの影響を特に強く受けたようで、作中ではふたりと一緒になって騒ぐ場面が描かれている。ホグワーツでは同学年のルーナ・ラブグッドや、一学年上のハーマイオニー・グレンジャー、ネビル・ロングボトムらと友人になる。正義感も強く、ルーナをいじめる生徒に対してしばしば注意をする。アーノルドという名前のピグミーパフのペットを飼っている。
クィディッチ用箒に乗って空を飛ぶのが好きで、幼い頃から兄の箒を拝借して空を飛んでいた。そのためクィディッチが上手く、第5巻からはグリフィンドール代表チームのメンバーとして試合に出場する。作中ではシーカー（ハリーの代役）とチェイサーを務めるが、本人はゴールで得点する方が好きだと語る。
ハリーに憧れ、兄のロンがハリーの親友になったことで身近に接するようになるが、ハリーのまえでは赤面して無口になることが多い。しかしハーマイオニーの助言もあって「ほかの男子としばらくつきあって、ハリーにもっと自分らしいところを見せる」ことにし、次第にハリーのまえでも本来の自分を出せるようになる。
第2巻で、ルシウス・マルフォイの策略により「トム・リドルの日記」を手にし、日記に封じられたリドルの魂に操られて「秘密の部屋事件」を引き起こす。しかし、「秘密の部屋」でハリーに救出され、真相が判明した結果、ジニーが罪に問われることはなく終わる。
第4巻では三大魔法学校対抗試合の一環で行われたクリスマス・ダンスパーティで、レイブンクロー生のマイケル・コーナーと出会い、交際を始めるが、ほどなく破局する。第6巻ではディーン・トーマスと交際を始めるが、これもほどなく破局する。
第7巻からハリーとの交際を始めるが、ヴォルデモートとの対決を決意したハリーから別れを切り出される。その目的がヴォルデモートから自分を護るためであることを理解したジニーは、別れを承諾しハリーの決意を後押しする。その後、セブルス・スネイプがホグワーツ魔法魔術学校の校長に就任すると、ネビルやルーナとともに抵抗運動を開始。ホグワーツでの決戦にも参加し、生き残る。
その後は、クィディッチチームのホリヘッド・ハーピーズに入団しプロのクィディッチ選手として活躍する。ハリーと結婚し、選手引退後はジェームス・シリウス、アルバス・セブルス、リリー・ルーナの2男1女を儲ける。また、「日刊予言者新聞」のクィディッチ担当主席記者に就任、『呪いの子』時点では「日刊予言者新聞」のスポーツ編集者に就任する。
『呪いの子』では、3人の子ども全員がホグワーツの生徒になるが、アルバスが徐々に心に闇を抱えハリーとぎくしゃくするようになる。4年次を迎えたアルバスとスコーピウスがまたホグワーツ内で行方不明になりデルフィーニによって1980年10月30日の世界に置き去りにされるが、アルバスとスコーピウスから送られたハリーの毛布のメッセージにハリーと共に気づく。ハリー、ロン、ハーマイオニー、ドラコと団結し、逆転時計で時間をさかのぼってアルバスとスコーピウスを助け、デルフィーニの邪悪な計画を阻止する。
映画版では守護霊が母のモリーと同じ馬になっている。
ディーン・トーマス（Dean Thomas）
演 - アルフレッド・イーノック（映画版）
日本語吹き替え - 山本隆平（映画版）
ハリー、ロンと同学年で、ルームメイトとなる男子生徒。ロンドン出身の黒人で、マグル界育ちの魔法使い。同室のシェーマスとは無二の親友。守護霊は「なんか毛むくじゃらなやつ」。
ディーンは両親についてマグルと発言するが、現在の父親は母親の再婚相手であり、実の父親ではない。ディーンの実父は魔法使いであり、死喰い人になることを拒絶したためヴォルデモートに殺された。また妻子を守るため、自分が魔法使いであることを妻にも教えなかった。つまりディーンは半純血の魔法使いである。
サッカークラブのウェストハムのファン。そのため、クィディッチを愛するシェーマスと対立することもあるが、クィディッチはシェーマスよりもうまく、第6巻ではハリーに抜擢されてグリフィンドール代表チームのチェイサーを務める。また絵が得意で、クィディッチの応援に使用する垂れ幕の絵を何度も描く。
5年生の終わりごろから6年生の中ごろまでジニー・ウィーズリーと交際し、そのため、ジニーに思いを寄せていたハリーの猛烈な嫉妬を受けるが、最終的には破局する。
ディーン自身は現在の父親が母親の再婚相手であることは知っているが、実父が魔法使いだったことや自分が半純血の魔法使いであることは知らない。そのため第7巻ではマグル生まれの登録をせず、闇の陣営からの逃亡生活を送る。のちに人さらいに捕まるが、ともに捕まったハリーを助けに来たドビーによって助け出され、ビル・ウィーズリーの家に匿われる。終盤にネビルからの招集を受けてホグワーツの戦いに参加し、生き残る。
映画版は、『死の秘宝 PART1』を除く全作品に登場する。
シェーマス・フィネガン（Seamus Finnigan）
演 - デヴォン・マーレイ（映画版）
日本語吹き替え - 渡辺悠（映画版）
ハリー、ロンとは同学年で、ルームメイトとなる男子生徒。髪は黄土色。同室のディーンとは無二の親友である。マグルの父親と魔女の母親を持つ半純血である。アイルランド出身で、第4巻『炎のゴブレット』のクィディッチ・ワールドカップでは、母親とともにアイルランドの応援をする。
第5巻では当初、母親の忠告もあってダンブルドアやハリーに対して不信感を抱くが、のちにハリーと和解しダンブルドア軍団に参加する。メンバーのなかで唯一の中途加入者である。
第7巻でダンブルドア軍団が活動を再開するとこれに応じ、ネビルとともに抵抗運動に従事する。終盤のホグワーツの戦いにも参加し、守護霊の呪文を使ってハリーたちの窮地を救う。
映画版では、守護霊がキツネになっている。また、魔法に失敗して物を爆発させるシーンが多い。そのため、最終決戦前に橋を爆破するに当たって、ネビルがマグゴナガルに方法を尋ねた際、「ミスター・フィネガンに相談してはいかがです？ 彼は何でもかんでも爆発させる術がお得意のようですからね」と言われ、本人もそれを認めているようで「あんな橋一発だ」と答える。
ラベンダー・ブラウン（Lavender Brown）
演 - キャスリーン・コーリー（映画『秘密の部屋』）→ジェニファー・スミス（映画『アズカバンの囚人』）→ジェシー・ケーブ（映画『謎のプリンス』以降）
日本語吹き替え - 宇野あゆみ（映画『謎のプリンス』以降）
ハリーとは同学年で、ハーマイオニーのルームメイトとなる女子生徒。パーバティ・パチルと仲がよく、ふたりで「占い学」教師のシビル・トレローニーを信奉する。少々軽はずみな面があり、ルーナ・ラブグッドのイヤリングを見て笑ったりする。第6巻でロン・ウィーズリーと交際するが、ロンがハーマイオニーへの当てつけを目的としていたこともあり、ほどなく破局する。
ダンブルドア軍団のメンバーにもなり、第7巻終盤のホグワーツの戦いにも参加。戦闘中、人狼のフェンリール・グレイバックに噛みつかれそうになるが、ハーマイオニーに助けられて生き残る。
映画版は、『秘密の部屋』『アズカバンの囚人』『謎のプリンス』『死の秘宝 PART1』『死の秘宝 PART2』に登場。原作では最後まで生き残るが、映画『死の秘宝 PART2』ではグレイバックに襲われ、ハーマイオニーに助けられる前に死亡する。
パーバティ・パチル（Parvati Patil）
演 - シターラ・シャー（映画『アズカバンの囚人』）→シェファリー・チョウドリー（映画『炎のゴブレット』以降）
日本語吹き替え - 沢城みゆき（映画版）
ハリーと同学年で、ハーマイオニーのルームメイトとなるインド系の女子生徒。レイブンクロー生のパドマ・パチルは双子の妹（一卵性双生児）であり、長い黒髪と黒い瞳が特徴で、パドマとともにディーン・トーマスに「学年一の美少女」と評されるほどのルックスの持ち主。名前のパーバティ（より正確にはパールヴァティー）は、インド神話に登場する女神の名前である。
非常に明るく陽気な性格で、ラベンダー・ブラウンと行動をともにすることが多い。またシビル・トレローニーの信奉者であり、ラベンダーとともに北塔を毎日のように訪れる。また、ハリーに好意を抱き、第4巻ではパートナーとしてクリスマス・ダンスパーティに参加するが、ハリーがチョウ・チャンばかり気にしていたため、愛想を尽かす。
その後はダンブルドア軍団に参加するが、第6巻で死喰い人の襲撃を恐れた両親によって、妹とともに実家に連れ戻される。しかし、第7巻で妹とともにホグワーツに戻り、最終決戦に参加してトラバースと交戦する。
映画版は、『アズカバンの囚人』から登場。
フレッド・ウィーズリー一世、ジョージ・ウィーズリー（Fred Weasley ＆ George Weasley）
演 - ジェームズ・フェルプス（フレッド、映画版）、オリバー・フェルプス（ジョージ、映画版）
日本語吹き替え - 尾崎光洋（両方、映画版） / 本田貴子（両方、ゲーム版）
ロンの兄2人で、ハリーの2学年上の男子生徒。瓜ふたつの外見をもつ一卵性双生児であり、つねに2人一緒に行動しており、母親のモリーをはじめとした家族でさえ区別が付かない。陽気で悪戯（いたずら）好きな性格。髪は赤毛で、顔はそばかすだらけ。ウィーズリー家のなかでは比較的背が低く、弟のロンよりも低いが、体格はがっしりとしている。
ホグワーツでは、教授・生徒を問わず「悪戯好きの悪ガキ」として広く認知されており、第3巻では教授陣に「過去に最も手を焼いた2人組（ジェームズ・ポッターとシリウス・ブラック）とも互角」とまで言われる。基本的に性格は似通っているが、細かいところで違いもあり、フレッドはジョージよりも行動的で冗談を飛ばす回数が多く、ジョージはフレッドよりも冷静で周囲を気遣う発言が多い。
ふたりともクィディッチが得意で、在学中はグリフィンドール代表チームのビーターを務める。同級生のリー・ジョーダンとは親友で、作中では三人で連れ立って行動する描写も少なからず存在する。また、ウィーズリー家のなかではロンに次いでハリーと親しく、第3巻ではホグズミード村への外出が許可されなかったハリーに「忍びの地図」を譲渡する。
第4巻で、ダイアゴン横丁に悪戯用品専門店「ウィーズリー・ウィザード・ウィーズ（WWW）」を開業。開業当初はホグワーツ校内で生徒に直接販売するが、ハリーから三大魔法学校対抗試合の優勝賞金を手渡され、のちにそれを元手に店舗を構える。第5巻では、すでにWWWの開店資金を得ていたためホグワーツに戻るか迷うものの、悪戯用品の市場調査とクィディッチのためにホグワーツに戻る。ハーマイオニー・グレンジャーの呼びかけに応じてダンブルドア軍団にも参加する。
しかしドローレス・アンブリッジにクィディッチを禁止されたため、退学を決意。彼女に没収されていた箒（ほうき）を魔法で取り戻し、それに乗り大勢の生徒や教授陣の目のまえで学校を去る。退学後は、WWWの経営・悪戯用品の開発に専念する。復活したヴォルデモートと死喰い人の脅威が高まると、商品のひとつ「盾の呪文グッズ」が護身グッズとして着目され大ヒットし、成功を収める。これによって、母親に快く思われていなかったWWWが認められるようになる。
ホグワーツの戦いにも参加し、フレッドは戦死するもジョージは生き残る。そのため、WWWはジョージがロンとともに続ける。のちにジョージとアンジェリーナ・ジョンソンは結婚し、息子フレッドと娘ロクサーヌをもうける。
映画版でフレッドを演じたジェームズとジョージを演じたオリバーは、フレッドとジョージ同様一卵性の双子である。
ゲーム『ホグワーツの謎』では、主人公の5学年下の生徒として登場する。
オリバー・ウッド（Oliver Wood）
演 - ショーン・ビガースタッフ（映画版）
日本語吹き替え - 川島得愛（映画版） / 石田彰（ゲーム版第2作）
ハリーの4学年上の男子生徒。第3巻『アズカバンの囚人』までクィディッチのグリフィンドール代表チームのキーパーを務める。クィディッチをこよなく愛し、これにかける情熱は人一倍強いが、バスケットボールを知らず、かなり浮世離れしている。とくに最終学年である第3巻での優勝にかける思いには、鬼気迫るものがある。
ホグワーツ卒業後は、プロのクィディッチチーム「パドルミア・ユナイテッド」の2軍選手となり、クィデッチワールドカップでハリーに会ったとき、そのことを伝える。第7巻終盤では、ホグワーツの戦いにも参加。ヴォルデモートが戦闘を中断させている間にネビル・ロングボトムとともに、戦死したコリン・クリービーの亡骸を城内に運び入れる。
映画版は、『賢者の石』『秘密の部屋』『死の秘宝 PART2』に登場。
パーシー・ウィーズリー（Percy Weasley）/パーシー・イグネイシャス・ウィーズリー（Percy Ignatius Weasley）
演 - クリス・ランキン（映画版）
日本語吹き替え - 宮野真守（映画版）
ロンの兄で、ハリーの4学年上の男子生徒。背が高く、赤毛で顔にはそばかすがあり、角縁眼鏡をかけている。
成績はきわめて優秀で、第1巻からグリフィンドール寮の監督生も務める。祝いにヘルメスというふくろうを買ってもらい、それまでのペットだったネズミのスキャバーズは、弟のロンに譲る。O.W.L試験では12科目すべて合格し、さらに第3巻からは首席を務め、N.E.W.T試験ではトップの成績を修める。
このように生真面目な優等生ではあるが、高説をしたがる癖があり、また、野心家で権威に執着するところがあることから、ほかの兄弟やハリーに煙たがられる。ロンやフレッド、ジョージには「父親をも無下に扱う冷血漢」のように評されるが、実際はむしろ家族に対する情は人一倍深く、彼らに危機が訪れたときは真っ先に駆けつける。また、第2巻から卒業までのあいだ、ペネロピー・クリアウォーターと交際する。
ホグワーツ卒業後は、魔法省に入省し、国際魔法協力部に配属される。翌年には、魔法大臣付下級補佐官に昇進する。脅威に固執する性格からヴォルデモートの復活を認めない魔法省の側につき、家族と決別し、ロンドンで一人暮らしを始める。魔法省がヴォルデモートの復活を認めた後も家族とは膠着状態が続くが、第7巻で自分の過ちを認め、ホグワーツ最終決戦参加時に家族と和解し、父アーサーとともにパイアス・シックネスを打ち倒す。その後は、オードリーという女性と結婚し、モリーとルーシーという子供をもうける。また、魔法大臣キングズリー・シャックルボルトの下で、最終的に高級官僚に出世する。
ゲーム『ホグワーツの謎』では、主人公の3学年下の生徒として登場する。
リー・ジョーダン（Lee Jordan）
演 - ルーク・ヤングブラッド（映画版）
日本語吹き替え - 進藤一宏（映画版） / 亀井芳子（ゲーム版）
ハリーの2学年上の男子生徒。ドレッドヘアの黒人。同級生のフレッドとジョージとは親友で、3人で悪戯を企てることも多い。第5巻までは寮対抗クィディッチの実況解説を務めるが、グリフィンドール贔屓の実況であることから、スリザリンにブーイングを受けることが多い。また、クィディッチ用箒のマニアでもあるようで、ハリーが初めてファイアボルトで試合に臨んだときには、その箒の素晴らしさを観客に向かって饒舌に話す。このようなことから実況中、ミネルバ・マクゴナガルに怒られることが多い。
第7巻では、反ヴォルデモート運動者を励ますラジオ番組「ポッター・ウォッチ」で、「リバー」というコードネームで司会を務め、ヴォルデモートに抵抗する人たちを励まし続ける。その後、ホグワーツ最終決戦に参加し、ジョージとともに死喰い人のコーバン・ヤックスリーを打ち倒す。
映画版は、『賢者の石』と『秘密の部屋』に登場。
コーマック・マクラーゲン（Cormac McLaggen）
演 - フレディー・ストローマ（映画版）
日本語吹き替え - 小松史法（映画版）
ハリーの1学年上の男子生徒。有名人の知己が多く、そのためホラス・スラグホーンによって「スラグ・クラブ」に招かれる。第6巻で、クィディッチの試合に参加できなくなったロンに代わって一時的にキーパーを務めるが、キャプテンでもないのにメンバーに勝手な指示を出し、あげくハリーに大怪我を負わせたため、チームから強制的に外される。
映画版は『謎のプリンス』『死の秘宝 PART2』に登場する。原作小説よりも自己中心的な人物として描かれており、一方的にハーマイオニーに迫り、迷惑がられる。
コリン・クリービー（Colin Creevey）
演 - ヒュー・ミッチェル（映画版）
日本語吹き替え - 有馬優人（映画版）
ハリーの1学年下の男子生徒。ハリーの大ファンで、写真を撮ろうと追い掛け回す。第2巻ではスリザリンの怪物に襲われて石と化すが、治療薬によってもとに戻る。第5巻では2歳年下の弟デニスとともにダンブルドア軍団に加わる。第7巻では未成年であるにもかかわらず、ミネルバ・マクゴナガルの指示を無視してホグワーツの戦いに参加し、命を落とす。遺体は、ヴォルデモートが戦闘を中断させているあいだに、ネビル・ロングボトムとオリバー・ウッドによって回収される。
映画版は、『秘密の部屋』のみ登場。『死の秘宝 PART2』には登場せず、ホグワーツの戦いにも参加しない。
デニス・クリービー
ハリーの3学年下の男子生徒。コリン・クリービーの弟で、兄と同様にハリーを尊敬している。ダンブルドア軍団のメンバーにも、兄と同様に参加する。
アンジェリーナ・ジョンソン（Angelina Johnson）
演 - ダニエル・テイラー（映画『賢者の石』）→ティアナ・ベンジャミン（映画『炎のゴブレット』）
日本語吹き替え - 松浦チエ（映画版）
ハリーの2学年上の女子生徒。グリフィンドール代表チームのチェイサー（第1巻 - 第5巻）。背が高くドレッドヘアの黒人。明るく快活な性格で、後輩に人気がある。オリバー・ウッドの卒業後はキャプテンも兼任し、ウッドに負けないほどの熱意を示す。ダンブルドア軍団のメンバーにもなり、第7巻終盤でのホグワーツ最終決戦にも参加する。
フレッド・ウィーズリーに好意を抱くが、フレッドは第7巻終盤で戦死する。その後はフレッドの双子の兄弟ジョージ・ウィーズリーと結婚し、フレッドとロクサーヌの二児をもうける。
アリシア・スピネット（Alicia Spinnet）
演 - レイラ・サザーランド（映画『賢者の石』）→ロッチェル・ダグラス（映画『秘密の部屋』）
ハリーの2学年上の女子生徒。グリフィンドール代表チームのチェイサー（第1巻 - 第5巻）。なお、ハリーが入学する前年の時点では補欠だった。ダンブルドア軍団のメンバーにもなり、第7巻終盤ではかつてのチームメイトとともに、ホグワーツの戦いに駆けつける。
ケイティ・ベル（Katie Bell）
演 - エミリー・デール（映画『賢者の石』・『秘密の部屋』）→ジョージーナ・レオニダス（映画『謎のプリンス』以降）
日本語吹き替え - 藤村歩（映画版）
ハリーの1学年上の女子生徒。グリフィンドール代表チームのチェイサー（第1巻 - 第6巻）。ダンブルドア軍団のメンバーにもなる。6巻にてドラコ・マルフォイに「服従の呪文」をかけられて「呪いのネックレス」に触れ、一時的に聖マンゴ魔法疾患傷害病院に入院する。第7巻終盤では、かつてのチームメイトとともにホグワーツの戦いに駆けつける。
映画版は『謎のプリンス』に登場。
ロミルダ・ベイン（Romilda Vane）
演 - アンナ・シャッファー（映画版）
日本語吹き替え - 浅倉杏美（映画版）
ハリーの2学年下の女子生徒。ハリーを有名人として追い回す女生徒グループの一員。自己中心的で厚かましい性格から、ハリーには煙たがられる。ホグワーツ特急のなかで、ハリーが友達と一緒にいるのが気に食わず、ハリーを自分たちのコンパートメントに呼ぼうとするが失敗する。
その後もハリーに対して浮ついた好意を抱き続け、ウィーズリー・ウィザード・ウィーズから惚れ薬を購入し、それを混ぜたギリーウォーターを渡そうとするが、これもハリーに断られる。しかし、別に用意していた惚れ薬入りの大鍋チョコレートを、無理やりハリーに押し付けることには成功する。その後、チョコレートは部屋の隅に放置されるが、ロンが自身の誕生日にこのチョコレートを自分宛のプレゼントと勘違いして食べ、一時ロミルダに夢中になる。
映画版には『謎のプリンス』から全作に登場する。
ナイジェル・ウォルパート（Nigel Wolpert）
演 - ウィリアム・メリング（映画版）
日本語吹き替え - 海鋒拓也（映画版）
ハリーの3学年下の男子生徒。映画版のみに登場し、『炎のゴブレット』から全作に登場。上述のクリービー兄弟を合わせたようなキャラクター。
『炎のゴブレット』では、ロンにハリーのサインを貰うように約束する。『不死鳥の騎士団』ではダンブルドア軍団に参加し、『死の秘宝 PART2』ではホグワーツの戦いにも参加する。

#### ハッフルパフ生
アーニー・マクミラン（Ernest Macmillan）
演 - ルイス・ドイル（映画版）
ハリーと同学年の男子生徒。「間違いなく純血の血筋」とされる「聖28一族」のひとつ、マクミラン家の出身。第2巻ではハリーがパーセルタングであることから、ハリーがスリザリンの継承者ではないかと疑うが、のちにハーマイオニーがバジリスクに襲われたことから疑念を解き、謝罪する。以降、所属寮は違うもののハリーたちの友人としてたびたび登場し、ダンブルドア軍団にも参加する。
第5巻でハンナ・アボットとともに監督生に就任する。第7巻終盤ではホグワーツでの最終決戦に参加し、ルーナ・ラブグッド、シェーマス・フィネガンとともに守護霊（アーニーはイノシシ）を作り出して、ハリーたちの窮地を救う。
映画版は、『秘密の部屋』『炎のゴブレット』に登場。
ハンナ・アボット（Hannah Abbott）
演 - シャーロット・スキーオ（映画版）
ハリーと同学年の女子生徒。長い金髪を三つ編みにしていて、ルームメイトのスーザン・ボーンズとは外見上の類似点がある。
「間違いなく純血の血筋」とされる「聖28一族」のひとつ、アボット家出身。家族構成は明らかになっていないが、第6巻で母親が死喰い人に殺害される。
第5巻で監督生になるが、デリケートな性格であり、O.W.Lでは試験勉強のプレッシャーに耐えられず泣き言をもらす。
スーザンやアーニー・マクミランやジャスティン・フィンチ＝フレッチリーと仲が良く、ともにダンブルドア軍団に参加する。また寮は違うが、ハーマイオニー・グレンジャーとも交流がある。第7巻終盤でのホグワーツの戦いにも加わる。
その後はネビル・ロングボトムと結婚し、トムが引退した後のパブ「漏れ鍋」を継ぐ。
映画版は『秘密の部屋』『炎のゴブレット』『死の秘宝 PART 2』に登場。
スーザン・ボーンズ（Susan Bones）
演 - エレノア・コロンバス（映画版）
ハリーと同学年の女子生徒。長い金髪を三つ編みにしていて、ルームメイトのハンナ・アボットとは外見上の類似点がある。魔法省の魔法法執行部部長・アメリア・ボーンズを叔母に持つ。叔父のエドガー・ボーンズは不死鳥の騎士団の創設メンバーだったが、死喰い人に家族もろとも殺害される。アメリアも第6巻で殺害され、死喰い人の脅威を身近に感じる。
同寮のハンナ、アーニー・マクミラン、ジャスティン・フィンチ＝フレッチリーと仲がよく、一緒にダンブルドア軍団に参加する。第7巻終盤のホグワーツの戦いにも加わる。
映画版は、『賢者の石』『秘密の部屋』に登場。
セドリック・ディゴリー（Cedric Diggory）
演 - ロバート・パティンソン（映画版） / トム・ミリガン（舞台『呪いの子』ロンドン公演）
日本語吹き替え - 日野聡（映画版） / 野島健児（ゲーム版）
ハリーの2学年上の男子生徒。瞳の色は灰色。背が高くハンサムである。温和で思慮深い性格。第3巻ではクィディッチ寮代表チームのシーカーとキャプテンを兼任し、グリフィンドール代表チームとの試合では勝利を収めるが、フェアな精神も持ち合わせており、ハリーが吸魂鬼のせいで箒から落ちたためだったと知った際には、試合のやり直しを望む。
第4巻ではハリー、ビクトール・クラム、フラー・デラクールとともに「三大魔法学校対抗試合」の代表に選ばれる。大多数の生徒からハリーが不正をしたと誹謗中傷されるなかで、ハリーを庇う数少ないひとりとなる。ハリーはセドリックがクリスマス・ダンスパーティーでチョウ・チャンをパートナーにしたことから嫉妬心を抱くが、セドリックのほうはつねにハリーに好意的である。
第三の課題でハリーと同時に優勝杯に触れるが、優勝杯はバーテミウス・クラウチ・ジュニアの手で「移動キー」に変えられており、ハリーとともにリトル・ハングルトンに飛ばされ、そこでヴォルデモートの側にいたピーター・ペティグリューが放った「死の呪い」によって殺害される。その後、ハリーとヴォルデモートとの決闘において霊魂の状態で一時的に現れ、ハリーに自分の亡骸を持ち帰るよう依頼し、ハリーはこれに応える。
映画版は、『炎のゴブレット』『不死鳥の騎士団』に登場。
ゲーム『ホグワーツの謎』では、主人公の4学年下の生徒として登場する。
ジャスティン・フィンチ＝フレッチリー（Justin Finch-Fletchley）
演 - エドワード・ランデル（映画版）
日本語吹き替え - 海宝直人（映画版）
ハリーと同学年の男子生徒。マグル生まれで、当初イートン校に行くことが決まっていたが、ホグワーツ校に入学する。第2巻で「ほとんど首無しニック」を通してバジリスクを見たために石にされる。第5巻ではダンブルドア軍団に参加する。
映画版は、『秘密の部屋』に登場。
ザカリアス・スミス（Zacharias Smith）
演 - ニック・シャーム（映画版）
ハリーと同学年の男子生徒。棘がある言動が目立ち、そのため周囲に嫌われている。第6巻では寮対抗クィディッチ試合の実況をするが、このとき、グリフィンドールを馬鹿にした実況をしたため、激怒したジニーの体当たりを喰らい、失神させられる。第5巻ではダンブルドア軍団に参加するが、リーダーのハリーとは仲違いする。第7巻終盤では、ホグワーツの戦いには参加せず逃げ出す。ホラス・スラグホーンによって「スラグ・クラブ」に招かれるが、どのような縁で呼ばれたのかは描かれていない。
映画版は、『不死鳥の騎士団』に登場。
エロイーズ・ミジョン（Eloise Midgen）
演 - サマンサ・クリンチ（映画版）
ハリーと同学年の女子生徒。作中に名前がたびたび登場する。相当不器量なうえに、にきびだらけで、これを除去するために呪いをかけた結果、鼻がもげたり、付け直した鼻がまっすぐについていなかったりする。このことから、容姿に関する比喩として彼女の名前がたびたび引き合いに出される。ハーマイオニーによれば、性格はとても良いようである。第6巻で死喰い人の襲撃を恐れた父親に連れられ、ホグワーツを去る。
映画版は『炎のゴブレット』に登場。
リーアン
演 - イザベル・ラフランド
日本語吹き替え - 嶋村侑
学年不明の女子生徒。ケイティ・ベルの友人で、第6巻で「呪いのネックレス」を学校に持ち込もうとするケイティを諫めた。その後、呪いで倒れたケイティが運ばれた保健室で、ダンブルドアたちにケイティの様子を説明する。
映画版では『謎のプリンス』に登場する。

#### レイブンクロー生
チョウ・チャン（Cho Chang）
演 - ケイティ・リューング（映画版）
日本語吹き替え - 川庄美雪（映画版）
ハリーの1学年上の女子生徒。艶やかな黒髪の美少女で、思慮深く真面目な性格。ハリーが初めてのキスを交わすこととなる相手でもある。
寮対抗クィディッチの試合ではレイブンクロー代表チームのシーカーを務めるが、怪我をしていたこともあり、ハリーは3年生のときに初めて彼女と顔を合わせ、一目惚れする。第4巻ではハリーはチョウに夢中になり、クリスマス・ダンスパーティーでも彼女をパートナーに誘うが、セドリック・ディゴリーが先に誘っていたために断られる。その後ハリーはセドリックに嫉妬するようになるが、セドリックは第4巻終盤、ピーター・ペティグリューに殺害される。
第5巻ではダンブルドア軍団に参加してハリーとの交流を深め、ふたりは恋人として交際を開始する。最初こそ関係は良好だが、チョウはハリーがハーマイオニーと親しいのが気に入らず、さらにチョウの友人であるマリエッタ・エッジコムがダンブルドア軍団のことをドローレス・アンブリッジに密告したために、ふたりは決裂する。その後、チョウは寮対抗クィデッチ試合のレイブンクロー代表チームメンバー、マイケル・コーナーと付き合うようになる。第7巻でのホグワーツの戦いにも加わる。卒業後は、マグルの男性と結婚する。
映画版は、『炎のゴブレット』から登場。『不死鳥の騎士団』では、チョウがアンブリッジの尋問の際に真実薬を使用され、そのためにダンブルドア軍団の存在が露見し、それが原因でハリーと別れることになる。
マリエッタ・エッジコム（Marietta Edgecombe）
ハリーの1学年上の女子生徒。チョウの友人。赤みがかったブロンドの巻き毛。
第5巻ではチョウとともにダンブルドア軍団に参加するが、本人はあまり乗り気ではなく、さらに母親が魔法省に勤務していることもあって、教育令違反となった軍団の存在をドローレス・アンブリッジに密告する。そのため、メンバー全員が署名した羊皮紙にハーマイオニーがかけた呪いが発動し、顔に「密告者」の文字の形の腫れ物ができる。この呪いはかなり強力らしく、第6巻では厚化粧をしても隠しきれていない。この事件がきっかけで、ハリーたち3人に嫌悪され、軽蔑されるようになる。
映画版には未登場。
ルーナ・ラブグッド（Luna Lovegood）

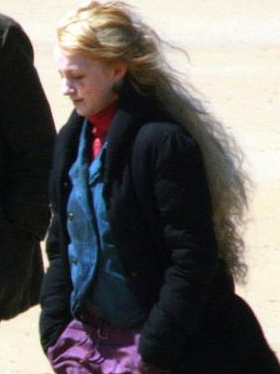
映画『死の秘宝』撮影現場でのイヴァナ・リンチ（2009年、フレッシュウォーター・ウェスト）

演 - イヴァナ・リンチ（映画版）
日本語吹き替え - 三村ゆうな（映画版）
ハリーの1学年下の女子生徒。髪はダーク・ブロンドで、腰まで伸びている。眉毛は薄く、瞳は銀色で大きい。安全に保管するため、左耳の後ろに杖を挟むことが多い。また、バタービールのコルクで作ったネックレス、オレンジ色のラディッシュに似たイヤリング、生きた獅子の帽子など、一風変わった装飾品を身につける。
未確認の魔法生物などを扱った魔法界の雑誌「ザ・クィブラー」の編集長・ゼノフィリウス・ラブグッドを父にもち、そのおかしな考えを真に受けて信じている。知性や理論を重視するレイブンクロー寮に属するが、ほかの寮生とは違い、空想的でマイペースな性格である。そのため、周囲には変人扱いされることが多く、いじめに遭うこともあるが、本人はあまり気にしていない。その反面、人が言いにくい真実を言い当てることもある。
第5巻で、同学年の友人であるジニーの紹介によりハリー、ロン、ハーマイオニー、ネビルと知り合い、友人となる。幼少のころに母パンドラが魔法実験の失敗によって死亡したことから、ハリーとはセストラルが見えるという共通点がある。論理的思考を重視するハーマイオニーとは考えが噛み合わないが、のちに互いの考えを尊重しあうようになる。他人との交流を求める寂しがり屋の一面も少なからずあり、自室の天井にはハリー、ロン、ハーマイオニー、ジニー、ネビルの絵を描いている（第7巻）。ダンブルドア軍団にも参加する。6月にはハリーたちと魔法省神秘部に乗り込み、死喰い人と戦闘になりながらも生還し、シリウス・ブラックを亡くしたハリーを慰める。
第6巻ではクィディッチ寮対抗試合を実況する。上述のようにグリフィンドール生と親しいため、試合ではグリフィンドール側の応援席で同チームを応援する。12月にはハリーとともにクリスマスパーティに出席する。翌年6月にはダンブルドア軍団の招集に即座に応じ、ホグワーツ城で死喰い人と戦う。
第7巻ではネビルやジニーらとともに死喰い人への抵抗運動の中核的存在となり、3人でグリフィンドールの剣を校長室から盗み出す。同年12月、「ザ・クィブラー」を通じてハリーを擁護していた父ゼノフィリウスを翻意させる目的から、誘拐されてマルフォイ邸の地下牢に監禁される。しかし同じく闇の陣営に捕まったハリーを助けに現れたドビーによって救出され、ビル・ウィーズリーの家に匿われる。ホグワーツの戦いにも参加し、生き残る。
その後は、魔法生物学者となり、多くの新種を発見・分類する。ただし、ずっと探していた「しわしわ角スノーカック」は見つけることができず、父がでっち上げた架空生物と認めざるを得なくなる。また、「幻の動物とその生息地」の著者、ニュート・スキャマンダーの孫で、魔法生物学者であるロルフ・スキャマンダーと結婚し、双子の男児ローカンとライサンダーをもうける。「魔法の覚醒」では、「奇獣調査」において新設された科目「野外学習｣の教授となる。
映画版では、守護霊がウサギとして描かれている。小説でも守護霊を呼び出す場面はあるが、守護霊の形までは言及されていない。また、ネビルとの恋愛関係を暗示するような描写もある。
ペネロピー・クリアウォーター（Penelope Clearwater）
演 - ジェンマ・パドリー（映画版）
ハリーの4学年上の女子生徒で、監督生。長い巻き毛の持ち主。マグル生まれであり、そのため第2巻ではバジリスクに狙われるが、ハーマイオニーの指示によって石にされるだけで済む。その後ジニー・ウィーズリーによって、パーシー・ウィーズリーと付き合っていることが明らかにされる。第3巻でもパーシーとの交際は続いており、寮対抗クィディッチ試合（グリフィンドール対レイブンクロー戦）についてパーシーと賭けをする場面がある。
映画版は『秘密の部屋』に登場。
パドマ・パチル（Padma Patil）
演 - アフシャン・アザド（映画版）
日本語吹き替え - 斎藤千和（映画版）
ハリーと同学年の女子生徒。パーバティ・パチルの双子の妹。名前はインド系であり、パドマ（より正確にはパドマー）は、サンスクリット語でヒンドゥー教の女神・ラクシュミーの異名のひとつである。姉と同じく黒い瞳と長い黒髪を持ち、ディーン・トーマスには姉とともに「学年一の美少女」と評される。
第4巻ではロンのパートナーとしてクリスマス・ダンスパーティに参加するが、彼がハーマイオニーばかり気にするので愛想を尽かす（第8巻の1回目の時間改変では、このダンスパーティがきっかけでロンと結婚することとなる）。第5巻では寮の監督生に就任し、ダンブルドア軍団にも参加するが、第6巻で死喰い人の襲撃を恐れた親によって、姉とともに実家に連れ戻される。しかし第7巻終盤では姉とともにホグワーツに戻り、戦いに加わる。
映画版は『炎のゴブレット』から登場。原作とは異なり、グリフィンドール生として描かれている。
アンソニー・ゴールドスタイン（Anthony Goldstein）
ハリーと同学年の男子生徒。第5巻で、パドマ・パチルとともにレイブンクロー寮の監督生となる。ダンブルドア軍団のメンバーとなり、第7巻終盤ではホグワーツの戦いに加わる。
映画『ファンタスティック・ビースト』シリーズに登場するティナ・ゴールドスタイン、クイニー・ゴールドスタイン姉妹は遠い親戚にあたる。
マイケル・コーナー（Michael Corner）
演 - ライアン・ネルソン（映画版）
ハリーと同学年の男子生徒。寮対抗クィディッチ試合においてレイブンクロー代表チームのメンバーとなる。第5巻でジニーと交際するが破局し、のちにチョウ・チャンと交際する。ダンブルドア軍団のメンバーとなり、第7巻終盤ではホグワーツの戦いに加わる。
テリー・ブート
ハリーと同学年の男子生徒。ダンブルドア軍団のメンバーで、第6巻では魔法薬学の最初の授業で担任教授に就任したホラス・スラグホーンが見せたフェリックス・フェリシスについて質問する。第7巻終盤では、ホグワーツでの最終決戦に参戦する。
映画版は『不死鳥の騎士団』に登場。
ロジャー・デイビース（Roger Davies）
演 - ヘンリー・ロイド＝ヒューズ（映画版）
男子生徒。学年は記されていない。第4巻の時点で、寮対抗クィディッチ試合のレイブンクロー代表チームのキャプテンを務める。第4巻のクリスマス・ダンスパーティではフラー・デラクールのパートナーを務める。
映画版は『炎のゴブレット』に登場。
マーカス・ベルビィ
演 - ロブ・ノックス
日本語吹き替え - 岡本信彦
ハリーの1学年上の男子生徒。第6巻では、ホグワーツ特急に乗車中にホラス・スラグホーンに呼ばれるが、この際に雉肉が喉に詰まって死にかけるが、スラグホーンのアナプニオによって助けられる。
映画版では、ホラス・スラグホーンが主催する「スラグ・クラブ」にホグワーツ城で参加する。

#### スリザリン生
ドラコ・マルフォイ（Draco Malfoy）
演 - トム・フェルトン（映画版） / アレックス・プライス（舞台『呪いの子』ロンドン公演）
日本語吹き替え - 三枝享祐（映画版）/ 木内レイコ（ゲーム版）/ 今井文也（クィディッチ・チャンピオンズ）
ハリーと同学年の男子生徒。純血の名家であるマルフォイ家の出身。父は死喰い人のルシウス・マルフォイ、母はブラック家出身のナルシッサ・マルフォイ。1980年6月5日生まれ。容姿は全体的に父に似ており、顔は色白く、瞳の色は薄いグレー。プライドが高く常に高慢な態度を取り、自身に逆らう者に対しては目上の者であっても、卑怯な手段を用いてでも貶めようとする。両親には溺愛されており、自身も両親を侮辱する者に対してはあからさまな敵意を見せる。一方でしばしば逃げ出したり、悲鳴を上げたりする臆病な面もある。
第1巻ではダイアゴン横丁の「マダム・マルキンの洋装店」にて、ハグリッドに連れられ初めて魔法界へと訪れたハリーと出会い会話を交わすが、マグル生まれやハグリッドのことを悪く言い、その言動の端々に表れる高慢さと傲慢さなどから、ハリーからは内心悪印象を持たせることになる。その後、ホグワーツ特急にて再び出会い友達になろうとするがハリーからは距離を置かれ、以後ハリーを敵視するようになる。ハリーの方からも「ダドリーより嫌な奴」と評され、またハリーと友人となったロンやハーマイオニーとも敵対関係となる。ロンとは親同士が犬猿の仲であることもあり仲が悪く、またマグル生まれのハーマイオニーに対しては「穢れた血」とたびたび侮蔑する。父の旧友であり寮監のスネイプが担当する「魔法薬学」の授業では優遇され、自身もスネイプに敬意を表し、信頼を置く。
2巻ではスリザリン寮のクィディッチ代表チームのシーカーとなり、ハリーと対決する。同巻における「秘密の部屋」事件では、ハリーたち3人に「代々スリザリンの家系」であるという根拠から「スリザリンの継承者」なのではないかと疑われるが、のちに異なることが明らかになる。5巻からはスリザリン寮の監督生に就任。さらにドローレス・アンブリッジが校長を自称すると「尋問官親衛隊」の一員に選ばれ、監督生をも上回る権限で他の寮の生徒に嫌がらせを行なう。しかし、アンブリッジの失脚にともない解任される。
6巻では父ルシウスの失敗の埋め合わせとしてヴォルデモートから死喰い人に任命され、ダンブルドアの殺害を命じられる。任務は幾度となく失敗するが、最終的に「姿をくらますキャビネット棚」を修理し、死喰い人をホグワーツ城内に引き入れることに成功する。その後、ドラコの代わりにスネイプがダンブルドアを殺害すると、死喰い人たちとともにホグワーツから逃亡する。
7巻ではマルフォイ邸で人さらいに捕らえられたハリーたちと再会する。このときの戦闘でハリーに自身の杖を奪われる。ホグワーツの戦いでは、分霊箱を探すハリーたちの邪魔をするためにホグワーツに残り、クラッブやゴイルとともに「必要の部屋」で対峙するが、クラッブが放った「悪霊の火」によって命の危機に陥り、ハリーたちに助けられて脱出する。ホグワーツ防衛隊に加わることはないが、闇の陣営側として誰かを傷つけることもなく終わる。なお、第6巻終盤で、ニワトコの杖を持っていたダンブルドアを武装解除したため、第7巻でハリーに自身の杖を奪われるまでニワトコの杖の忠誠心を得ていたことになり、このことがヴォルデモートにとって大きな敗因となる。
その後は、同級生のダフネ・グリーングラスの妹アステリア・グリーングラスと結婚し、息子スコーピウス・ヒュペリオン・マルフォイを授かる。第7巻の終章（2017年9月時点）では、ハリーたちに対し、素気ないながらも頭を下げて挨拶する場面がある。
『呪いの子』では、家族を大切にする良き父親として、出生にまつわる噂が絶えない息子のスコーピウスを全力で守ろうとする。魔法省の魔法法執行部の長官を務めるハリーを信じようとせず、彼のこれまでの功績を否定し、あからさまに魔法省の決定を批判して自分の考えを正当化しようとするが、ハリーとは次第に打ち解け、ハリー、ジニー、ロン、ハーマイオニーとともに逆転時計を使って1981年時点のゴドリックの谷でスコーピウスとアルバスと再会し、ヴォルデモートの復活を企む従妹デルフィーニ（ヴォルデモートとベラトリックスの娘）と全員で対決し打ち負かす。
じつはハリー、ロンとは親戚の間柄である。母はブラック家の出身で、ハリーも祖先であるドレア・ポッターがブラック家の出身である。また、ロンの祖母であるセドレーラ・ウィーズリーもブラック家の出身である。このため、ドラコはウィーズリー家やポッター家とは血縁関係にあり、ロンと結婚したハーマイオニーや、ハリーとジニーの子であるアルバス・ポッターたち、ハーマイオニーとロンの子供たちなどもドラコの親族ということになる。
映画版では、ヴォルデモートに仕える身となってから左腕に闇の印が刻まれる。
ビンセント・クラッブ（Vincent Crabbe）
演 - ジェイミー・ウェイレット（映画版）
日本語吹き替え - 忍足航己（映画版）
ハリーと同学年の男子生徒。純血の魔法族クラッブ家の出身で、父親も死喰い人。やや肥満気味の巨漢で、低い鼻と鍋底カットの髪型が特徴。グレゴリー・ゴイルとともにドラコに従って行動することが多い。ハリーは「知能はトロール以下」と評し、第2巻ではゴイルとともに、眠り薬が仕込まれたケーキを拾い食いして眠り込む。
第5巻では、スリザリン寮のクィディッチ代表チームのビーターとして試合に出場、ハリーたちと対決する。「尋問官親衛隊」の一員に選ばれ、監督生をも上回る権限で他の寮の生徒に嫌がらせを行なうが、アンブリッジの失脚にともない解任される。
第7巻終盤では、ドラコ、ゴイルとともに「必要の部屋」でレイブンクローの髪飾りを探していたハリーたちを襲撃する。ドラコの制止も聞かずにハリーたちを殺そうとし、最後は「悪霊の火」を繰り出すが、カローが止め方を教える際に説明を聞いていなかったため止めることができず、その炎に自分自身が巻き込まれ死亡する。なお、結果的にはこの「悪霊の火」が髪飾りを破壊する形となる。
映画版は『賢者の石』から登場。『死の秘宝』2部作には登場せず、ドラコは代わりにブレーズ・ザビニを従え、「悪霊の火」などの役目はゴイルが担う。
グレゴリー・ゴイル（Gregory Goyle）
演 - ジョシュア・ハードマン（映画版）
日本語吹き替え - 田谷隼（映画『賢者の石』）→海宝直人（映画『不死鳥の騎士団』）→辺土名龍介（映画『死の秘宝 PART2』）
ハリーと同学年の男子生徒。父親は死喰い人。クラッブとともにドラコに従って行動することが多い。
やや肥満気味の巨体の持ち主で、ゴリラのような長い腕と短く刈り込んだ髪型が特徴。クラッブより背が低い。クラッブと同じくハリーに「知能はトロール以下」と評される。
第5巻では、クラッブと同様に、スリザリン寮のクィディッチ代表チームのビーターとして試合に出場、ハリーたちと対決する。「尋問官親衛隊」の一員に選ばれ、監督生をも上回る権限で他の寮の生徒に嫌がらせを行なうが、アンブリッジの失脚にともない解任される。
第7巻終盤では、ドラコやクラッブとともに「必要の部屋」でハリーたちを襲撃するが、ハーマイオニーの失神呪文を浴びて気絶する。クラッブが「悪霊の火」を放ったあとは、箒に乗ったロンとハーマイオニーによって気を失ったまま「必要の部屋」から運び出される。その後の消息は描かれていない。
映画版は、『賢者の石』から登場。『死の秘宝 PART2』では、クラッブの代わりに「悪霊の火」を放つが、やはり使いこなせず、脱出の際に部屋の山から手を滑らせて死亡する。
セオドール・ノット（Theodore Nott）
ハリーと同学年の男子生徒。やもめで高齢の死喰い人を父に持つ。「間違いなく純血の血筋」とされる「聖28一族」のひとつ、ノット家の出身であり、自身も純血主義者である。内気でやや一匹狼的な性格だが、非常に賢い。同じく死喰い人を父に持つドラコ・マルフォイらと交流があり、ドラコとは対等の立場で付き合う。誰かの死を目撃したことがあるらしく、セストラルを見ることができる。『呪いの子』では、すべて破壊されたはずの逆転時計を押収され、結果として新たな事件の引き金となる。
映画版には未登場。
ブレーズ・ザビニ（Blaise Zabini）
演 - ルイス・コーダイル（映画版）
日本語吹き替え - 河西健吾（映画版）
ハリーと同学年の男子生徒。高慢な風貌の黒人。美人で有名な母と2人暮らし。父親は7人いたが全員亡くなっており、そのたびに保険金が転がり込んだため、金持ちである。同寮のドラコとは微妙な関係にあり、父ルシウスが逮捕されたことを揶揄する。作中では、些細なことからゴイルと足を蹴り合う場面もある。
映画版は『謎のプリンス』と『死の秘宝 PART2』に登場。『死の秘宝 PART2』ではクラッブに代わり、ドラコやゴイルとともに「必要の部屋」でハリーたちと戦う。
マーカス・フリント（Marcus Flint）
演 - スコット・ファーン（映画『賢者の石』）、ジェイミー・イェイツ（映画『秘密の部屋』）
日本語吹き替え - 天田真人（映画版）
ハリーの4学年上の男子生徒。「間違いなく純血の血筋」とされる「聖28一族」のひとつ、フリント家の出身。第3巻まではクィディッチスリザリン代表チームのチェイサー兼キャプテンを務め、試合中には卑怯な手段に出ることも多い。卒業試験に落ち、最終学年を2年繰り返す。
映画版は、『賢者の石』と『秘密の部屋』に登場。『賢者の石』ではスコット・ファーンが演じたが、『秘密の部屋』ではジェイミー・イェイツに変わっている。もともと、『秘密の部屋』ではウィル・ティークストンが演じると予定されていたが、スリザリンの生徒にしては「無垢すぎる容姿」をしていたため、イェイツが演じることになった。
パンジー・パーキンソン（Pansy Parkinson）
演 - キャサリン・ニコルソン（映画『秘密の部屋』）→ジュヌヴィエーヴ・ゴーント（映画『アズカバンの囚人』）→ローレン・ショットン （映画『不死鳥の騎士団』）→スカーレット・バーン（映画『謎のプリンス』、『死の秘宝 PART2』）
日本語吹き替え - 沢城みゆき（映画『アズカバンの囚人』）→東條加那子（映画『謎のプリンス』、『死の秘宝 PART2』）
ハリーと同学年の女子生徒。「間違いなく純血の血筋」とされる「聖28一族」のひとつ、パーキンソン家の出身。パグ犬のような顔をしており、高い声で話す。
クラッブやゴイルとともに、ドラコを取り巻いて行動することが多い。スリザリン生の典型と言える差別的で意地の悪い性質の持ち主で、グリフィンドール生を蔑んで嫌っている。そのなかでもハーマイオニーとは特に険悪な間柄で、ハーマイオニーは「いかれた牝牛」「脳震盪をおこしたトロールより馬鹿なのに、どうして監督生になれたのか」などと評し、パンジーの方も第4巻でハーマイオニーについて「あの子、ブスよ」「頭でっかち」「愛の妙薬を使った」などと発言する。
第5巻からは、ドラコとともにスリザリン寮の監督生に就任する。第7巻終盤ではヴォルデモートの侵攻から生徒たちを避難させる指示の最中に、ホグワーツ周辺に響き渡ったヴォルデモートの声に真っ先に反応し、ハリーを捕まえるよう叫ぶが、マクゴナガルに一喝され退出させられる。
ミリセント・ブルストロード（Millicent Bulstrode）
演 - ヘレン・スチュアート（映画版）
ハリーと同学年の女子生徒。「間違いなく純血の血筋」とされる「聖28一族」のひとつ、ブルストロード家の出身。大柄な体格の持ち主で、ロンからは「醜い容姿」と言われる。性格も悪く、パンジー同様にスリザリン生の典型といえる女子。第2巻では、決闘クラブでハーマイオニーの対戦相手を務め、掴み合いの喧嘩にまで発展する。その際、ハーマイオニーが彼女の毛を入手し、ポリジュース薬に使用するが、その毛は彼女が飼っている猫の毛だった。
映画版は『秘密の部屋』に登場。
ダフネ・グリーングラス（Daphne Greengrass）
ハリーと同学年の女子生徒。「間違いなく純血の血筋」とされる「聖28一族」のひとつ、グリーングラス家の出身。アステリア・グリーングラスの姉であり、同級生のドラコとは後に義姉弟の間柄となる。
アステリア・グリーングラス（Astoria Greengrass）
演 - ジェイド・ゴードン（映画版）
女子生徒。学年は記されていない。ダフネ・グリーングラスの妹。
のちにドラコ・マルフォイの妻となる。「間違いなく純血の血筋」とされる「聖28一族」のひとつ、グリーングラス家の出身だが、差別思想を脱した人物だったため、その後のマルフォイ家の集まりはしばしば緊張を孕んだものとなる。『呪いの子』では、息子スコーピウスのホグワーツ在学中に、病気で死亡する。
フローラ・カロー、ヘスティア・カロー（Flora Carrow ＆ Hestia Carrow）
演 - アンバー・エヴァンス（フローラ、映画版）、ルビー・エヴァンス（ヘスティア、映画版）
女子生徒。学年は明らかにされていない。映画版にのみ登場し、『謎のプリンス』、『死の秘宝 PART2』に登場。双子の姉妹で、スラグ・クラブに参加する。
死喰い人のアミカス・カローとアレクト・カロー兄妹との関係については描写されていない。

### ゴースト
ホグワーツにいるゴーストは、みな銀色がかった透明で、話すことができる。また、何か問題などが起きた際にはゴーストどうしが集まりゴースト評議会を開くことがある。
嘆きのマートル（マートル・エリザベス・ワレン）
演 - シャーリー・ヘンダーソン / アナベル・ボールドウィン（舞台『呪いの子』ロンドン公演）
日本語吹き替え - 坂本千夏（映画版） / かないみか（ゲーム版第2作）
厚ぼったい眼鏡を掛けた、太り気味の少女のゴースト。泣き虫で自己卑下癖がある。被害者意識が強く、ささいなことで癇癪を起こす。
約50年前、レイブンクロー寮に所属していた。クラスではいじめられっ子で、「太っている」「ニキビ面」「泣き虫」とからかわれるたびに3階の女子トイレにこもって泣いていた。トム・マールヴォロ・リドル（のちのヴォルデモート）が「秘密の部屋」を開いたときにバジリスクの犠牲となり、以来ゴーストとしてそのトイレに住み続けている。
このトイレは常に水浸しで使用不能となっており、めったに人が寄り付かない。たまにトイレの外に出ることもあるが、大体は水のある場所である。また、うっかりしているときにトイレの中身ごと流されることもあるらしい。
第4巻では「第二の課題」のヒントをハリー・ポッターに与え、第6巻ではドラコ・マルフォイの相談相手になる。ただし、困っている人を見ると喜ぶような面もあり、第2巻でポリジュース薬で変身に失敗したハーマイオニー・グレンジャーの姿を見て嬉しがり、第6巻でドラコがハリーが放ったセクタムセンプラによる重傷を負ったときには嬉々として校内に言いふらす。また、のぞき癖もあるようで、監督生とクィディッチチームのキャプテンのみが使用を許される大浴場にも出没する。
2014年にユニバーサル・スタジオ・ジャパンにオープンした「ウィザーディング・ワールド・オブ・ハリー・ポッター」において、エリア内のトイレ（男女ともに）でマートルの声を聞くことができる。
映画版では、『秘密の部屋』『炎のゴブレット』に登場。原作の設定とは異なり、太っておらずにきびもない。
ピーブズ
演 - リック・メイヨール
日本語吹き替え - 佐藤せつじ（ゲーム『レガシー』）  / 辻親八 （ゲーム版）
ホグワーツに住みついているポルターガイスト。大きい口に暗い瞳を持つ小男で、帽子を被り、オレンジ色の蝶ネクタイを着けている。
ピーブズという名前には「人をいらいらさせる」という意味があり、その名前のとおり城内で悪戯（いたずら）を繰り返し、生徒や教職員、果てはゴーストや屋敷しもべ妖精まで困らせている。透明マントを被っても気配を感じることができるらしく、ピーブズの目をごまかすことはできない。
ピーブズを黙らせられるのはスリザリン寮憑きの「血みどろ男爵」だけであり、彼のまえでは人が変わったかのように非常に低姿勢である。またミネルバ・マクゴナガルも限定的ながら影響力を及ぼす場面があり、第5巻『不死鳥の騎士団』でドローレス・アンブリッジを追い出すためにマクゴナガルが無言会話でアドバイスした際には嬉々として従う。フレッドとジョージ・ウィーズリーの卓越した悪戯のセンスには敬意を払っており、第5巻後半にふたりがホグワーツを去るときに、フレッドがピープズに対し「俺たちに代わってあの女（アンブリッジ）をてこずらせてやれよ」と声をかけると、ピープズは帽子を取って2人に敬礼し、完璧にその命令を実行する。教員の命令にすら従わないことのあるピーブスが生徒に敬意を示し、命令を聞くなど前代未聞だったので、ふたりは全校生徒とほとんどの教員に尊敬されることになる。なお、ピーブズは厳密にはゴーストではなく、ずっと昔にホグワーツに迷い込んだ混沌の生き霊であるため、ホグワーツから追い出すことはできない。
映画版ではピーブズは役者もいてシーンの撮影もされていたのだが、監督のクリス・コロンバスがキャラクターのスクリーン上での見た目が気に入らないという理由から出演シーンが全カットになった。なお、演じたリック・メイヨールはコメディアンで、2014年6月9日にランニングから帰宅後に倒れ、そのまま帰らぬ人となった。
ほとんど首無しニック（ニコラス・ド・ミムジー・ポーピントン卿）
演 - ジョン・クリーズ
日本語吹き替え - たかお鷹（映画版） / 佐藤せつじ（ゲーム『ホグワーツ・レガシー|レガシー』）
グリフィンドール寮専属のゴースト。ひだ襟服を着てタイツを穿いている。紳士然としていて、誰に対しても丁寧な口調で話す。グリフィンドール寮憑きではあるが、スリザリン寮憑きの血みどろ男爵との関係は非常に良好であり、スリザリンとグリフィンドールの不仲を嘆いている。
「ほとんど首無しニック」は通称であり、処刑される際、切れ味の鈍い斧で45回切りつけられたにもかかわらず、首が完全に切断されなかったことに由来している。首は1cm繋がっており、普段はひだ襟で隠されている。ニック自身は本名で呼ばれたいと思っているが、ほとんどの人間は通称のほうで呼んでいる。
なお、処刑日は1492年10月31日であり、第2巻では自身の500回目の絶命日パーティーを開く。その後、バジリスクを見て石化するが、第2巻終盤でもとに戻る。
また、『吟遊詩人ビードルの物語』によると生前のニックは宮廷に仕える魔法使いであったが、魔女狩りのとき、杖を奪われて牢獄に囚われていたため逃げ出せず、そのまま処刑されたという。
映画版は、『賢者の石』『秘密の部屋』に登場。
灰色のレディ（ヘレナ・レイブンクロー）
演 - ニーナ・ヤング（映画版第1作）→ケリー・マクドナルド（映画版第8作）
日本語吹き替え - 愛河里花子
レイブンクロー寮専属のゴースト。ホグワーツ創始者のひとり、ロウェナ・レイブンクローの娘である。生前、ロウェナの髪飾りを盗み、アルバニアの森に隠していたが、ヴォルデモートに欺かれて髪飾りを奪われ、分霊箱に改造された。第7巻『死の秘宝』の終盤、レイブンクローの髪飾りを探すハリーのまえに姿を現す。ハリーに髪飾りのありかを聞かれ、ヴォルデモートのことが記憶にあったため、一度は答えるのを拒否するが、ハリーの必死の説得に心を動かされ、髪飾りの形状とみずからが髪飾りをアルバニアの森に隠していたこと、そしてそのありかをヴォルデモートに教えたことを話す（ただし、「必要の部屋」にあるとは知らなかったようであるが、ハリーが髪飾りを見たことを思い出させるヒントとなる）。
映画版では形状を教えないが、ヴォルデモートに分霊箱にされたことと「必要の部屋」にあることを語る。
太った修道士
演 - サイモン・フィッシャー・ベッカー
ハッフルパフ寮専属のゴースト。
血みどろ男爵
演 - トレンス・ベイラー
スリザリン寮専属のゴースト。性格は生真面目で神経質であり、仰々しい口調で喋る。ピーブズを制御できる唯一のゴーストでもある。生前、ヘレナ・レイブンクロー（のちの「灰色のレディ」）に恋をしており、ヘレナの母ロウェナから依頼を受けてヘレナを追うも、拒絶され、怒りのあまりヘレナを殺害する。そしてそれを後悔し、ヘレナを殺害した凶器で自殺した。「灰色のレディ」によれば、そのため彼がゴーストになってからみずからに鎖を着けているという。
映画版では『賢者の石』に登場。

### 絵画
ホグワーツのいたるところに飾られている絵画は、描かれている人物が動いたり話したりでき、また互いの絵画を行き来することができる。城の外には基本移動できないが、どこかほかに掛かっている自分自身の肖像画にのみ移動できる。
太った婦人
演 - エリザベス・スプリッグス（映画版第1作）→ドーン・フレンチ（映画版第3作）
日本語吹き替え - 竹口安芸子（映画版第1作）→北薗るみ子（映画版第3作）
グリフィンドール寮の入り口を守る絵画。少なくとも、アーサーとモリー・ウィーズリーが学生のころからグリフィンドール寮の番を任されている。第3巻『アズカバンの囚人』ではシリウス・ブラックに襲われ職を退くが、トロールに警備されることを条件に再任される。
映画版では『賢者の石』と『アズカバンの囚人』に登場。『賢者の石』では巻き髪に上品なドレスで、性格もエレガントで抑え目だが、『アズカバンの囚人』ではふくよかさが増し、後ろ髪が縦ロールで白い服、性格はコミカルかつアグレッシブとなっており、キャスト変更もあって容姿と性格が異なっている。
カドガン卿
老騎士の絵画。勇敢で血の気が多く、通りかかるものには無条件で戦いを挑んでいた。第3巻で太った婦人に代わり、みずから望んでグリフィンドール寮の番を任される。奇怪な合言葉を多用するが、当時指名手配中だったシリウス・ブラックを通したことで解雇される。
映画版ではグリフィンドール寮に入るシーンなどで背後の絵の中を歩き回り、太った婦人の絵が切り裂かれたシーンで「何事じゃ」と発する。

## 不死鳥の騎士団
アルバス・ダンブルドアがヴォルデモートに対抗すべく結成した秘密組織。
シリウス・ブラック3世
大量殺人犯とされて魔法界の刑務所「アズカバン」に収監されていた人物。ハリーの亡き父ジェームズの親友で、ハリーの後見人（名付け親）でもある。本当は無実で、ハリーには親のように慕われることになる。

リーマス・ルーピン / リーマス・ジョン・ルーピン
ハリーが3年生のとき、ホグワーツに「闇の魔術に対する防衛術」の教師として赴任する。正体は狼人間。ジェームズやシリウスとはホグワーツ生時代からの親友。

アラスター・ムーディ
もとは魔法省の闇祓い。通称は「マッド-アイ」。透視能力のある義眼「魔法の目」を着用している。ハリーが4年生のときの「闇の魔術に対する防衛術」教師に任命されるが、死喰い人のバーテミウス・クラウチ・ジュニアに監禁され成り代わられる。

ニンファドーラ・トンクス
魔法省の闇祓い。「七変化」の能力をもつ。のちにルーピンと結婚する。

キングズリー・シャックルボルト
魔法省の闇祓い。トンクスの先輩。

アバーフォース・パーシバル・ウルフリック・ブライアン・ダンブルドア
アルバス・ダンブルドアの弟。ホグズミード村のパブ「ホッグズ・ヘッド」のバーテンダー。後述の事故による妹アリアナの死を巡ってアルバスと仲違いしていた。その後は仲直りし、不死鳥の騎士団に加わる。

ジェームズ・ポッター
ハリーの亡き父。ホグワーツ卒業後、不死鳥の騎士団に加わり、ヴォルデモートの手によって命を落とす。

リリー・J・ポッター
ハリーの亡き母。マグルのエバンズ家出身。ホグワーツ卒業後に不死鳥の騎士団に加わる。死の直前にハリーに魔法をかけ、ヴォルデモートの手から守った。

アーサー・ウィーズリー
ロンたちの父。魔法省の職員で、マグル製品不正使用取締局の局長。第6巻『謎のプリンス』からは偽の防衛呪文ならびに保護器具の発見ならびに没収局の局長を務める。

モリー・ウィーズリー
ロンたちの母。世話好きな性格の主婦。純血の魔法族であるプルウェット家の出身。

ビル・ウィーズリー / ウィリアム・アーサー・ウィーズリー
ウィーズリー家の長男。ホグワーツ生時代は首席でグリフィンドールの監督生を務め、卒業後はエジプトでグリンゴッツ魔法銀行の「呪い破り」として働いている。

チャーリー・ウィーズリー / チャールズ・ウィーズリー
ウィーズリー家の次男。ルーマニアでドラゴンを研究している。ホグワーツ生時代はグリフィンドール寮の監督生にしてクィディッチの名選手でもあった。

## 魔法省
魔法界の政府機関。

### 魔法大臣
コーネリウス・ファッジ / コーネリウス・オズワルド・ファッジ
演 - ロバート・ハーディ（映画版）
日本語吹き替え - 篠原大作（映画版）/中多和宏（ゲーム版第二作）
1990年に就任した、物語開始時点での魔法大臣。ライムのような黄緑色の山高帽をかぶっている。シリウス・ブラック逮捕時には魔法事故惨事部の次官だったが、ミリセント・バグノールドの引退に際してアルバス・ダンブルドアが推薦を辞退したため、魔法大臣に就任した。
ダンブルドアを自分より賢く強力な魔法使いと認め、尊敬している。就任当初はダンブルドアにたびたび助言や援助を求めていたが、権力の味を覚えて自信をつけたことから、しだいに地位に執着するようになる。また純血主義者でもあるため、マグルに友好的なアーサー・ウィーズリーを快く思っていない。
人当りが良く、基本的にハリーを厚遇し、のちに決別するまではハリーもファッジに親近感を抱く。第3巻『アズカバンの囚人』において、魔法でマージョリー・ダーズリーを膨らませた際にも笑顔で事後処理し、3年次の教科書までそろえて出迎える。また、シリウスが裏切り者であると思われていたころには、「彼が後見人であることを知ったらハリーがどれほど辛い思いをするか」と思い測るという少なからぬ思いやりを見せる。
しかし第4巻『炎のゴブレット』終盤、ダンブルドアがヴォルデモートの復活を指摘したにもかかわらず、権力への執着心とヴォルデモートへの恐怖心からそれを認めることができず、ダンブルドアと決別する。さらに「日刊予言者新聞」に圧力をかけ、ハリーやダンブルドアを非難し、ヴォルデモート一派による連続失踪事件をシリウスの仕業だと報じる内容の記事を書かせる。その後はドローレス・アンブリッジを通じてホグワーツに干渉するが、第5巻『不死鳥の騎士団』終盤でヴォルデモートの復活が公になり、国中から辞任を求められルーファス・スクリムジョールに大臣の座を明け渡す。それ以降も顧問として魔法省に残り、マグルの首相への連絡係となる。その後の消息は描かれていない。
映画版は第2作『秘密の部屋』から登場。登場当初はバロック調の時代物の礼服にのかつらを模した髪型で登場するが、第3作『アズカバンの囚人』以降から黒の山高帽に現代風のスーツに変更されている。
ルーファス・スクリムジョール
演 - ビル・ナイ（映画版）
日本語吹き替え - 小川真司（映画版）
白髪交じりの黄褐色の長髪と眼鏡が特徴。髪がたてがみのように見え、顔もライオンに似ていることから「年老いたライオン」とも呼ばれる。
第5巻では魔法法執行部闇祓い局の局長であり、ニンファドーラ・トンクスやキングズリー・シャックルボルトの上司に当たる。
第6巻『謎のプリンス』で、コーネリウス・ファッジに代わって魔法大臣に就任。ヴォルデモート復活に怯える魔法界の人心を安定させるため、マグルの首相の安全確保など迅速な対応を見せるが、疑わしければ無実の人物まで拘束するといった強引な手段を取り、さらにハリーに対して魔法省の掲げるヒーローとして協力してほしいと考えるが、その手法を好ましく思わないハリーに協力を拒否される。
第7巻『死の秘宝』ではファッジ同様、アズカバンからの集団脱獄や、ヴォルデモート一派によるハリー襲撃といった情報を隠蔽するようになる。1997年7月31日、隠れ穴を訪れて、ハリー、ロン、ハーマイオニーの三人にアルバス・ダンブルドアの遺品を届ける。その際に考えの相違からハリーらに拒絶され、決別する。その後、魔法省で死喰い人に殺害され、魔法省はヴォルデモート陣営に陥落する。その際、ハリーの居場所を知ろうとする死喰い人によって拷問されるが口を割らず、それまで不信感を抱いていたハリーは、最期に自分をかばったと知り、感謝するようになる。スクリムジョールの死は公式には辞任とされ、後任としてパイアス・シックネスが魔法大臣に就任する。
映画版は第7作『死の秘宝 PART1』に登場。原作とは異なり、眼鏡をかけていない。
パイアス・シックネス
演 - ガイ・ヘンリー（映画版）
日本語吹き替え - 家中宏（映画版）
魔法法執行部部長だったが、第7巻序盤でヤックスリーに「服従の呪文」をかけられ、ヴォルデモート陣営によって殺害されたルーファス・スクリムジョールの後任として魔法大臣に就任する。以降、ヴォルデモートの傀儡として利用され、ハリーを指名手配にしたり、マグル生まれ登録委員会を設立したりする。
ホグワーツの戦いではヴォルデモート陣営で参戦するが、魔法省の同僚だったアーサー・ウィーズリーとパーシー・ウィーズリーのまえに敗れる。その後、大臣の職はキングズリー・シャックルボルトに引き継がれる。作中では一貫して「服従の呪文」で服従させられ、実際にどのような思想を持つ人物なのかは不明である。
映画版は、『死の秘宝』二部作に登場。初めから死喰い人であるかのような描写となっており、服従の呪文をかけられているかは明確にされていない。最後まで生き残る原作小説とは異なり、映画版では分霊箱のひとつであるレイブンクローの髪飾りを破壊されたことを感知したヴォルデモートの八つ当たりの対象となり、死の呪いを撃たれ死亡する。

### 高官
バーテミウス・クラウチ・シニア
演 - ロジャー・ロイド＝パック（映画版）
日本語吹き替え - 佐々木勝彦（映画版）
魔法法執行部部長（ - 第4巻）。200か国語を話せるエリート官僚で、「間違いなく純血の血筋」とされる「聖28一族」のひとつ、クラウチ家の当主。同僚や友人には「バーティ」と呼ばれている。クィディッチ・ワールドカップで姿を見せたときはマグルの服装に関する決まりを完璧に守り、魔法使いたちの奇天烈なマグルの服装を見てきたハリーも「銀行の頭取のよう」と思うほどの非の打ちどころのない服装を披露する。非常に厳格で権威的な性格であり、部下のパーシー・ウィーズリーからは「自身の理想を絵に描いたような人物」として尊敬される。
かつては魔法法執行部の部長の職にあり、闇祓い局に対し闇の魔法使いを殺害する権限を与えるといった厳しい措置を取った。このことから魔法界の支持を集め、次期魔法大臣と目されていたが、息子のバーテミウス・クラウチ・ジュニアが死喰い人として逮捕されたことがきっかけで、父である自身に関しても家庭を顧みなかったとして世間からのバッシングを受けて支持を失い、国際魔法協力部部長の地位に左遷された経緯を持つ。ジュニアに関してはみずからの手で裁判にかけた上でアズカバンに送ったが、妻からジュニアを助けるよう頼まれ、ポリジュース薬を使ってジュニアを脱獄させた。その後はジュニアに「服従の呪文」をかけて監禁していたが、第4巻でバーサ・ジョーキンズを拷問してジュニアの生存を知ったヴォルデモートに「服従の呪文」をかけられ、支配下に置かれる。入れ替わりにジュニアは解放され、以後ヴォルデモートのために暗躍する。
最初はいつもどおり働くよう従わされていたが、しだいに「服従の呪文」に抵抗しだしたため、危険を感じたヴォルデモートに、重病と偽って自宅にいるようにさせられた。しかし監視役のピーター・ペティグリューの隙をついて逃亡し、アルバス・ダンブルドアに息子の件を報告しようと正気を失いつつもホグワーツを訪れ、偶然そこに居合わせたハリー・ポッターがダンブルドアを呼びに行っている隙に、待ち伏せをしていた息子に殺害される。遺体は骨に変えてハグリッドの小屋の前に埋葬される。その後も同じように埋葬されているかは描かれていない。
映画版は、第4作『炎のゴブレット』に登場。原作とは異なり、権力に対する執着心は見られない。一方で早くに両親を失ったハリーに対して同情する一面を見せ、ダンブルドアも「バーティも苦しんだが、どうしようもなかった」と語るといった、家族思いの描写が追加されている。原作小説では殺害されたことが終盤で発覚して遺体は骨に変えられるが、映画版では中盤で死亡して遺体は骨にならず、不慮の事故扱いになる。
ルード・バグマン
魔法ゲーム・スポーツ部部長（ - 第4巻）。本名はルドビッチ・バグマン。かつてはクィディッチのプロチーム「ウイムボーン・ワスプス」に所属し、イングランド代表も務めた名ビーター。作中ではクィディッチワールドカップ決勝（アイルランド代表対ブルガリア代表）の実況放送を担当する。父がオーガスタス・ルックウッドの親友であったため、バグマンを情報集めに利用していたことから、死喰い人と疑われるが、裁判の結果無実となる。
社交的な性格から比較的周囲の者に好かれやすく、アーサー・ウィーズリーに貴賓席の切符をプレゼントする。ただし、賭け事好きでも有名で、不真面目かつ卑怯な部分も目立つ。仕事ぶりもいい加減で、パーシーに軽蔑される。ギャンブルで一文なしになったために小鬼から膨大な借金をしており、決勝戦についてフレッド・ウィーズリーやジョージ・ウィーズリーたちと賭けをして負けるものの、元金すら返さない。「三大魔法学校対抗試合」でも小鬼と賭けをし、ハリーの単独優勝に賭け、以後は何かとハリーに助言を申し出る。そのため、ハリーはバグマンに好意を抱く。しかし、試合がハリーとセドリック・ディゴリーの同時優勝に終わったため、「第三の課題」終了後に夜逃げする。その後の消息は描かれていない。
映画版には未登場。
ドローレス・アンブリッジ / ドローレス・ジェーン・アンブリッジ
演 - イメルダ・スタウントン（映画版） / ヘレナ・リンベリー（舞台『呪いの子』ロンドン公演）
日本語吹き替え - 小宮和枝（映画版）
魔法大臣付上級次官。ずんぐりとした体型でしばしばガマガエルにたとえられる。髪には黒いビロードの小さな蝶結びを付け、ピンクのカーディガンや花柄のローブを着込んでいる。部屋も同様の薄気味悪い少女趣味で、壁や机はレースのカバーや布で覆われており、子猫が描かれた皿が飾られている。声は少女のような甘ったるい高い声を出す。「ェヘン、ェヘン」という咳払いが癖。
穏やかな中年女性に見えるが、本性は残忍で卑劣かつ傲慢な性格をしており、加えて異常なまでの権力欲の持ち主。ハリーから秘密を聞き出すために真実薬や、許されざる呪文のひとつ、磔の呪いを使おうとしたり、夜中に闇祓いを率いてルビウス・ハグリッドを襲撃したりするなど、目的のためには違法な手段も平気で用いる。狼人間や水中人、巨人やケンタウルスなどの「半人間」を非常に恐れており、魔法省ではリーマス・ルーピンの就職を困難にした「反人狼法」を起草し、水中人に標識をつけるキャンペーンを行なう。
魔法省上層部の意向に忠実に動くため、省内での評判は良いが、ダンブルドアの支持者からの評判は頗る悪い。グリフィンドール生を忌み嫌っており、特にハリーに対しては次々と理不尽な厳罰を与えたあげく、フレッドとジョージとともにクィディッチを生涯禁止にするという処置を取る（退職後は学校側により解除）。逆に出身寮であるスリザリンの生徒に対しては露骨に依怙贔屓をする。またフィルチ以外の教職員からも嫌悪され、特にミネルバ・マクゴナガルとは非常に険悪な関係となる。
5巻にて魔法省から「闇の魔術に対する防衛術」教授として派遣されるが、彼女の授業は実技を一切教えず「防衛術の理論」の本を生徒に読ませるだけというものであり、仮病を使って彼女の授業を休む生徒が続出するようになる。のちに魔法省の省令により「ホグワーツ高等尋問官」に就任し、魔法省の権力を笠にシビル・トレローニーやルビウス・ハグリッドを停職にし、マルフォイらスリザリン生の中から選りすぐった一部の生徒を、監督生をも上回る権力を持つ「高等尋問官親衛隊」のメンバーに任命して権勢を振るう。さらにダンブルドアをホグワーツから追放してからは校長を自称するようになるが、ハーマイオニーの策にはまって禁じられた森でケンタウルスを侮辱し、袋叩きに遭う。その後、ヴォルデモートの復活が魔法省にも明らかとなってからは、除籍命令を下されホグワーツを追い出される。
その後も魔法省に在籍し、第7巻では新たに「マグル生まれ登録委員会」の委員長に就任し、マグル生まれと認定した者の吸魂鬼への引き渡しや、杖の剥奪といった迫害を行なう。また、ブラック家の財宝を盗み取ったマンダンガス・フレッチャーから賄賂としてスリザリンのロケットを貰い受けるが（本人の邪悪な人間性により分霊箱の効果が相殺され、所持していても平然としていた）、のちにハリーたちによって奪還される。物語終了後は在籍中の数々の行為を糾弾され、アズカバンに投獄される。
映画版は、第5作『不死鳥の騎士団』と第7作『死の秘宝 PART1』に登場。
『エッセイ集 ホグワーツ 権力と政治と悪戯好きのポルターガイスト』（J・K・ローリング著）によれば、作者のローリングが嫌っている複数の実在人物がモデルとのことである。家族には魔法使いの父・マグルの母・スクイブの弟がいたものの貧乏かつ不和な家庭であり、この事が上記の性格形成の一因になったとされる。フルネームは同著にて明かされた。
アメリア・ボーンズ
演 - シアン・トーマス（映画版）
日本語吹き替え - 一柳みる（映画版）
魔法法執行部部長（ - 1996年、第5巻以前）。白髪を短く切り、片眼鏡をかけた魔女。低いよく響く声で話す。スーザン・ボーンズの叔母で、エドガー・ボーンズの姉。偏見を持たない人物であり、ニンファドーラ・トンクスにも「公平な魔女」と評される。魔法省の官僚らにも信頼されており、ファッジからの信頼も厚く、非常に才能ある魔女で戦闘能力も高かったと評される。
第5巻ではファッジやアンブリッジとともに、プリペッド通りで守護霊の呪文を使った件でハリーを尋問するが、ハリーを有罪にしようとするファッジに対し、終始公平な立場を保つ。不死鳥の騎士団がヴォルデモートの復活を訴えた際も、団員であるアーサー・ウィーズリーと挨拶をする。
第6巻でヴォルデモートの手にかかり、激しく戦うも死亡する。マグルの新聞には、「一人暮らしの中年の女性が中から鍵がかかった部屋で無惨な殺され方で死んでいた」と書かれる。
映画版は、第5作『不死鳥の騎士団』に登場。原作小説とは容姿が大きく異なる。

### 一般職員
ボブ・オグデン
魔法警察部隊の元隊長（1920年代）。背が低く丸っこい体型で、分厚い眼鏡をかけている。モーフィン・ゴーントにウィゼンガモットからの召喚状を届けるために、ゴーント家を訪問する。
ドーリッシュ
闇祓い。白髪交じりの男。学生時代の成績は優秀で、N.E.W.T試験の成績はすべて「優.O」だった。任務に忠実で、第5巻では同僚の闇祓いのプラウドフットやウィリアムソンとともにファッジの護衛を担当し、彼の命令でダンブルドアを攻撃するが返り討ちに遭い、気絶して取り逃がす。第6巻では、スクリムジョールの命令でホグワーツ城近辺を護衛する。第7巻ではオーガスタ・ロングボトムを襲撃するが、返り討ちに遭い、聖マンゴ魔法疾患傷害病院へ入院する。
マファルダ・ホップカーク
演 - ジェシカ・ハインズ（映画版第5作、声のみ）、ソフィー・トンプソン（映画版第7作）
日本語吹き替え - 堀越真己（映画版）
局次長。ふわふわした白髪の、老齢の女性。第2巻『秘密の部屋』と第5巻で、学校の敷地外で魔法を使ったとしてハリーに警告状を送る。第7巻では魔法省に潜入する際、ハーマイオニーがポリジュース薬で彼女に変身する。
エイモス・ディゴリー
演 - ジェフ・ラウル（映画版） / バリー・マッカーシー（舞台『呪いの子』ロンドン公演）
日本語吹き替え - 長克巳（映画版）
職員。セドリック・ディゴリーの父。息子を誇りに思い、三大魔法学校対抗試合の際はハリーへの対抗心を随所で見せる。ただし息子にそのような意思はまったくなく、むしろハリーのフォローに回る。しかし息子の死後にハリーと対面したときは、夫人ともどもハリーを責めることはなく、ハリーがセドリックの遺体をリトル・ハングルトンから持ち帰ったことに感謝する。その後、魔法省を辞職したようである。
映画版は、第4作『炎のゴブレット』に登場。原作とは異なり、終始ハリーに好意的に接する。
『ハリー・ポッターと呪いの子』では、息子セドリックだけでなく妻にも先立たれて、聖オズワルド魔法老人ホームに入所している。そこへ看護師としてやってきたデルフィーニにより、エイモスを含む聖オズワルド魔法老人ホームの全員が錯乱の呪文で操られる。その状態でデルフィーニとともにハリー・ポッターの自宅に押し掛け、セオドール・ノットから押収した逆転時計を使って過去へ時間遡行し、息子セドリックを生き返らせろと詰め寄るがハリーに断られ、デルフィーニとともに聖オズワルド魔法老人ホームに戻る。この時のエイモスとハリーの会話をアルバス・セブルス・ポッターが聞いていたことが、アルバス・セブルス・ポッターとスコーピウス・マルフォイが一連の騒動を引き起こすことになる。
なお、エイモスを問い詰めるためにハリーたちが聖オズワルド魔法老人ホームを訪問したときには、全員が錯乱の呪文を解除されて何も覚えておらず、ハリーに姪のデルフィーニ・ディゴリーについて問い詰められた際には、自分と亡くなった妻には兄弟姉妹はおらず、姪もいないと答える。
ダーク・クレスウェル
ゴブリン連絡室室長（第7巻時点）。マグル生まれの魔法使い。第7巻でアルバート・ランコーンから「家系図を捏造した」と告発され、アズカバン送りになるが、護送途中にドーリッシュを失神させて脱走する。その後、闇の陣営のマグル生まれ狩りから逃亡し続けるが、捕らえられて殺害される。ホグワーツ魔法魔術学校ではリリー・ポッターの1年後輩で、ホラス・スラグホーンに気に入られた生徒のひとりだった。
ウィルキー・トワイクロス
「姿現しテストセンター」の指導官のひとり。白髪交じりで覇気のない小男。ベテランの指導官で、少々の事故では動じない。学生の成果には期待せず、長期的な構えで指導を行なう。
バーサ・ジョーキンズ
職員。ここ数年、部から部へとたらい回しにされてきた「厄介者」。シリウスによれば、学生時代のバーサは「ゴシップとなると、すばらしい記憶力」だったが、「いつ口を閉じるべきなのかを知らない」ため、よく災いに巻き込まれていたもようである。魔法省入省後、国際魔法協力部に在籍していたころ、偶然にもクラウチ家の「秘密」を知る。忘却術をかけられるも、その後に旅行先のアルバニアの旅籠でピーター・ペティグリューと遭遇、彼に騙されてヴォルデモートの許に連れて行かれ、彼に忘却術を破るために心身を修復困難になるほど破壊され、殺害される。
ブロデリック・ボード
神秘部に所属する「無言者」。第5巻でルシウス・マルフォイに服従の呪文をかけられ、神秘部に置かれている予言を取ろうとするが失敗する。その影響で聖マンゴ魔法疾患傷害病院に入院することになるが、口封じとして死喰い人から悪魔の罠を贈られ、絞殺される。
レジナルド・カターモール
演 - ステファン・ロードリ（映画版）
魔法ビル管理部の職員。小柄な男性。第7巻で魔法省に潜入する際、ロンがポリジュース薬で彼に変身する。妻メアリーはマグル生まれ登録委員会の尋問にかけられるが、ハリーとハーマイオニーによって助けられる。
映画版は『死の秘宝 PART1』に登場。
グリゼルダ・マーチバンクス
魔法試験局の局長。ダンブルドアが学生のころからO.W.L試験の試験官を務める古株で、かなり高齢の魔女。そのため若干耳が遠い。N.E.W.T試験でダンブルドアの変身術と呪文学の試験官を担当、「あれほどの杖使いは見た事がない」と評する。オーガスタ・ロングボトムと親交がある。ウィゼンガモットの古参でもあったが、第5巻で魔法省がホグワーツ高等尋問官の職を新設したことに抗議し、同僚のチベリウス・オグデンらとともに辞任する。
アルバート・ランコーン
演 - デヴィッド・オハラ（映画版）
ひげ面の屈強な男性職員。第7巻前半で魔法省に潜入する際、ハリーがポリジュース薬で彼に変身する。ダーク・クレスウェルが家系図を偽っているとして告発し、アズカバン送りの処分に追い込む。実際にはクレスウェルは護送途中に脱走し、収監されない。同僚に恐れられている一方、ヤックスリーやシックネスやアンブリッジといった闇の陣営下の魔法省首脳部とは親しい関係にある。

## 闇の魔法使い

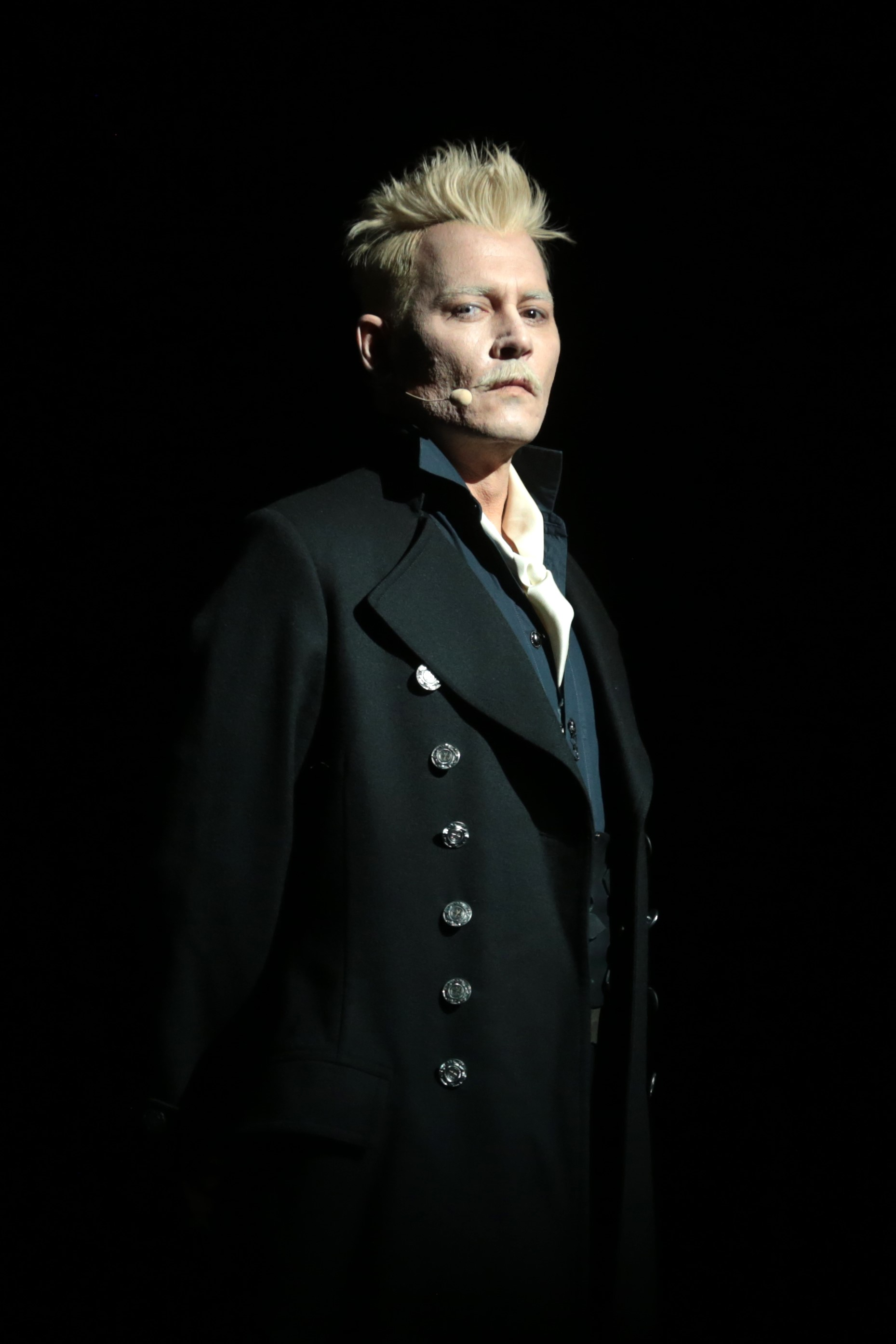
ゲラート・グリンデルバルドに扮したジョニー・デップ（2018年、コミコン・インターナショナルにて）

ヴォルデモート卿 / トム・マールヴォロ・リドル
魔法界の歴史上において最強と言われる魔法使いのひとり。あまたの闇の魔法使い、闇の生物を従え、魔法界に暗黒時代を招いた。その名を口に出すことさえ恐れられ、「例のあの人」、「名前を言ってはいけないあの人」、「闇の帝王」などと呼ばれる。その強さと邪悪さは、一世代前に史上最強の闇の魔法使いと評されたゲラート・グリンデルバルドの所業を人々の記憶から完全に拭い去ったほどである。

死喰い人
ヴォルデモートに仕える闇の魔法使いや魔女のなかでも、とくに上位の者たちを指す。総じて戦闘に長けている。

ルシウス・マルフォイ
ドラコ・マルフォイの父。マルフォイ家の当主で、ホグワーツの理事のひとりでもある。妻はブラック家出身のナルシッサ・マルフォイ。

ピーター・ペティグリュー
小心者の死喰い人。通称ワームテール。グリフィンドール寮出身で、ジェームズやシリウス、ルーピンとは親友であったが、裏切ってヴォルデモートに仕える身となった。

ベラトリックス・レストレンジ
残忍でとりわけ戦闘に長け、「最強の副官」とも称される死喰い人。ブラック家の出身で、シリウスの従姉にあたる。

ゲラート・グリンデルバルド

演 - マイケル・バーン（映画版・老年時代）、ジェイミー・キャンベル・バウアー（映画版・青年時代）、ジョニー・デップ（映画『ファンタスティック・ビースト』第1作 - 第2作・中年時代）、マッツ・ミケルセン（映画『ファンタスティック・ビースト』第3作）
日本語吹き替え - 大木民夫（映画版・老年時代）、平田広明（映画『ファンタスティック・ビースト』第1作 - 第2作・中年時代）、井上和彦（映画『ファンタスティック・ビースト』第3作・中年時代）
闇の魔法使いのなかでもヴォルデモートに次いで強力と言われている人物。ヴォルデモートの出現までは「歴史上最も危険な闇の魔法使いのリスト」で王座に君臨しており、ヨーロッパやアメリカなどで活動を広げていた。容姿は美形で金髪の巻き毛が特徴。ダンブルドアも認める秀才であり、自由自在に姿を消せたといわれている。戦闘に関しても並の魔法使いよりはるかに秀でていたといわれるが、決闘の腕前という意味あいにおいては、ダンブルドアが恐れるほどの存在ではなかったとされている。また、未来を予知する能力を有する。
標語は「より大きな善のために（英:For the Greater Good）」であり、抵抗者を投獄するために作った監獄「ヌルメンガード」にはその標語が刻まれている。これはダンブルドアの着想によるものであり、若き日のダンブルドアが考えたマグル支配の正当性がその言葉であり、グリンデルバルドは後年もそれを利用しつづけ、多くの悪事を正当化してきた。
学生時代はダームストラング専門学校で過ごし、在学中はハンサムな秀才で通っていたが、人道を軽視する面があり、同級生を攻撃したために16歳で学校を退学させられる。その後、死の秘宝を探すために渡英し、大叔母のバチルダ・バグショットの家に身を寄せる。この時バグショット家の近所に住んでいたアルバス・ダンブルドアと出会い、意気投合するが、アリアナ・ダンブルドアの死に関与したため、イギリスから逃亡する。
逃亡後はグレゴロビッチからニワトコの杖を盗み、勢力拡大の過程でビクトール・クラムの親類を含む大勢の人間を殺戮する。しかし、ダンブルドアを恐れたグリンデルバルドはニワトコの杖を手に入れてからも、イギリスではいっさい事件を起こさなかった。しかしグリンデルバルドの悪行が最盛期を迎えた1945年、ついにダンブルドアとの決闘に際し、これに敗北。ニワトコの杖を没収されたうえで自らが作った監獄「ヌルメンガード」に収容され、ヴォルデモートに殺害されるまでをその監獄で過ごすこととなる。
第7巻『死の秘宝』での登場時は痩せ衰え骸骨のような姿になっており、ヴォルデモートにニワトコの杖の在り処を尋ねられるも、死を受け入れてヴォルデモートに彼の無知と敗北を宣言し、最後まで口を割らなかったため殺害される。この行動に対しダンブルドアは「過去の行いに悔悟の念を示したため」、ハリーは「ヴォルデモートからダンブルドアを守るため」だとそれぞれ推測する。
映画版は、第7作『死の秘宝 PART1』に登場。原作ではニワトコの杖のありかを最後まで明かさなかったために死亡するが、映画版では逆にニワトコの杖のありかを教え、殺される描写はない。
映画『ファンタスティック・ビーストと魔法使いの旅』では、事件の黒幕として登場。無数の闇祓いを相手に手も足も出させない実力を見せるが、ニュート・スキャマンダーの不意打ちには対応できず捕縛される。ニュートには「グリンデルバルドは魔法動物を侮っている」などと評される。
映画『ファンタスティック・ビーストと黒い魔法使いの誕生』では、冒頭で脱獄する。指名手配を受けるものの純血主義の魔法使いたちを集めた集会を開き支持を広げ、みずからの部下となる信奉者を集める。その過程でクリーデンスやクイニー・ゴールドスタインをも配下に加える。さらに、ニワトコの杖の魔力によってパリを焼き払おうとするが、ニュートやニコラス・フラメルといった手勢に阻止され、さらに魔法動物を侮るという欠点を突かれ、「血の誓い」のペンダントはダンブルドアの手に渡る。
映画『ファンタスティック・ビーストとダンブルドアの秘密』では、国際魔法使い連盟のトップに立とうと画策する。信奉者たちを使ってドイツ魔法省を抱き込み自身への指名手配を取り消させると、信奉者たちを先導して国際魔法使い連盟の選挙に出馬する。選挙には魔法動物・麒麟を利用した不正によって勝利する企てを立て、一方で公衆の面前で対立候補の暗殺を実行しようとする。部下の失敗に激しく怒り狂い、力と恐怖に傾倒し、クリーデンスとクイニーに見限られて裏切られる。また、クイニーの開心術を鵜呑みにして今まで敵であったユスフ・カーマを味方に引き入れ、痛手を被る。最終的にクリーデンスやクイニーの裏切り、ダンブルドアの作戦を実行したニュートたちの活躍が重なり、グリンデルバルドの計画はすべて頓挫する。国際魔法使い連盟の選挙に敗北し、さらに魔法動物・麒麟を殺害し不正選挙を行った罪まで背負うことになる。追い詰められてダンブルドアと決闘を行うが、それと同時に血の誓いが破壊される。誓いが壊れたことでダンブルドアを殺す気で挑むが、ニワトコの杖を使ってすら劣勢となり、決闘を中断してその場から逃亡する。
『ファンタスティック・ビースト』シリーズの最初の2作ではグリンデルバルド役にジョニー・デップが起用され、脚本を担当したローリングは「今後もデップ演じるグリンデルバルドをたっぷり目にすることができるだろう」と宣言していたが、デップが妻アンバー・ハードとの離婚・DV騒動があったことで一部のファンによる激しい反発を招き、結局3作目以降は降板することが決まった。グリンデルバルド役の後任はマッツ・ミケルセンとなった。

## ダーズリー家
ハリーの母方の伯母で、マグルであるペチュニア・ダーズリーの一家。1981年、ヴォルデモートの襲撃により両親を亡くした赤ん坊のハリーを預けられ、冷遇しながら養育してきた。1991年、ハリーに入学案内が届いた際は、一家は可能な限り逃亡するが、最終的には入学を認める。以後も、ハリーは休暇のたびに嫌々ながら帰省し、17歳（魔法使いの成人年齢）になるまで、ダーズリー家を「実家」とする。第7巻ではリリーが遺したハリーの保護魔法が切れることにともない、死喰い人の手から逃れるために家を離れて不死鳥の騎士団の保護下に入る。
ペチュニア・ダーズリー
演 - フィオナ・ショウ（映画版）、アリエラ・パラダイス（映画版・幼少期） / ヘレナ・リンベリー（舞台『呪いの子』ロンドン公演）
日本語吹き替え - さとうあい（映画版）、諸星すみれ（映画版・幼少期）
ハリーの伯母で、リリーの姉。痩せ型で馬のような顔と長い首が特徴で、整った容姿をしていた妹のリリーとはまったく似ておらず、美人とは言いがたい。噂話が好きで、つねに体裁を気にしており、長い首で近所を覗き見ることが趣味となっている。潔癖な一面もあり、寝る前にキッチンを磨いているためキッチンにはしみひとつない。近隣の住人であるアラベラ・フィッグと交流があり、よくハリーを嫌がらせを兼ねて預けていた。
マグルのエバンズ家出身。かつてはリリーとの仲は非常によく、リリーには「チュニー」と呼ばれていた。しかし、リリーが魔法力の兆候を示し、セブルス・スネイプと親友になったことで徐々に悪化する。リリーのもとにホグワーツの入学案内が届いた際には、当時校長職にあったダンブルドアに「自分も入学させて欲しい」と手紙を送り、返事も受け取っている。同年9月、両親とともにリリーの見送りで、ダンブルドア宛の手紙をリリーとスネイプに知られていることを知って激しく動揺し、リリーを「生まれそこない」と罵った。これ以降、姉妹の仲は決定的に悪化したが、リリーが亡くなるまで最低限の交流はあった。
その後バーノン・ダーズリーと結婚し、息子のダドリーが誕生。1981年にハリーを引き取り、その際に夫妻は魔法族と縁を絶つことを誓いあう。以後、ダドリーを溺愛する一方でハリーを冷遇するが、それでも11歳になるまで自宅で育てていた。
第5巻でヴォルデモートの復活を知ると、恐怖に満ちた表情を見せ、ハリーを追い出そうとするバーノンに対し、ペチュニアはダンブルドアからの「吼えメール」を受け取ったあと、かたくななまでにハリーを家に置くことを主張する。第7巻でのハリーとの最後の別れの際には、何か言いたげな素振りを見せるが、言えないまま立ち去る。
『ハリー・ポッターと呪いの子』では故人になっているが、実は生前からリリーのたった一つの形見であるハリーが赤ん坊の頃に着ていた産着を秘かに保管しており、ペチュニアの死後に遺品を整理していたダドリーが発見して、ハリーに郵送している。ハリーの推測では、リリーの形見の産着をいずれハリーに渡そうと思っていたが、長年の確執で渡すことができないまま亡くなった模様で、この産着が『呪いの子』で起こった事件を解決する手掛かりとなる。
バーノン・ダーズリー
演 - リチャード・グリフィス（映画版） / ポール・ベントール（舞台『呪いの子』ロンドン公演）
日本語吹き替え - 楠見尚己（映画版）
ペチュニアの夫でダドリーの父。穴あけドリルの製造会社「グランニングズ社」の社長。学生時代は息子と同じ「スメルティングズ男子校」に通っていた。でっぷりとした体付きで、首はほとんどない。赤ら顔で口髭が特徴的。妻と同じく息子を溺愛しているが、事情によっては叱ることもある。デイリー・メールを愛読している。
家族の中でも特にハリーを激しく敵視するのみならず、同じ人間として扱おうともしないが、体裁もあってか同居を渋々認める姿勢を取っている。
根っからの現実主義者で、魔法を含む非現実的な概念を「まともでないもの」として徹底的に嫌い、実際の出来事であってもその存在を一切認めないが、自身のハリーに対する仕打ちには何の異常性も感じていない。
ダドリー・ダーズリー
演 - ハリー・メリング（映画版） / ジャック・ノース（舞台『呪いの子』ロンドン公演）
日本語吹き替え - 忍足航己（映画版）
ハリーの従兄。名門「スメルティングズ男子校」に在学しているが、成績は非常に悪い。学校ではいじめっ子のガキ大将であり、「ダドリー軍団」という5人組のいじめグループを率いている。両親と伯母に甘やかされて育ったため、わがままかつ意地悪な性格で、自分の思いどおりにならないとすぐに怒る。縦より横の方が長いと言われるほどの肥満体形で運動も嫌いだが、いじめを率先しているだけあって腕っ節は強い。親の影響からハリーとは互いに軽蔑しあっており、ダドリー軍団のメンバーと一緒になってハリーを執拗にいじめる。ただ、甘やかされて育ったため、臆病な一面もある。
ハリーが魔法使いであることが明らかにされてからは、魔法界でハリーの味方となるルビウス・ハグリッドやフレッド・ウィーズリーによって散々な目に遭わされる。
第5巻ではダイエットの効果が表れ、英国南東部ボクシングジュニアヘビー級のチャンピオンになる。一方、器物破損や未成年喫煙を行うなど、素行は悪化していた。グループの仲間には「ビッグD」と呼ばれている。
物語が進むごとに、ハリーの魔法と魔法界の人脈（凶悪犯罪者として知られるシリウス・ブラックなど）を恐れ、良くも悪くも対話を重んじるかたちで、ハリーをいじめることはなくなり、ほぼ対等な関係になる。ハリーもダドリーを心底嫌っているわけではなく、ダドリーが吸魂鬼に襲われた際は迷わず助ける。第7巻では、ハリーと別れる際、自分を救ったことに感謝を示し、別れの握手を交わして和解する。その後は、クリスマスカードを送りあう間柄となる。
マージョリー・ダーズリー
演 - パム・フェリス（映画版）
日本語吹き替え - 磯辺万沙子（映画版）
バーノンの姉妹でダドリーの伯母。外見もバーノンと似通っており、原作では女性でありながら口ひげを蓄えている。義姉のペチュニアの家柄や甥のダドリーの血筋は気にしないものの、根は傲慢で狭量かつ下劣な性格の持ち主で、気に入らない相手に対してはバーノン以上に情け容赦が無く、ハリーを一家以上に徹底的に見下し、蛇蝎のごとく忌み嫌っている。ダドリーに対してはバーノンやペチュニア同様に甘やかし溺愛している。リッパーというブルドッグを飼っている。
第3巻『アズカバンの囚人』でダーズリー一家のところに1週間遊びに来るが、滞在最終日にハリーに散々悪態をついたあげく、彼の両親を「出来損ない」呼ばわりして真っ向から侮辱したため、堪忍袋の緒が切れたハリーが魔法を暴走させ、風船のように膨らませられ天井に飛ばされる。その後、魔法省の魔法事故リセット部隊が駆けつけて彼女の記憶を修正し、実害は発生せずに済む。なお、その後ハリーはマージに会うことはなかったとされる。第1巻でも名前のみが言及されている。
映画版は『アズカバンの囚人』に登場。原作ではハリーの魔法により天井へ飛ばされるが、映画版では部屋を飛び出して上空まで飛ばされる。

## 魔法界の店

### ダイアゴン横丁
ギャリック・オリバンダー
演 - ジョン・ハート（映画版）
日本語吹き替え - 小林勝也（映画版） / 緒方賢一（ゲーム版）
「間違いなく純血の血筋」とされる「聖28一族」のひとつ、オリバンダー家の出身だが、彼自身は半純血（母がマグル生まれ）。月のように輝く薄く淡い色をした大きな目を持つ、超一流の杖作り。ダイアゴン横丁にある杖専門店「オリバンダーの店」の主であり、今まで売った杖は、買った人から杖の材質・長さ・特徴まですべて覚えている。多くの魔女や魔法使いが、この店で杖を買っている。第1巻でヴォルデモートの行ないを「形が違えど偉大だったかも知れない」と称したことから、ハリーにはよい印象を持たれないが、実際は正義感の強い人物で、第7巻でヴォルデモートと対面したときは不快感を示す。
第4巻『炎のゴブレット』で開催される三大魔法学校対抗試合では、各校の代表選手の杖調べのためにホグワーツに来校する。第6巻『謎のプリンス』でネビルに杖を売った翌日、行方不明となるが、第7巻でヴォルデモートによりマルフォイ家の地下牢に監禁されていたことが判明する。ヴォルデモートに拷問され、ヴォルデモートとハリーの杖の芯に関する情報や、ニワトコの杖の情報を語らされるが、その後ハリーたちによって救出され、ビルの家に匿われてハリーたちの質問に答えるが、死の秘宝のことは知らなかった。体調が回復したあとは、ビルの大叔母ミュリエルの家に匿われる。
映画版は『賢者の石』、『死の秘宝』2部作に登場。『死の秘宝 PART2』では原作と違って死の秘宝のことを知っており、最初にハリーたちに尋ねられたときには知らないと嘘をつく。
フローリアン・フォーテスキュー
ダイアゴン横丁「フローリアン・フォーテスキュー・アイスクリームパーラー」の店主。第3巻では夏休みのあいだ、ハリーの魔法史の宿題を手伝う。第6巻で死喰い人に襲撃され、行方不明になる。
トム
演 - デレク・デッドマン（映画『賢者の石』）→ジム・タバーレ（映画『アズカバンの囚人』）
ダイアゴン横丁の入り口であるパブ「漏れ鍋」のマスター。はげて歯の抜けたクルミのような顔をしている。
ドリス・クロックフォード
ハリーが初めて漏れ鍋に来店したときにいた魔女。ハリーに出会えたことを光栄に思う。
マダム・マルキン
ダイアゴン横丁「マダム・マルキンの洋装店」の主。
ベリティ
ダイアゴン横丁の悪戯用品専門店「ウィーズリー・ウィザード・ウィーズ」を経営するフレッドとジョージの助手で、第6巻に登場する。

### 夜の闇横丁（ノクターン横丁）
ボージン
「夜の闇横丁」の店で、かつてホグワーツを卒業した直後のトム・リドル（ヴォルデモート）が働いていた「ボージン・アンド・バークス」の店主。死喰い人であるマルフォイ一家に媚び、つねにねっとりした作り笑いを浮かべる。ドラコに「輝きの手」を売る。
カラクタカス・バーク
「ボージン・アンド・バークス」の創設者のひとり（もうひとりはボージン）。第2巻『秘密の部屋』の時点では、店を切盛りしているのはボージンだけである。メローピー・ゴーント所有のスリザリンのロケットを不当な安値で買い取ったり、まだ若かったトム・リドルをこき使ったりしていた。ヘプジバ・スミスと交友関係にあり、スリザリンのロケットをスミスに高値で売り渡すが、ロケットはのちにメローピーの息子であったリドルに奪い返される。

### ホグズミード村
マダム・ロスメルタ
演 - ジュリー・クリスティ（映画版）
日本語吹き替え - 弥永和子（映画版）/ 漆山ゆうき (ゲーム「魔法の覚醒」)
ホグズミード村「三本の箒」の主人。小粋な顔をした美しい曲線美をもつ女性。ロンが長年憧れている女性でもある。第3巻ではファッジやマクゴナガルらとともにシリウス・ブラックについて語る。第6巻では服従の呪文によってドラコに操られ、ケイティ・ベルに呪いのかけられたネックレスを渡す。

## 魔法学校

### ダームストラング専門学校
イゴール・カルカロフ
演 - ペジャ・ビヤラク（映画版）
日本語吹き替え - 清水明彦（映画版）
元死喰い人。銀髪で背が高く、貧相な顎を先の縮れた山羊ひげで隠している。
アラスター・ムーディに逮捕されてアズカバンに収監されていたが、その後、魔法省と司法取引を行ない、ほかの死喰い人（オーガスタス・ルックウッドとバーテミウス・クラウチ・ジュニア）を告発して釈放される。その後はダームストラング専門学校の校長に就任し、第4巻で「三大魔法学校対抗試合」のためにホグワーツを訪れる。第4巻終盤、ヴォルデモートの復活に際しこれを感知するが、報復を恐れて失踪する。第6巻では、その後に死喰い人に殺されていたことが明らかになる。
映画版は、『炎のゴブレット』に登場。ゴブレットの置かれている部屋に入っていくシーンがある（一説ではバーテミウス・クラウチ・ジュニアがポリジュース薬でカルカロフに変装したとも言われている）。消息は描かれていない。
ビクトール・クラム
演 - スタニスラフ・アイエネフスキー（映画版） / ジャック・ノース（舞台『呪いの子』ロンドン公演）
日本語吹き替え - 坂詰貴之（映画版） / 堀越省之助（ゲーム版）
原作では黒髪と黒い眉毛に色黒で痩せ型、大きな曲がった鉤鼻をしており、猫背。初めて彼を見たハリーは「育ちすぎた猛禽類」とたとえる。
1977年生まれ。若くしてクィディッチのブルガリア代表チームのシーカーを務める。
第4巻ではダームストラング専門学校の7年生としてホグワーツに来校し、三大魔法学校対抗試合のダームストラングの代表となる。箒（ほうき）に乗っているときは格好いいが、地上ではO脚気味に加えて猫背で、ぱっとしない（原作のみ）。家族とはブルガリア語で会話しているが、英語も話せる（ただし、少々なまりがある）。
容姿、口数の少なさから誤解を招きやすいが、実際は他者への感謝や賞賛を惜しみなく表す心優しい青年であり、原作ではハリーの飛行技術を賞賛し、ダームストラングの生徒である自分に対しても礼儀正しく接したセドリックにも好意を示し、その死を嘆く。また、闇の魔術の風潮が強いダームストラングの生徒だが、自身は親族をグリンデルバルドに殺されたこともあり、闇の魔法使いに対して反感を持っている。
ハーマイオニーに魅かれ、三大魔法学校対抗試合が終わってからもハーマイオニーと文通を続ける。そのため、ロンはクラムの話題が出るたびに機嫌を悪くするが、クラムのほうも第7巻でビルとフラーの結婚式に出席した際、ロンとハーマイオニーが仲良くしているのを見て嫉妬する。その際、変身していたハリーに対し「いくら有名になっても可愛い子が自分に振り向いてくれないのなら意味がない」と正体に気づかず愚痴をこぼす。
映画版は、『炎のゴブレット』のみに登場。

### ボーバトン魔法アカデミー
オリンペ・マクシーム
演 - フランシス・デ・ラ・トゥーア（映画版）
日本語吹き替え - 久保田民絵（映画版）
ボーバトン魔法アカデミーの校長。マダム・マクシームと呼ばれることが多い。洗練されたフランス人であり、話しかたもフランス訛り。ハグリッド並みの大柄な女性で、巨人の血を引いていると思われるが、ハグリッドに言われた際には本人は「骨が太いだけ」と怒って否定する。ハグリッドには上の名前の「オリンペ」と呼ばれ、仲のよい様子を見せる。
ヴォルデモートの復活後はダンブルドアの要請を受け、ハグリッドとともに巨人の説得を試みる。その際は同じく巨人の説得を行っていた死喰い人に何度も攻撃を仕掛けようとして、ハグリッドに制止される。魔法の実力も優秀で、死喰い人の説得を受け入れ、攻撃してきた巨人をいとも簡単に組み伏せる。
映画版は『炎のゴブレット』と『死の秘宝 PART1』に登場。
フラー・デラクール / フラー・イザベル・デラクール
演 - クレマンス・ポエジー（映画版）
日本語吹き替え - 小笠原亜里沙（映画版） / 本多知恵子（ゲーム版）
ボーバトン魔法アカデミーの生徒。「息を呑むほどの美しさ」「非の打ち所がない」と形容される美女で、自身もその自覚があり、若干ナルシストぎみなところもある。髪は腰まであるシルバーブロンドで、瞳は深い青色。祖母はヴィーラであり、杖の芯には祖母の髪の毛が使われている。
1994年、ボーバトンの7年生としてホグワーツへ来校し、三大魔法学校対抗試合の代表選手に選出される。当初はハリーのことを快く思わないが、第二の課題でハリーが彼女の妹であるガブリエールを救ったことを境に、親しくなる。
ボーバトン卒業後は、英語の学習を兼ねてグリンゴッツ魔法銀行に就職し、同僚となったビル・ウィーズリーと交際するようになる。彼女の話す英語はフランス語訛りで、ビルと交際を始めてからはビルが英語の個人教授をする。
第6巻冒頭（1996年夏）までにビルと婚約し、ウィーズリー家に住むようになるが、モリーやジニー、ハーマイオニーら女性陣に煙たがられ、とくにジニーには「ヌラー」（粘液質）呼ばわりされる。第6巻終盤、ビルが人狼であるフェンリール・グレイバックに噛まれ、顔面に傷を負うが、「私だけで二人分美しい」「傷痕は夫が勇敢だという証」と発言。ビルへの変わらぬ愛を示したことで、モリーにも認められるようになる。
第7巻では、七人のポッター作戦に参加する。それからビルと隠れ穴で結婚式を挙げ、「貝殻の家」と呼ばれる海沿いの家に移り住む。終盤でのホグワーツ最終決戦にも、ビルとともに参戦する。その後、ビクトワール、ドミニク、ルイの3子を設ける。第7巻では、性格がモリーに似てきているとハリーに評される。
映画版は『炎のゴブレット』、『死の秘宝』2部作に登場。原作に比べ出番はかなり少ない。原作のようなナルシストではなく、女性陣に嫌われる描写もない。
ガブリエル・デラクール
演 - アンジェリカ・マンディ（映画版）
フラーの妹。第4巻の時点では8歳。ボーバトンの一員としてホグワーツを訪れ、三大魔法学校対校試合の第2の課題で人質になるが、ハリーによって救助される。そのことでハリーに好意を持ったような様子を見せ、第7巻前半で、姉の結婚式に出席するために隠れ穴に来訪してハリーに再会した際、頬を赤らめる。

## ジャーナリスト
リータ・スキーター
演 - ミランダ・リチャードソン（映画版）
日本語吹き替え - 勝生真沙子（映画版）
フリーライター。中傷記事を書くのが得意。金髪で、いつも爪を赤く塗り、宝石をちりばめた眼鏡をかけ、自動速記羽ペンQQQを所有する。日本語版では「 - ざんす」という語尾が特徴。取材相手以外には高圧的な口調で話し、ハーマイオニーを「馬鹿な小娘」、ビル・ウィーズリーを「長髪のアホ」呼ばわりする。執筆する記事の多くは、断片的な事実を興味本位で繋ぎ合わせたうえにでっち上げを付け加え、真実を歪曲したものである。またリータは無登録の動物もどき（コガネムシ）であり、これを活かした盗聴によって情報を集める。
第4巻では三大魔法学校対抗試合を取材するためにホグワーツを訪れ、その過程でハリーやハグリッド、ハーマイオニーに関する記事を執筆して3人の名誉を傷つけるが、終盤ではハーマイオニーに無登録の動物もどきであることを見破られ、1年のあいだ記事の執筆を禁じられる。第5巻では、協力しないと無登録の動物もどきであることを魔法省に通報するとハーマイオニーに脅され、ヴォルデモートの復活に関するハリーへのインタビュー記事を無償で書かされる。その記事はルーナ・ラブグッドを通じて「ザ・クィブラー」3月号に掲載され、数か月のあと「日刊予言者新聞」にも掲載される。
第7巻では、アルバス・ダンブルドアが語らなかった過去を暴きだした中傷記事を「日刊予言者新聞」に掲載、さらにそれを自身の著書「アルバス・ダンブルドアの真っ白な人生と真っ赤な嘘」として出版する。のちの作者ローリングへのインタビューでは、第7巻の終了後も執筆活動を続けているとされた。
映画版は第4作『炎のゴブレット』と第7作『死の秘宝 PART1』に登場。こちらでは「日刊予言者新聞」の記者という設定。原作と同じく人の話を聞かない性格だが、映画版では暴言を吐かず、露骨な悪意を出すことはない。
ゼノフィリウス・ラブグッド
演 - リス・エヴァンス（映画版）
日本語吹き替え - 佐々木睦（映画版）
ルーナ・ラブグッドの父で、雑誌「ザ・クィブラー」編集長。幻の魔法生物や、根拠のない噂話を信じており、クィブラーに掲載している。死の秘宝の存在を確信しており、死の秘宝の印をつけてフラーとビルの結婚式に出席する。同席していたビクトール・クラムは、自分の祖父を殺したゲラート・グリンデルバルドもその印を着けていたため、ゼノフィリウスをグリンデルバルドの仲間だと思い、論戦を吹っかける。
「ザ・クィブラー」でハリー擁護の論陣を張っていたため死喰い人に目を付けられ、ルーナを人質にとられる。娘を取り戻すため、ハリーを死喰い人に引き渡そうとするが失敗し、アズカバンへ投獄される。その後はアズカバンを出所して「ザ・クィブラー」の編集を続ける。
映画版は『死の秘宝 PART1』に登場。

## その他
オーガスタ・ロングボトム
ネビル・ロングボトムの祖母で、「間違いなく純血の血筋」とされる「聖28一族」のひとつ、ロングボトム家の出身。かつての闇払いだったフランク・ロングボトムの母。
身内・他人を問わず厳格かつ徹底した能力主義で、学力や魔法の優秀さを第一に求めており、ハリーやハーマイオニーを高く評価する一方で、孫のネビルに対しては長らく「一族の恥」と叱っていた。しかし、決して愛情が無い訳では無く、第5巻以降のネビルの著しい成長ぶりに対しても正当に評価し、第7巻では「一族の誇り」とネビルを称える。歳を重ねてなお戦闘能力も高く、第7巻ではネビルの抵抗活動を辞めさせるために闇の陣営から送り込まれたダンブルドアが一流と認める実力者の闇祓いドーリッシュを返り討ちにし、聖マンゴ病院に長期入院するほどのダメージを負わせる。第7巻終盤のホグワーツの戦いにも参加する。
ニコラス・フラメル
演 - ブロンティス・ホドロフスキー（映画『ファンタスティック・ビースト』）
日本語吹き替え - 岩崎ひろし（映画『ファンタスティック・ビースト』）
錬金術で賢者の石を作った人物で、ボーバトン魔法アカデミー出身。妻のペレネレとともにデボン州に居住するオペラ愛好家で、第1巻の時点では665歳。第1巻終盤でハリーがクィレルを倒した後には、ダンブルドアと協議の上で賢者の石を破壊する。
過去を描いた『ファンタスティック・ビーストと黒い魔法使いの誕生』では、ダンブルドアの頼みでクリーデンスを探しにパリにやって来たニュートとジェイコブに自宅を宿として提供する。その後、グリンデルバルドが放った炎の魔法がパリを焼き尽くすのを防ぐために、ニュートたちとともに結界を張って被害の拡大を防ぐ。
スタン・シャンパイク
演 - リー・イングルビー（映画版）
日本語吹き替え - 岸尾だいすけ（映画版）
「夜の騎士バス」の車掌。ロンドン下町訛り（日本語版では江戸っ子訛り）の口調で話す。悪人ではないがお調子者でマグルに対して良い印象を抱いていない。4巻ではクィディッチ・ワールドカップの会場で、男を誘惑する魔法生物ヴィーラに対し「自分は次の魔法大臣になる」と宣言する。第6巻では自分が死喰い人であると嘘をつき、それが原因でアズカバンに収容され、無実の罪で収監中となる。第7巻では、ふたたび起こった集団脱走により脱走。死喰い人に服従の呪文をかけられ、ハリーを襲うが武装解除される。その後の消息は描かれていない。
映画版は、第3作『アズカバンの囚人』にのみ登場。
名前は「スタンリー」とされる資料もある。
アーニー・プラング
分厚い眼鏡を掛けた年配の魔法使いで、「夜の騎士バス」の運転手。スタンには「アーン」と呼ばれる。
映画版は、『アズカバンの囚人』に登場。
フランク・ブライス
演 - エリック・サイクス（映画版）
日本語吹き替え - 佐々木勝彦（映画版）
リドルの館に勤める庭番。頑固で短慮だが勇敢な人物であり、殺人者（ヴォルデモート）に対しても果敢な態度を崩さない。1943年にリドル一家がヴォルデモートに殺害されたとき、鍵を持っていたのがフランクだけだったので殺人容疑で逮捕されるも、あまりに不自然な死だったために釈放された。その後、77歳の誕生日を迎えようとしていたころ、リドルの館に滞在していたヴォルデモートとピーター・ペティグリューの密談（映画版ではバーテミウス・クラウチ・ジュニアも参加）を聞いたため、ヴォルデモートに「死の呪い」で殺害される。
第4巻の終盤にポッター夫婦（ジェームズ・ポッターとリリー・ポッター）やバーサ・ジョーキンズ、セドリック・ディゴリーとともに霊として現れ、墓場でヴォルデモートと対峙するハリーを後押しする。
ヴァルブルガ・ブラック
シリウスの母。ブラック家に肖像画として残っている。肖像画では、涎を垂らし、白目を剥き、黄ばんだ顔の皮膚が引きつっている。名前の由来は、聖女ヴァルブルガおよびそれに由来する小惑星から。家訓に忠実な次男レギュラスを可愛がる一方、家訓に忠実でない長男シリウスとの関係は悪く、シリウスが家出したあと、息子を家系図から抹消したのも彼女である。シリウスはそんな母に批判的で、皮肉をこめて「お優しい母上様」と呼ぶ。
マグルの首相
イギリスのマグル界における首相。就任したとき、当時の魔法大臣だったファッジやスクリムジョールに魔法界のことをいろいろ知らされる。第7巻では、秘書官に就いたキングズリー・シャックルボルトの警護を受ける。
ミュリエル・プルウェット
演 - マテロック・ギブス（映画版）
日本語吹き替え - 沢田敏子（映画版）
ロンの母方の大叔母で、「間違いなく純血の血筋」とされる「聖28一族」のひとつ、プルウェット家の出身。第7巻の時点で107歳。同巻でビルの結婚式に参加し、エルファイアス・ドージとダンブルドア一家の過去について口論する。ウィーズリー兄妹のなかではビルを可愛がっており、新婦のフラー・デラクールに所蔵のティアラを貸す。
メアリー・カターモール
演 - ケイト・フリートウッド（映画版）
魔法ビル管理部に勤務するレジナルド・カターモールの妻。第7巻では「マグル生まれ」であったため魔法省の尋問を受けるが、潜入していたハリーたち3人によって運よく助けられ、夫や家族のもとへ帰る。
マイキュー・グレゴロビッチ
演 - ラデ・シェルベッジア（映画版）
日本語吹き替え - 外谷勝由（映画版）
ブルガリアの杖職人で、ビクトール・クラムの杖は彼が制作した。優れた職人だが、オリバンダーは製法に少し気に入らない部分があったようすである。かつて若き日のグリンデルバルドに、所有していた「ニワトコの杖」を奪われた。最期は、第7巻でニワトコの杖を求めたヴォルデモートに殺される。
映画版は、第7作『死の秘宝 PART1』に登場。
バチルダ・バグショット
演 - ヘイゼル・ダグラス（映画版）
ゲラート・グリンデルバルドの大叔母で、ゴドリックの谷に住んでいた魔法史家。「魔法史」の著者。さまざまな人脈を持つ。第7巻前半でハリーとハーマイオニーのまえに登場するが、正体は彼女に化けたナギニで、ハリーたちを襲撃する。バチルダ本人は、ハリーたちが訪問する前に、闇の魔術によって殺害されている。

## 魔法生物
ドビー
マルフォイ家に仕える屋敷しもべ妖精。ハリーとの出会いをきっかけに自由の身となる。

クリーチャー
ブラック家に仕える屋敷しもべ妖精。

ナギニ
ヴォルデモートに飼われている蛇。分霊箱のひとつでもある。
ヘドウィグ
　ハリー・ポッターの飼っている白フクロウ。

## 過去の人物
物語の開始時点で故人であるか、存命だが直接登場せず、過去の行跡のみが語られる人物。

### ホグワーツの元校長
アーマンド・ディペット
演 - アルフレッド・バーク
ダンブルドアの前任の校長であり、1925年から1960年代にかけて校長を務めた。在職中の1942年から1943年にかけて「秘密の部屋」が開かれる事件が発生したが、この事件の黒幕であり、自身が一番気に入っていた生徒でもあったトム・リドルに対し「もしこのまま攻撃が続くようであれば、ホグワーツを閉校にせざるを得ないだろう」と語り、この発言を受けたリドルは同級生であったルビウス・ハグリッドに自身の罪を着せ、みずからもホグワーツへの攻撃を終結させた。リドルの発言を疑わなかったディペットは、ハグリッドに退学処分を言い渡した。リドルの卒業後、闇の魔術に対する防衛術の教授職への就任を打診してきた際は、ダンブルドアの助言によって彼を採用しなかった。また、毎年クリスマスに行っていた演劇をケトルバーンが用意した魔法生物が引き起こした火災で多くの負傷者を出したことから禁止させている。その後はダンブルドアに校長職を譲り、1992年に死去した。
映画版では第2作『秘密の部屋』に登場。
フィニアス・ナイジェラス・ブラック
声 - サイモン・ペッグ（ゲーム『レガシー』）
日本語吹き替え - 堀総士郎（ゲーム『レガシー』）
ディペットの前任の校長。1847-1925。ブラック家の一員で、シリウス・ブラックの高祖父。尖った山羊ひげが特徴。甲高く不快な声で喋る。ホグワーツ在学中の出身寮であるスリザリンを特別視し、「穢れた血」といったマグル生まれを蔑視する言葉を平然と使うといった、行き過ぎた純血主義の傾向はあるが、グリフィンドール寮出身のダンブルドアを「彼は粋だ」と擁護したこともある。のちに母校の校長に就任したが、前述の差別主義に加え、子供を「真理を理解しようとしない未熟な存在」として嫌っていたため、ホグワーツ歴代校長の中でも特に人望がなかった。
ホグワーツ城の校長室とブラック邸に肖像画がある。ホグワーツの肖像画はどこかほかに掛かっている自分の肖像画とを自由に移動できることから、ダンブルドアはブラック邸に伝達をするためにたびたびフィニアスを利用する。また第7巻ではスネイプの校長就任を受け、ハーマイオニーがブラック邸にいる自分たちの動向を探られないように、肖像画を外して自身のビーズバッグに入れて持ち歩く。
玄孫のシリウスには嫌われており、フィニアスも純血主義の家風に反してウィーズリー家やハーマイオニーをブラック邸に招き入れたシリウスを「ろくでもない曾々孫」と呼ぶ。しかし、第5巻終盤では校長室でシリウスが死んだと聞かされたときは衝撃を受け、即座にブラック邸に移動してシリウスを探す。
ゲーム『ホグワーツ・レガシー』では校長時代のフィニアスが登場。仕事には全く向いていない怠け者で、できる限り働かず、生徒の目に触れないようにすることを目標としており、生徒から教師、ゴーストや肖像画を含むあらゆる存在から嫌われている様子が描写されている。

### ホグワーツの元教師
ガラテア・メリィソート
アーマンド・ディペットが校長であったころの闇の魔術に対する防衛術の教授であり、同教科を約50年のあいだ教えていた。彼の退職後にトム・マールヴォロ・リドルが同教科の担当に志願したものの採用は見送られ、以来ヴォルデモートが死亡するまでのあいだ、呪いによりこの教科を2年以上担当した教師は存在しない。
ハーバート・ビーリー
アーマンド・ディペットが校長であった頃の薬草学の教授であり、スプラウトの前任の教授で、熱心なアマチュア演出家でもあった。退職後は魔法演劇アカデミー（W.A.D.A.）で演劇を教えていた。後年にはクリスマスのパーティの出し物として、寓話の豊かな幸運の泉をモチーフにした劇を提案し演出も行なった。しかしこの時、ケトルバーンの失態により火災と劇の役者同士による決闘が起こり、以降この作品を劇でやることはなかったという。

### ホグワーツの創設者たち
ゴドリック・グリフィンドール
「西の荒野」からホグワーツに移住し、ほかの3人とともにホグワーツを創設した。その出身地は、のちに彼の名前をとってゴドリックの谷と名付けられた。また、ゴドリックが遺したグリフィンドールの剣は、物語の中でハリーたちの助けとなる。蛙チョコレートのカードにもなっている。
寮の信条や組分け帽子の歌にもあるように、勇猛果敢で騎士のような人物と思われる。創設者のなかでもとくにスリザリンとは断琴の交わりを結んでいたが、マグルのホグワーツ入学を支持し、マグルに対してある程度理解を示していた彼とマグルを厭う純血主義のスリザリンは次第に考えが合わなくなり、一転して不和となる。
ヘルガ・ハッフルパフ
ウェールズからホグワーツに移住し、ほかの3人とともにホグワーツを創設した。寮の信条や組分け帽子の歌にもあるように、包容力があり、心優しく温厚な性格と思われる。他の創立者たちが、「勇気｣「知性｣「野心｣などそれぞれの信念を基準に生徒を選んだのに対し、ヘルガは「忠実｣や「勤勉｣、「忍耐｣、「寛容｣を基準とし、かつそうでないものであっても平等に受け入れた。またホグワーツ創設の際には彼女の広い人脈が役だったとされている。料理上手でもあったらしく、ホグワーツで宴などに出される食事のレシピの多くを発明していた。子孫はヘプジバ・スミス。
ロウェナ・レイブンクロー
スコットランドからホグワーツに移住し、ほかの3人とともにホグワーツを創設した。寮の信条や組分け帽子の歌にもあるように、怜悧な頭脳を誇ると思われる。また素晴らしい創造性の持ち主で、大階段を始めとする学校内の設備はすべて彼女の手製だという。グリフィンドールとスリザリンの諍いが原因で病気がちになり、娘・ヘレナに宝の髪飾りを盗まれた不幸も重なって、若くして生涯を終えた。なお、ヘレナは「灰色のレディ」としてレイブンクロー寮憑きのゴーストになっている。
サラザール・スリザリン
「東の湿原」からホグワーツに移住し、ほかの3人とともにホグワーツを創設した。寮の信条や組分け帽子の歌にもあるように、野心に溢れ狡猾さを備えた性格と思われる。また蛇語が堪能だった。マグルに対する差別意識が酷く、このことが彼と他の創設者たちとの不和の一因となった。組分け帽子の歌によればグリフィンドールとの諍いは凄まじく、決闘もしたようだが、もとは断琴の交わりを結んだ仲だった。やがてサラザールはホグワーツ城から去るが、去る前に「この学校で教えを受けるに相応しからざる者（＝マグル生まれ）」を追放するために「秘密の部屋」を設け、中にバジリスクを棲まわせたとされる。名前はポルトガルの実在の人物で大学教授から独裁者となったアントニオ・サラザールに由来する。

### ヴォルデモートの血縁者
マールヴォロ・ゴーント
モーフィンとメローピーの父親で、ヴォルデモートの祖父。藪のようにみすぼらしい短めの白髪頭としわだらけの顔、体は釣り合いが取れておらず猿めいており、背に対して広すぎる肩と長すぎる腕を持つ。リトル・ハングルトンの反対の谷にある荒小屋に住んでいた。パーセルマウスであり、純血主義者でもある。
ウィゼンガモット法廷への召喚状を届けに来た魔法省の役人から息子を守るために暴力を振るい、6か月間アズカバンに収監される。出所後、自宅に戻ると娘は手紙を残したまま失踪しており、このショックとアズカバン収監による衰えから、息子の出所を待たずに1927年ごろに死亡する。
マールヴォロは蘇りの石が埋め込まれた指輪を持っており、自身をペベレル家の子孫であると主張していた。この指輪は、後に孫のヴォルデモートによって分霊箱にされる。なお、孫トム・マールヴォロ・リドル（ヴォルデモート）のミドルネームは彼の名前を取っている。
モーフィン・ゴーント
マールヴォロの息子でメローピーの兄、ヴォルデモートの伯父。髪は埃塗れで目は小さく外斜視であり、歯が数本欠けているという不気味な風貌の男。パーセルマウスであるが、作中でパーセルタング以外での会話はなく、父もわざわざ彼にはパーセルタングで話すことから、英語は話せないようである。
トム・リドル・シニアを魔法で蕁麻疹にした罪で逮捕され、マグルを魔法で襲った前科があったことから3年間アズカバンに収監された。そのあいだに父マールヴォロが死亡。出所後の1943年8月ごろ、ヴォルデモートの来訪を受けるが、杖とマールヴォロの指輪を奪われ、挙句に記憶を改竄されてリドル一家殺害の濡れ衣を着せられ、アズカバンに収監される。
再度収監されたアズカバンでは、指輪を失ったことだけを気にする。その後、獄中で死亡する。死の直前にアルバス・ダンブルドアとの面会で記憶を提供し、ダンブルドアは彼が無実であると推測するも、釈放は間に合わなかった。
メローピー・ゴーント
マールヴォロの娘でモーフィンの妹。ヴォルデモートの母親で、名前はギリシア神話に登場するメロペーに由来する。髪に光沢はなく、目は外斜視。顔は青白く、ぼってりとしているなど、その外見は美人とは言いがたい。加えて、父や兄から虐待を受けながら育ったため、表情が打ちひしがれている。
近隣のリトル・ハングルトンに住むマグルのトム・リドルに恋をするが、純血主義のモーフィンは妹の恋に反対し、トムに危害を加える。これが原因で父と兄がアズカバンに投獄され、生まれて初めて家族から解放されたメローピーは、「愛の妙薬」を使ってトムと駆け落ちし、子供を身篭った。
しかしその数か月後、トムは妊娠中の彼女を捨ててリトル・ハングルトンへ帰郷し、夫を失ったショックから魔法を使えなくなり、収入源でもあったトムが去ったことで生活が困窮する。そのため先祖伝来のスリザリンのロケットを手放したが、生活が好転することはなかった。そして1926年12月31日、マグルの孤児院に飛び込んで男の子を出産し、トム・マールヴォロ・リドルと名付けたあと、約1時間後に死亡する。
トム・リドル・シニア
ヴォルデモートの父。マグルの家の生まれで、ハンサムだが傲慢で礼儀知らずだったため、両親ともども村人に嫌われていた。当時セシリアというマグルの女性と婚約していたが、近隣のゴーント家に住むメローピー・ゴーントに「愛の妙薬」を飲まされたことで、彼女と駆け落ちする。その後は2人でロンドンで暮らしていたが、やがて懐妊した彼女を棄て両親のもとに帰る。
帰郷後は棄てた妻子の行方を探そうともしなかったが、後に成長しリドル家にやって来た息子のヴォルデモートによって両親とともに殺害され、教会墓地に葬られた。このとき、ヴォルデモートは彼を生贄として「マールヴォロ・ゴーントの指輪」を分霊箱にし、第4巻では自身の肉体を復活させる際の材料として、その遺骨を使用する。

### ヴォルデモートの関係者
ミセス・コール
ロンドンのウール孤児院の院長。酒に強くジンが好みで、かなり鋭い人物。かつてメローピー・ゴーントに出産直後のヴォルデモートを預けられ、以来孤児となったリドルを11歳のときまで育てていた。
ヘプジバ・スミス
ヘルガ・ハッフルパフの末裔である資産家で、魔法具の収集家。でっぷりとしており、赤毛の鬘にけばけばしいピンク色のローブを纏っている。由緒正しい骨董品を収集しており、ボージン・アンド・バークスで働いていたトム・マールヴォロ・リドルに、ハッフルパフのカップとスリザリンのロケットを見せたその2日後に、突如死亡した。
彼女の死については、彼女に仕えていた屋敷しもべ妖精のホキーが誤って夜食用のココアに猛毒を入れたということで処理されたが、ハッフルパフのカップとスリザリンのロケットはどこを探しても見つからなかった。このことからハリー・ポッターやアルバス・ダンブルドアは、リドルが彼女を殺してカップとロケットを強奪し、魔法を使ってホキーの記憶を改竄し、罪を着せたのではないかと推測する。ヴォルデモートは彼女の殺害を、ハッフルパフのカップを分霊箱にするための生贄として利用する。
映画版には未登場。

### ダンブルドア家
アルバス・ダンブルドア、アバーフォース・ダンブルドアの家族。ある事件を皮切りに不幸に見舞われる。
アリアナ・ダンブルドア
演 - ヒービー・ベアードサル（映画版）
アルバスとアバーフォースの妹。心優しい少女だったが、6歳のころに魔法を使っているところをマグルの少年たちに見られ、暴行を受ける。それが原因で精神的に不安定となり、自分を抑えきれなくなると感情が爆発し、魔力が暴走する「発作」を起こすようになった。それを隠すため、一家はゴドリックの谷に引っ越し、アリアナは軟禁状態に置かれた。
14歳のころアバーフォースが留守のあいだに「発作」を起こした彼女を静めることができず、母のケンドラが死亡。残されたアルバスとアバーフォースはどちらがアリアナを世話するかで争ったが、結局はアルバスが妹を世話することになった。
しかし数週間後にグリンデルバルドがゴドリックの谷に訪れたことで、アルバスはグリンデルバルドと行動をともにするようになる。その後、グリンデルバルドとアルバス、アバーフォースのあいだで暴力による争いが起こり、この最中に「発作」を起こしたアリアナは、誰かが放った呪いによって命を奪われる。3人が気づいたときには、彼女は息絶えていた。
映画『ファンタスティック・ビーストとダンブルドアの秘密』では、「発作」の正体はオブスキュラスとされている。
パーシバル・ダンブルドア
アルバスの父。娘のアリアナに暴行したマグルの少年に報復を行なったことで、アズカバンに収容された後に獄死した。
ケンドラ・ダンブルドア
アルバスの母。アルバスがホグワーツを卒業した直後、アリアナの発作による事故で死亡した。
アウレリウス・ダンブルドア
後述。

### ペベレル家の三兄弟
遠い昔の、何世紀にも前に姓名が絶えた純血の家系・ペベレル家の三兄弟。「吟遊詩人ビードルの物語」に登場する三兄弟はこの家の三兄弟がモデルである。
アンチオク・ペベレル
三兄弟の長男。強力な杖（ニワトコの杖）を手に入れたために、力に飢えて杖を求めた人間に殺害された。
カドマス・ペベレル
三兄弟の次男。蘇りの石を手に入れたために死者への執着を断てなくなり、かつて「妻にと望んだ女性」と添い遂げるために自殺した。この時点で誰かと結婚しており、残された子供はゴーント家の先祖となった。
イグノタス・ペベレル
三兄弟の三男。透明マントを手に入れ、死に際にそれを息子に譲った。物語どおり生前の時点で誰かと結婚しており、残された子供はポッター家の先祖となった。ゴドリックの谷の墓地には、彼の墓がある。

### 本の著者
ニュート・スキャマンダー / ニュートン・アルテミス・フィド・スキャマンダー
「幻の動物とその生息地」の著者。

ケニルワージー・ウィスプ
「クィディッチ今昔」、「奇跡のウィグタウン・ワンダラーズ」、「飛ぶときゃ飛ばすぜ（「危険な野郎」ダイ・ルウェリンの伝記）」、「ブラッジャーをぶっ飛ばせ-クィディッチの防衛戦略研究」の著者。クィディッチの専門家で熱狂的ファン。ノッティンガムシャーの自宅と、ウィグタウン・ワンダラーズの毎週変わる遠征先とのあいだを行き来している。趣味はバックギャモン、ベジタリアン料理研究、クラシック箒の収集。
カッサンドラ・トレローニー
占い学の教科書「未来の霧を晴らす」の著者。シビル・トレローニーの曾祖母で、偉大な予言者とうたわれていた。旧姓はバブラッキー。
カンケンタラス・ノット
「間違いなく純血の血筋」である28の純血の名家・「聖28一族」を認定した「純血一族一覧」という本の著者とされている人物（この本は匿名で執筆された）。彼自身も、自身が制定した「聖28一族」のひとつ、ノット家の出身の人物。
ビードル
15世紀の魔法使いで、「吟遊詩人ビードルの物語」の作者。詳しい生涯は不明であるが、ヨークシャー生まれで、豊かなあごひげを蓄えていたとされる。

## 第7巻終章・『呪いの子』の登場人物
19年後を描いた第7巻のエピローグや作者ローリングによる後日談、19年後以降を描いた『ハリー・ポッターと呪いの子』の登場人物。
ジェームズ・シリウス・ポッター
演 - ウィリアム・ジューン（映画版） / トム・ミリガン（舞台『呪いの子』ロンドン公演）
ハリーとジニーの長男。ハリーの父ジェームズ・ポッターと、ハリーの後見人シリウス・ブラックのファーストネームから名付けられている。性格も学生時代の2人に近く、加えて伯父のロン同様の鈍感さも持ち合わせている。ホグワーツでは、グリフィンドール寮に所属。
アルバス・セブルス・ポッター
演 - アーサー・ボーエン（映画版） / サム・クレメット（舞台『呪いの子』ロンドン公演）
ハリーとジニーの次男。ハリーの恩師で母校の校長でもあったアルバス・ダンブルドアとセブルス・スネイプのファーストネームから名付けられている。ホグワーツ入学以前のハリー同様、自分に自信がない描写があり、スリザリン寮に入ることに不安を感じるが、父であるハリーから組分け帽子が生徒の希望を考慮することを聞いて安心し、ホグワーツ特急に乗り込む。ハリーの子供たちのなかでは唯一祖母リリーと父ハリーの緑色の目を受け継いでおり、3人の子供のなかではもっともリリーとハリーに似ている。
『呪いの子』では、スリザリン寮に所属することになる。父親の名声から、先入観と期待の目で見られていることで、自信を喪失しており、世界を変えたいと願う。父親と犬猿の仲であったドラコ・マルフォイの息子、スコーピウス・ヒュペリオン・マルフォイと親友になる。
リリー・ルーナ・ポッター
演 - ダフネ・デ・ベイステギ（映画版） / ゾーイ・ブラフ、クリスティーナ・フレイ、クリスティアナ・ハッチングス（舞台『呪いの子』ロンドン公演）
ハリーとジニーの長女。ハリーの母であるリリー・ポッターと、ジニーの親友のルーナ・ラブグッドのファーストネームから名付けられている。ホグワーツではグリフィンドール寮に所属。
ローズ・ウィーズリー / ローズ・グレンジャー＝ウィーズリー
演 - ヘレナ・バーロウ（映画版） / シェレル・スキート（舞台『呪いの子』ロンドン公演）
ロンとハーマイオニーの長女。アルバス・セブルス・ポッターやスコーピウス・マルフォイとは同学年。母譲りで聡明らしい。終章に登場し、両親やハリーとジニーに見送られながら、ホグワーツ特急に乗り込む。ホグワーツでは、グリフィンドール寮に所属。『呪いの子』では、スコーピウスにアプローチをかけられる。運動神経はよく、2年次でクィディッチのチェイサーに選ばれる。
ヒューゴ・ウィーズリー / ヒューゴ・グレンジャー＝ウィーズリー
演 - ライアン・ターナー（映画版）
ロンとハーマイオニーの長男。終章に登場。キングス・クロス駅での見送りでは、父のロンにしがみつく。
スコーピウス・マルフォイ / スコーピウス・ヒュペリオン・マルフォイ
演 - バーティ・ギルバート（映画版） / アンソニー・ボイル（舞台『呪いの子』ロンドン公演）
ドラコとアステリアの一人息子。外見はドラコと瓜ふたつだが、その性格は学生時代のドラコとはほぼ正反対である。終章に登場。両親に見送られながら、ホグワーツ特急に乗り込む。『呪いの子』では、スリザリン寮に所属し、父親と犬猿の仲であったハリーの息子、アルバス・セブルス・ポッターと唯一無二の親友となる。魔法史に明るい。ヴォルデモートの子であるという噂をかけられ、中傷を浴びせられる。
テディ・リーマス・ルーピン / エドワード・リーマス・ルーピン
演 - ルーク・ニューベリー（映画版カットシーン）
リーマス・ルーピンとニンファドーラ・トンクスの息子。本名はエドワード。ファーストネームは、母方の祖父テッド・トンクスから（テッドはエドワードの愛称）、ミドルネームは父から取られた。
父リーマスは、テディが狼人間としての特徴を受け継ぐことを何よりも恐れていたが、母ニンファドーラの「七変化」（外見を自由自在に変えられる能力）だけを受け継いだ。両親と同じく学業は優秀で、ハッフルパフ寮の首席に選ばれる。
ホグワーツの戦いの終了後は、両親が戦いで死亡したため、母方の祖母アンドロメダ・トンクスに引き取られ、養育された。また、両親の友人であった不死鳥の騎士団のメンバーの家に滞在することも多く、同じく孤児だった後見人のハリーや、祖母に育てられたネビルとは異なり、多くの人々に囲まれて育った。
成長後はホグワーツに入学し、母と同じくハッフルパフ寮に組分けされる。6年生の時点では、リータ・スキーターの記事によれば、青い髪のひょろりとした青年に成長しており、ビルとフラーの長女のビクトワール・ウィーズリーとキスをしていたと書かれている。
終章にも登場し、キングス・クロス駅の9と4分の3番線ホームにビクトワールを見送りに来るが、その際にもビクトワールとキスをしている姿がハリーの長男ジェームズに目撃される。このとき、テディの後見人であるハリーは「テディは今でも週に4度はうちに夕食を食べにくる」と発言する。
デルフィーニ（デルフィーニ・ディゴリー）
演 - エスター・スミス（舞台『呪いの子』ロンドン公演）
エイモス・ディゴリーの姪を名乗り、アルバスやスコーピウスと行動をともにする人物。その正体はヴォルデモートとベラトリックス・レストレンジの娘。その出自のために魔法界では存在を伏せられていてホグワーツに通うことはなかったが、ベラトリックスの夫で、育ての親であるロドルファス・レストレンジによって闇の魔術を教え込まれた。逆転時計を使って歴史を変え、ヴォルデモートを復活させようともくろむ。
そして、ジェームズ・ポッターとリリー・ポッターが死亡する前日の1981年10月30日のゴドリックの谷にアルバス・セブルス・ポッターとスコーピウス・マルフォイと一緒に逆転時計で時間遡行し、逆転時計を破壊してアルバスとスコーピウスを現代に帰還できなくして、翌日の10月31日に父のヴォルデモートが失墜するのを防ぐためにゴドリックの谷で待ち伏せする。しかし、本物のヴォルデモートが現れる前に現代から時間遡行したハーマイオニーたちの助けでヴォルデモートに変身し姿を見せた現代のハリーを父だと思って姿を現し、自身の出生を告げてヴォルデモートの失墜を防ごうとするが、目の前のヴォルデモートが偽物だと気づいて攻撃し、ハリーと駆け付けたハーマイオニーたちによって拘束される。そして、自身の本当の願いは父に会って話がしたかったことだと白状するが、その願いは叶わず現代に連れ戻され、スリザリン寮生のクレイグ・バウカーJr.（Craig Bowker Jr.）を殺害した罪によりアズカバンに投獄される。

## 『ファンタスティック・ビースト』シリーズの登場人物
ニュート・スキャマンダー / ニュートン・アルテミス・フィド・スキャマンダー
演 - エディ・レッドメイン、ヨシュア・シア（学生時代）
日本語吹き替え - 宮野真守
主人公。イギリスの魔法生物学者。トランクのなかには多数の魔法動物が暮らしている。ホグワーツ生時代に、故意ではないものの過失で魔法動物で人間の命を危機にさらした罪で一度追放され、ダンブルドアの計らいで復帰し、のちに魔法省に入った経緯を持つ。

### アメリカ
ティナ・ゴールドスタイン / ポーペンティナ・エスター・ゴールドスタイン
演 - キャサリン・ウォーターストン
日本語吹き替え - 伊藤静
アメリカ合衆国魔法議会（MACUSA）勤務の魔女。1901年8月19日生まれ、半純血。イルヴァーモーニー魔法魔術学校に入学し、サンダーバード寮に組分けされた。
かつては闇祓いだったが、1926年においてはある事情から降格され、魔法の杖認可局職員となっている。その後、事件解決への貢献が評価され、もとの調査部に戻る。『ファンタスティック・ビーストと黒い魔法使いの誕生』では闇祓いに復帰しており、雑誌に掲載されたニュートとリタ・レストレンジが婚約したという誤った記事を見てショックを受けたと妹のクイニーが語る。そして、クリーデンス・ベアボーンを追ってパリへ赴くがユスフ・カーマに幽閉され、救出に来たニュートに対して再会当初は冷たい態度をとるが、のちに誤解は解けて和解する。しかし、墓地の地下会場でクリーデンスとクイニーがグリンデルバルドの陣営に行き、離れ離れになる。
『ファンタスティック・ビーストとダンブルドアの秘密』ではアメリカ魔法省の闇祓い局局長に昇進しているが、多忙であったためにダンブルドアのチームには参加できない。しかし、終盤で帰還したクイニーとジェイコブとの結婚式に出席するために、結婚式場であるパン屋「コワルスキーのベーカリー」の前でニュートと再会する。
のちにニュート・スキャマンダーの妻となる。2017年時点でも存命とされ、ニュートとイギリスにて暮らしている模様。
ジェイコブ・コワルスキー
演 - ダン・フォグラー
日本語吹き替え - 間宮康弘
ノー・マジ（非魔法族。イギリスのマグルに相当）の男性。缶詰工場で働くかたわら、自分の手でパン屋を経営する夢を持っている。ある偶然で、ニュートのトランクから逃げ出した魔法動物を捕獲する手伝いをしたことで、魔法界の存在を知る。『魔法使いの旅』のラストには、アメリカ魔法界の掟で忘却術をかけられて魔法に関する記憶を失うが、ニュートに手助けの礼として貰ったトランクの中のオカミーの純銀の卵の殻を担保に、「コワルスキーのベーカリー」という名のパン屋を開いて繁盛する。
『黒い魔法使いの誕生』では、ジェイコブに好意を抱いていたクイニーによって記憶を取り戻すが、魅惑の魔法をかけられて、ティナと喧嘩したクイニーとともにイギリスまで同行する。そして、ニュートによってサージトの呪文で魅惑の魔法を解除されて正気に戻るがクイニーと口論になり、喧嘩別れする。それでもクイニーへの好意が残っていたジェイコブは、クイニーと再会するためにニュートとともにパリに向かい、ニコラス・フラメルの家でクイニーの居場所を知り、共同墓地の地下会場でクイニーと再会する。グリンデルバルドに共感しつつあったクイニーが同行しようとするのを止めようとするが、クイニーはグリンデルバルドのもとへ行き、離れ離れになる。
数年後の『ダンブルドアの秘密』では、クイニーを思ってパン屋「コワルスキーのベーカリー」の仕事が手につかず閉店寸前になっていたが、持ち前の優しさは失っておらず、店の前で絡まれていたユーラリー・ヒックスを助けようと飛び出し、ユーラリーに連れられてクイニーを取り戻すためにダンブルドアのチームに参加する。その際に、アルバスから杖の芯の入っていない杖をお守り代わりに渡される。そして、ドイツ魔法省でクイニーの姿を見て思わずグリンデルバルドに杖を突き付け、ユーラリーの助けで脱出に成功するものの、「殺し屋マグル」として魔法界の新聞に掲載される。終盤のブータンでついにクイニーと再会し、彼女から冷たい態度をとられても変わらぬ愛を告げて和解するが、その直後にグリンデルバルドの部下たちに捕らえられる。そして、グリンデルバルドに磔の呪文をかけられて苦しむが耐え抜き、ヴィセンシア・サントスに磔の呪文を解除されてついにクイニーを取り戻す。そして、自身の経営するパン屋「コワルスキーのベーカリー」でクイニーと結婚式を挙げることになり、ニュートたちに祝福される。
クイニー・ゴールドスタイン
演 - アリソン・スドル
日本語吹き替え - 遠藤綾
1903年1月6日生まれ、半純血の魔女。ティナ・ゴールドスタインの妹である。イルヴァーモーニー魔法魔術学校に入学し、パクワジ寮に組分けされた。
同魔法魔術学校を卒業後は、MACUSA魔法の杖認可局職員として働く。開心術で人の心が読める。
アメリカ魔法界の掟に反し、ノー・マジのジェイコブを愛するようになる。そのために『黒い魔法使いの誕生』では、ジェイコブに魅惑の魔法をかけてイギリスまで駆け落ちし、ニュートがジェイコブを正気に戻したことでジェイコブと口論になって、ジェイコブと別れて姉のティナがいるパリに向かう。しかし、フランス魔法省でティナと再会できず途方に暮れていたところをヴィンダ・ロジエールと出会い、グリンデルバルドに引き合わされてその思想を聞き、心を揺さぶられる。そして、共同墓地の地下会場でジェイコブと再会するがグリンデルバルドに共感し始めていたことで和解することはできず、グリンデルバルドの陣営に身を投じ、ジェイコブを残して地下会場を去っていく。そして、クリーデンスに優しく接するようにグリンデルバルドに助言する。
しかし数年後の『ダンブルドアの秘密』では、クリーデンスの内心を教えろとグリンデルバルドに命令されるなどして、グリンデルバルドに賛同したことを後悔している。そして、終盤のブータンで再会したジェイコブを思って表面上は冷たい態度をとり、ジェイコブから変わらぬ愛を告げられて涙を流すが、その直後にグリンデルバルドの部下たちにジェイコブともども捕らわれる。そして、魔法族の集まる前でグリンデルバルドの目前に引き出されて、グリンデルバルドがジェイコブに磔の呪文をかけて苦しむ姿を見せられて止めてと懇願し、ヴィセンシア・サントスによって磔の呪文が解除されると、ついにジェイコブのもとに帰還する。そして、ジェイコブのパン屋「コワルスキーのベーカリー」でジェイコブと結婚式を挙げる。
パーシバル・グレイブス
演 - コリン・ファレル
日本語吹き替え - 津田健次郎
MACUSA所属の闇祓いで、魔法保安局長官。その正体はゲラート・グリンデルバルドが変身した姿であり、『魔法使いの旅』の終盤でニュートのスペシアリス・レベリオによって変身を解除される。
クリーデンス・ベアボーン
演 - エズラ・ミラー
日本語吹き替え - 武藤正史
メアリー・ルー・ベアボーンの2番目の養子。内向的で精神面も非常に脆く、養母の虐待も甘んじて受け入れている。闇の力「オブスキュラス」を体内に秘めているオブスキュリアル。養母から解放されたあとは、自分が何者なのかという疑問を探すためにナギニの協力を得て、場所を転々とした末にグリンデルバルドに従う。そして、グリンデルバルドから不死鳥の伝説とともに、自分の正体はダンブルドア一族の一人「アウレリウス・ダンブルドア」だと告げられる。
しかし、数年後の『ダンブルドアの秘密』ではオブスキュラスによって余命わずかの状態になっており、自身を手駒扱いするグリンデルバルドに対しても不信感を抱いている。そして、アルバス・ダンブルドアと交戦するが敗北し、その際にアルバスから「グリンデルバルドが語ったアルバスの弟だというのは偽りだが、ダンブルドアであることは確かだ」と告げられる。真相は、アルバスの弟のアバーフォース・ダンブルドアがゴドリックの谷に住んでいた若いころに、同じ谷に住んでいた女性と交際して生まれた息子で、アルバスの甥であることが判明する。そして終盤で、ブータンで遂にグリンデルバルドに反旗を翻し、その策謀を暴くきっかけとなる。そのことでグリンデルバルドに殺されかけるが、伯父のアルバスによって助けられたあとで父親のアバーフォースと出会い、アバーフォースに連れられてブータンから去っていく。
セラフィーナ・ピッカリー
演 - カルメン・イジョゴ
日本語吹き替え - 深見梨加
MACUSA議長。ジョージア州南東部のサバンナ出身。規則を遵守する性格で、『魔法使いの旅』の終盤でニュートたちに協力したノー・マジのジェイコブに対しても忘却術をかけるように告げるが、別れの挨拶をする時間を与える。
ユーラリー・“ラリー”・ヒックス
演 - ジェシカ・ウィリアムズ
日本語吹き替え - きそひろこ
イルヴァーモーニー魔法魔術学校の女性教師で、ティナ・ゴールドスタインとも面識がある。通称はラリー。
『ダンブルドアの秘密』では、苦悩するジェイコブの前に現れて、ジェイコブをダンブルドアのチームへの勧誘に成功する。以降はダンブルドアのチームの一員としてジェイコブと行動をともにして、終盤でのジェイコブとクイニーの結婚式にも出席し、ティナと再会する。
メアリー・ルー・ベアボーン
演 - サマンサ・モートン
日本語吹き替え - 佐々木優子
魔法使いや魔女の根絶を掲げる過激団体「新セーレム救世軍」の代表を務めるノー・マジの女性。養子のクリーデンスを虐待していたが、そのせいで彼に宿るオブスキュラスによって殺害される。
ヘンリー・ショー・シニア
演 - ジョン・ヴォイト
日本語吹き替え - 堀勝之祐
ノー・マジで、アメリカの新聞王。息子ヘンリー・ショーの選挙演説中に襲来したオブスキュラスに、息子を殺される。

### イギリス
アルバス・ダンブルドア
ホグワーツの教授で、ニュートの恩師。

リタ・レストレンジ
演 - ゾーイ・クラヴィッツ、テア・ラム（学生時代）、ルビー・ウールフェンデン（幼少期）
日本語吹き替え - 森なな子
イギリス魔法省の魔法法執行部職員。ホグワーツ生時代はスリザリン寮に属し、当時から変わり者だったニュートと親しい間柄だった。
『ファンタスティック・ビーストと黒い魔法使いの誕生』ではニュートの兄テセウスと婚約しているが、ニュートに対する複雑な感情を見せる。亡くなった弟コーヴァスを巡る騒動に巻き込まれ、パリでグリンデルバルドから仲間になるよう誘われるが、断ってグリンデルバルドを攻撃し、彼の放った炎の魔法で焼き殺される。『ダンブルドアの秘密』では、ニュートのトランクの裏にリタの写真が貼られている。
『ハリー・ポッター』シリーズに登場する死喰い人のロドルファス・レストレンジとラバスタン・レストレンジ兄弟との関係は、明かされていない。
テセウス・スキャマンダー
演 - カラム・ターナー
日本語吹き替え - 江口拓也
ニュートの兄。イギリス魔法省の闇祓い。考え方と性格の相違から、ニュートとの仲は芳しくないが、弟を思う一面も見せる。リタ・レストレンジと婚約するが、任務で赴いたパリの共同墓地の地下会場でリタを目の前でグリンデルバルドに殺され、打倒グリンデルバルドを誓う。
数年後の『ダンブルドアの秘密』ではイギリス魔法省の闇祓い局局長に昇進しており、打倒グリンデルバルドの一念からダンブルドアのチームに参加する。終盤では、アメリカのパン屋「コワルスキーのベーカリー」で行われることになったジェイコブとクイニーの結婚式にも出席する。
バンティ・ブロードエーカー
演 - ヴィクトリア・イェイツ
日本語吹き替え - 新谷真弓
ニュートの自宅で飼われている魔法動物たちの世話をしている女性で、ニュートを慕っている。『黒い魔法使いの誕生』から登場し、パリに旅立つニュートに代わって留守番と魔法動物たちの世話を任される。
『ダンブルドアの秘密』では、ニュートの頼みでダンブルドアのチームに参加しており、ニュートのトランクと外見が同じものを半ダース注文し、終盤のブータンでは変装して麒麟の子供が入っている本物のニュートのトランクをニュートに届けるといった、重要な役割を果たす。
トーキル・トラバース
演 - デレク・リデル
日本語吹き替え - 根本泰彦
イギリス魔法省の魔法法執行部の部長。厳格な性格で、ダンブルドアを嫌っている。『黒い魔法使いの誕生』で、ニュートの出国禁止令を解除するかの審議を行い、その後ホグワーツ城をテセウスたちを連れて授業中に訪問しダンブルドアにグリンデルバルドと戦うよう告げるが、「血の誓い」によって互いに争うことができないダンブルドアが断ると、ダンブルドアの両手首に魔法の錠をかけて「闇の魔術に対する防衛術」の授業の禁止と、ダンブルドアが魔法を使用しようとしたら自身が感知できるようにする。
『ハリー・ポッター』シリーズに登場する死喰い人のトラバースとの関係については、明確な描写はない。

### フランス
ナギニ
演 - クローディア・キム（『ファンタスティック・ビーストと黒い魔法使いの誕生』）
日本語吹き替え - 大地葉（『ファンタスティック・ビーストと黒い魔法使いの誕生』）
動物に変身するが、「血の呪い」によりいずれ動物の姿のままとなる運命にある「マレディクタス」の女性。インドネシア出身で、パリで見世物にされていた。
のちに蛇となり、ヴォルデモートのペットにして分霊箱の器になる。

ユスフ・カーマ
演 - ウィリアム・ナディラム、アイザック・ドミンゴス（12歳）
日本語吹き替え - 田村真
セネガルの純血一族の家系に生まれた、最後の純血の男子だという魔法使い。リタの異父兄にあたる。母を奪ったレストレンジ家への復讐のため、クリーデンスをリタの弟と考えて接近する。しかし、復讐の対象であったコーヴァス・レストレンジが赤ん坊のころに嵐の海に落ちて死亡したという真実を知ってすぐに、リタを目の前でグリンデルバルドに殺される。数年後の『ダンブルドアの秘密』では、妹のリタの仇討ちのためにダンブルドアのチームに参加し、アルバスからの指示でグリンデルバルドの下に向かう。そのままグリンデルバルドの陣営に取り込まれたかと思われたが、終盤のブータンでグリンデルバルドの手下たちを退けてテセウスたちを助ける。
ニコラス・フラメル
パリ在住の錬金術師。ダンブルドアの友人。

### ドイツ
アントン・フォーゲル
演 - オリヴァー・マスッチ
日本語吹き替え - 田原アルノ
国際魔法使い連盟のトップ「上級大魔法使い」を務めてきた男性。『ダンブルドアの秘密』で「上級大魔法使い」の任期切れとなり、ドイツ魔法省で任期切れ寸前でニュートに託されたアルバス・ダンブルドアからの伝言を受け取るが、ゲラート・グリンデルバルドの数々の罪状を証拠不十分として無罪の決定を下し、指名手配を取り消す。さらに、裏でグリンデルバルドと通じており、グリンデルバルドを新たな「上級大魔法使い」に就任させるために策謀を行う。

### ブラジル
ヴィセンシア・サントス
演 - マリア・フェルナンダ・カーンヂド
日本語吹き替え - 和優希
ブラジルの魔女で、「上級大魔法使い」の候補の一人でもある。
『ダンブルドアの秘密』で、ジェイコブにかけられた「磔の呪文」を解除する。そして、ニュートが保護していた麒麟の子供に選ばれて、新たな「上級大魔法使い」に就任する。

### 闇の魔法使い（ファンタスティック・ビースト）
ゲラート・グリンデルバルド
マグル支配をもくろむ闇の魔法使い。

ヴィンダ・ロジエール
演 - ポピー・コービー＝チューチ
日本語吹き替え - 喜多村英梨
グリンデルバルドに仕える魔女。『黒い魔法使いの誕生』の中盤で、クイニーをグリンデルバルドに引き合わせる。
『ハリー・ポッター』シリーズでアラスター・ムーディに討たれた死喰い人のエバン・ロジエールとの関係は、明かされていない。

## アプリ『ハリー・ポッター:ホグワーツの謎』の登場人物
ハリーたちのホグワーツ入学よりも7年前から始まる『ハリー・ポッター:ホグワーツの謎』の登場人物。

### 主要人物
『ホグワーツの謎』の主人公
性別・所属寮は自由に選択可能。行方不明になった兄を探している。原作の登場人物では、チャーリー・ウィーズリーやニンファドーラ・トンクスと同期。
ジェイコブ
主人公の兄。秘密の呪われた部屋を探そうとして校則を犯したことでホグワーツを退学処分となり、行方不明となっている。実は主人公入学の4年前に呪われた部屋の肖像画に閉じ込められていたが、主人公が4年時に救出される。救出された後は、レークピックを追うために再び主人公の元を去る。
ローワン・カナ
主人公の同級生で友人。性別・所属寮は主人公と同じ。杖用木材を剪定する林業家の出身。本を読むのが好きで、ホグワーツ史上最年少の先生になることを目指している。しかし、6年時に禁じられた森でパトリシア・レークピックの攻撃からベン・コッパーをかばい殺害される。このことは、主人公たちがレークピックを倒すための秘密組織「カナの輪」を結成することに繋がる。
マーフィー・マクナリー
主人公と同寮の男子生徒で、車椅子に乗っている。クィディッチの実況を担当しており、統計と戦略に対して深い理解を持つ。
オリオン・アマーリ
主人公と同寮の男子生徒で、クィディッチチームのキャプテン。練習方法は一風変わっているが、比類なきリーダーシップを持つ。
スカイ・パーキン
主人公と同寮の女子生徒。クィディッチチームでのポジションはチェイサー。父親はプロのクィディッチ選手。
エリカ・ラス
主人公のライバルのクィディッチチームに所属する女子生徒。主人公がレイブンクローならばスリザリン、それ以外ならレイブンクロー所属となる。力が強く寡黙な性格だが、友達には忠誠心を見せる。

### グリフィンドール生（ホグワーツの謎）
ベン・コッパー
主人公の同級生の男子生徒。マグル生まれで臆病な性格だが、呪文の才能がある。
ジェイ・キム
主人公の同級生の男子生徒。よく校内への持ち込み禁止アイテムをノクターン横丁で仕入れる、規則破りの常習犯。
アンジェリカ・コール
主人公が1年生のときの監督生で、4学年上の女子生徒。クイディッチチームのキャプテンもしている。卒業後は警備用トロールの訓練官となる。
コーリー・ヘイデン
主人公の同級生で、7年時に主席に選ばれる。性別は主人公と逆。魔法史と魔法界のポップカルチャーに詳しい。

### ハッフルパフ生（ホグワーツの謎）
ペニー・ヘイウッド
主人公の同級生の女子生徒。学年一の人気者。校内の噂に詳しく、魔法薬学が得意。
ベアトリス・ヘイウッド
ペニーの妹で、主人公の4学年下の女子生徒。「R」によって絵画の中に閉じ込められたことで、性格と容姿が変化した。
ディエゴ・キャプラン
主人公の同級生の男子生徒。決闘とダンスが得意。
キアラ・ロボスカ
主人公の同級生の女子生徒。狼人間の女子生徒。幼少期にフェンリール・グレイバックに噛まれ、狼人間となった。周囲にはそのことを隠している。
ジェーン・コート
主人公が1年生のときの監督生で、4学年上の女子生徒。卒業後は一時期アズカバンに投獄されていたが、理由は不明。

### レイブンクロー生（ホグワーツの謎）
チューリップ・カラス
主人公の同級生の女子生徒。規則破りの変わり者で、ニンファドーラと仲が良い。デニスという名前のカエルを飼っている。
アンドレ・エグウ
主人公の同級生の男子生徒。ファッションコーディネートが得意で、主人公たちの衣装をデザインする。
バディーア・アリ
主人公の同級生の女子生徒。絵画を描くのが得意で、魔法界の芸術に詳しい。
タルボット・ウィンガー
主人公の同級生で、鷹の動物もどきの男子生徒。
チェスター・デイビース
主人公が1年生のときの監督生で、4学年上の男子生徒。卒業後は魔法省の魔法不適正使用取締局に就職する。
ヴィクター・ケツエキ
主人公の同級生の男子生徒。6年生の夏休みに吸血鬼へと変化した。それまでは全く注目されない生徒だったが、7年目にして一躍ホグワーツの有名人となる。

### スリザリン生（ホグワーツの謎）
メルーラ・スナイド
主人公の同級生の女子生徒。「ホグワーツ最強の魔女」を自称し、主人公や周りにたびたび嫌がらせを仕掛ける。 性格は傲慢で高飛車だが、何かと主人公のことを気にかける。両親は死喰い人であり、アズカバンに投獄中。ローワンの死後は「カナの輪」に参加するが、実は「R」のスパイだった。
バーナビー・リー
主人公の同級生の男子生徒。学年で一番強い魔法使いと言われるが、反面頭はトロール並に悪い。当初は主人公と敵対するが、決闘のすえ仲間になる。
リズ・タトル
主人公の同級生の女子生徒。魔法生物が好きで、有名な魔法生物学者になることを目指している。
イスメルダ・マーク
主人公の同級生の女子生徒。メルーラやバーナビーと行動をともにしている。攻撃的な思考の持ち主でヴォルデモートを崇拝しており、主人公に磔の呪文をかけてやりたいと発言する。
フェリックス・ロジエール
主人公が1年生のときの監督生で、4学年上の男子生徒。「間違いなく純血の血筋」とされる「聖28一族」のひとつ、ロジエール家の出身。「人並みでいることに興味はない、優秀であることに意味がある」という思想の持ち主。父親は死喰い人。卒業後はドラゴン使いとなる。

### R,The Cabal
本作における敵対組織。通称「R」。
パトリシア・レークピック
主人公が5年時における闇の魔術に対する防衛術の教授。3年時に「呪い破り」としてホグワーツに来校する。スネイプとは学生時代からの知り合いだが、関係は険悪。主人公に対しても敵か味方か曖昧な態度を取る。シックルワースという名前のニフラーを飼っている。守護霊は雌ライオン。
その正体は「R」に所属する闇の魔女で、呪われた部屋を開けることが目的だった。そして主人公たちを利用して呪われた部屋を開けるも、彼らの反撃により撤退し、闇の魔術に対する防衛術の教授を放棄する。そして翌年、禁じられた森での戦いでローワンを殺害する。その後、カナの輪を結成した主人公たちにより捕らえられ、アズカバンに収容された。
カズヒロ・シラトリ
主人公殺害のために「R」が差し向けた日本出身の魔法使い。白いローブを着用しているが、これはマホウトコロを退学処分にされたため。
夜の闇横丁でマンダンガス・フレッチャーと戦って敗北し、アズカバンに収容される直前に逃走。その後ホグワーツに侵入して主人公を殺そうとするも敗北し逃走、最終的に夜の闇横丁でアラスター・ムーディに逮捕され、アズカバンで終身刑となった。
ベルッカ・バックソーン＝スナイド
メルーラの叔母。「指揮官」と呼ばれる「R」の幹部。
ペレグリン
主人公とジェイコブの父で、「R」のリーダー。本作の全ての黒幕である。

## アプリ『ハリー・ポッター:魔法同盟』の登場人物
コンスタンス・ピッカーリング
ハーマイオニーとともに機密保持法特別部隊（Statute of Secrecy Task Force、通称SOS）を立ち上げた下級次官。ハリーたちより年下のハッフルパフ出身者で、ハリーやハーマイオニーの大ファン。その正体は本作のすべての黒幕である秘密結社「許されざる者」の指導者「テウス」である。
ギャレス・グリーングラス
神秘部の上級無言者で、グリムの元上司。
グリム・フォウリー
「間違いなく純血の血筋」とされる「聖28一族」のひとつ、フォウリー家の出身。ハリーたちの5つ下のハッフルパフ出身。大災厄を引き起こした「許されざる者」のメンバー「バーゲスト」だと疑われている。
ペネロピー・パジェット
ハリーたちより数歳下の闇払いで、グリムの妻。学生時代はスリザリンに所属し、監督生だった。魔法省に就職後、ロンドン・ファイブ事件に巻き込まれ、行方不明となる。

## アプリ『ハリー・ポッター:魔法の覚醒』の登場人物
ハリーたちのホグワーツ卒業から10年後から始まる『ハリー・ポッター:魔法の覚醒』の登場人物。